# Olivier
Olea europaea subsp. europaea var. europaea
Pour les articles homonymes, voir Olivier (homonymie).
Variété
Classification APG II (2003)
L'olivier (Olea europaea L. subsp. europaea var. europaea) est un arbre fruitier qui produit les olives, un fruit consommé sous diverses formes et dont on extrait une des principales huiles alimentaires, l'huile d'olive. C'est une variété cultivée depuis plusieurs millénaires, principalement dans les régions de climat méditerranéen, de l'une des sous-espèces de Olea europaea, une espèce d'arbres et d'arbustes de la famille des Oléacées.

## Systématique
Pour un article plus général, voir Olea europaea.
L'olivier cultivé, Olea europaea subsp. europaea var. europaea, appartient à la sous-espèce europaea de l'espèce Olea europaea, dont il existe cinq autres sous-espèces présentes des Canaries à la Chine
L'olivier cultivé correspond à la variété botanique europaea, qui s'oppose à la variété sauvage (Olea europaea subsp. europaea var. sylvestris, l'oléastre). Cette subdivision est cependant discutée : alors que divers travaux montrent l'absence de frontière entre les populations sauvages et les formes cultivées, aussi bien sur le plan génotypique que phénotypique, d'autres travaux portant sur l'analyse anatomique fine comparée de charbons de bois archéologiques montrent une filiation nette de l'olivier cultivé depuis l'oléastre.
La variété botanique europaea est elle-même subdivisée en plus de deux mille variétés agricoles sélectionnée localement, également nommées cultivars.

## Description botanique
L'olivier fait partie de la famille des oléacées (genre Olea) qui comprend, entre autres, les lilas (Syringa), les troènes (Ligustrum) et les frênes (Fraxinus), ainsi que nombre d'arbustes comme les forsythias, les jasmins.

### Aspect général

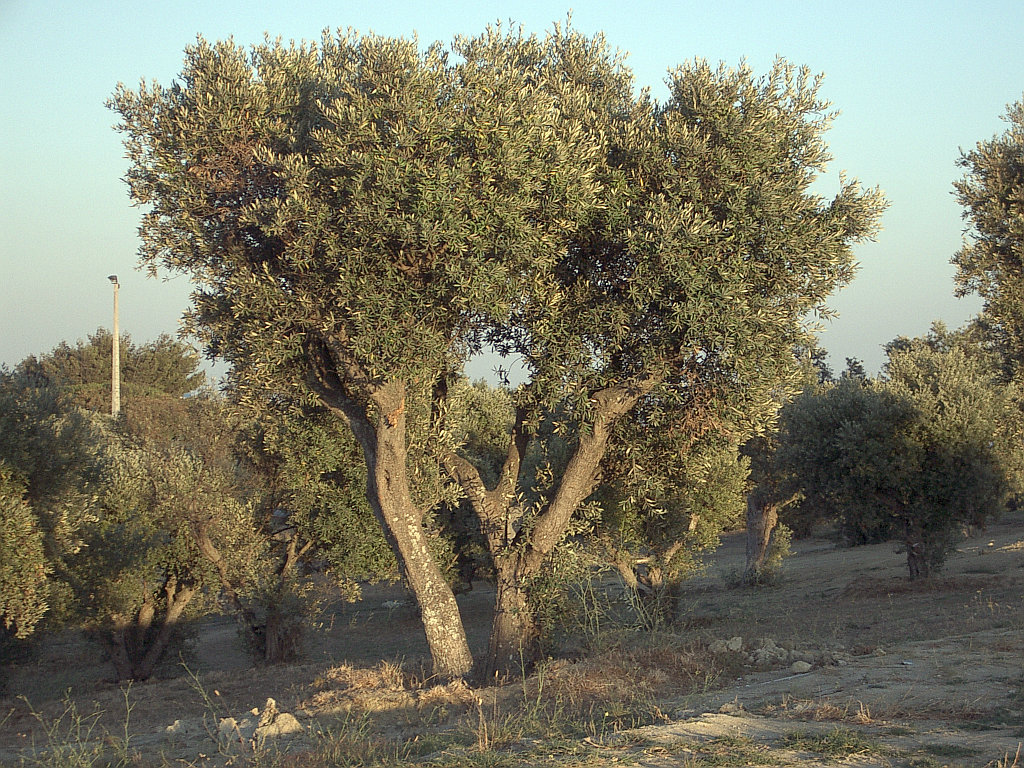
Olivier au Portugal.

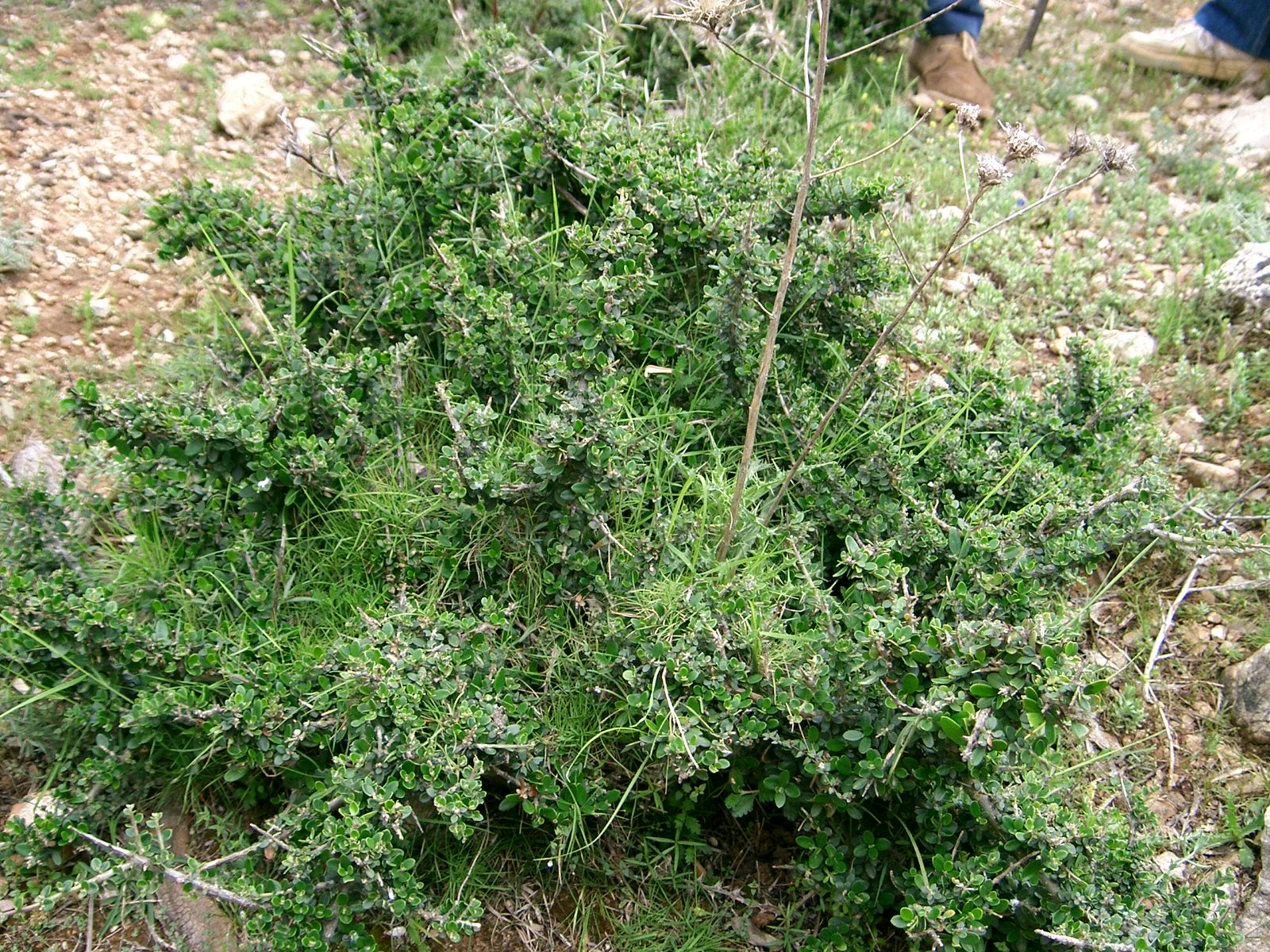
Olea europaea subsp. sylvestris (oléastre) à Majorque.

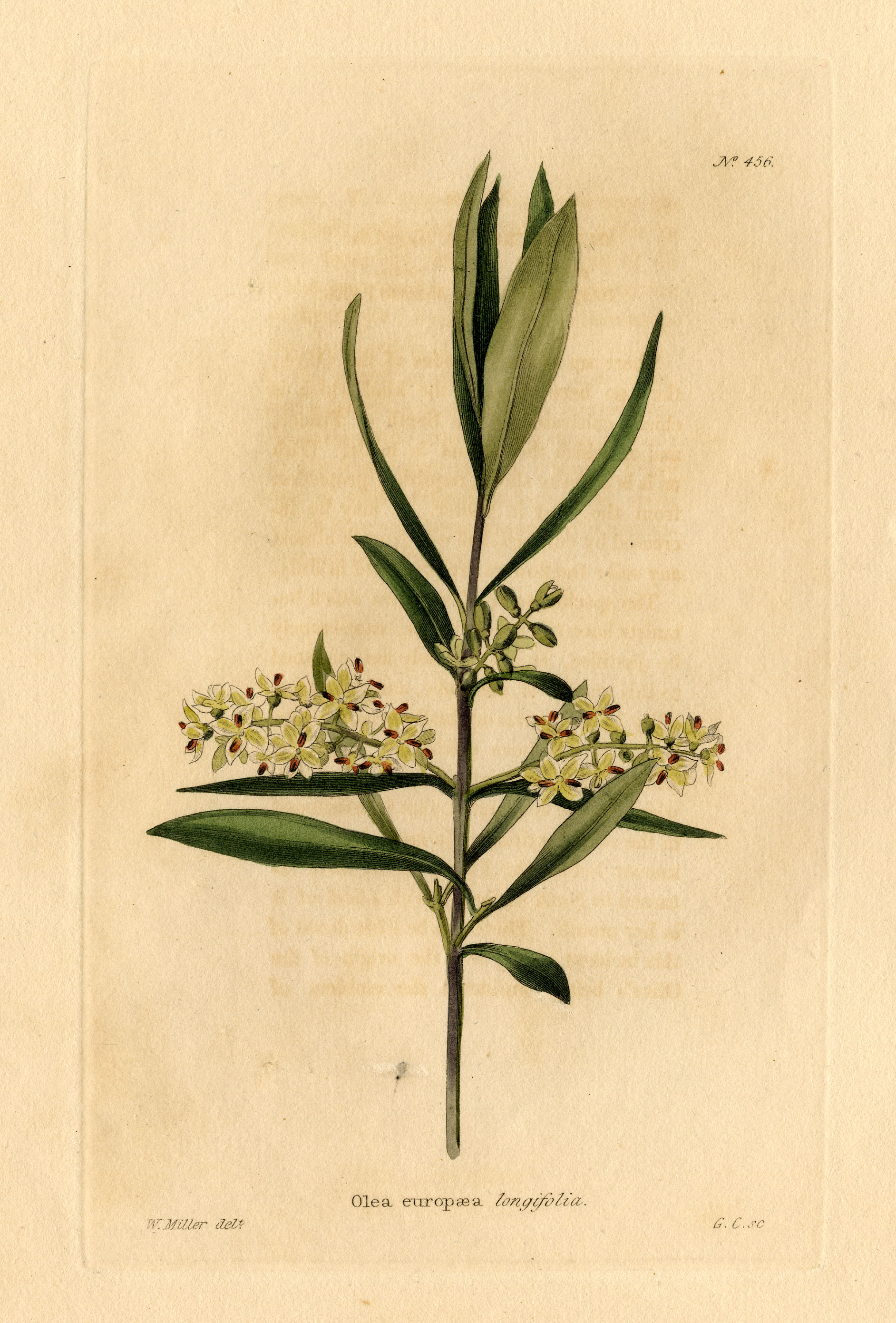
Olea europaea, gravure de W. Miller.

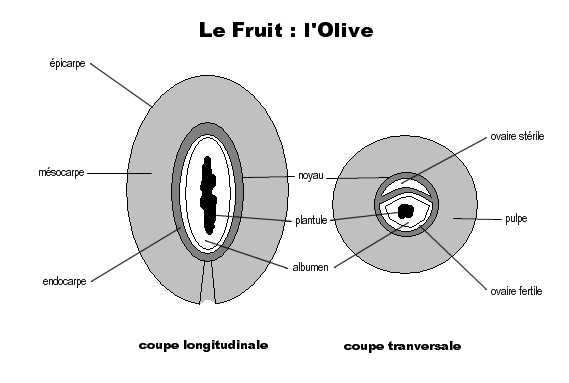
Olive vue en coupe.

Arbuste très rameux, au tronc noueux, au bois dur et dense, à l'écorce brune crevassée, il peut atteindre 15 à 20 mètres de hauteur, et vivre plusieurs siècles. Cependant, sous l'action d'animaux de pâture, ou dans des zones extrêmement ventées, ou exposées aux embruns, il conserve une forme buissonnante, de défense, et maintient la forme d'une boule compacte et impénétrable, lui donnant l'aspect d'un buisson épineux. Dans la plupart des modes de culture, les oliviers sont maintenus à une hauteur de trois à sept mètres afin de faciliter leur entretien et la récolte des fruits. C'est l'olivier « piéton ».

### Feuilles
Les feuilles sont opposées, ovales allongées, portées par un court pétiole, coriaces, entières, enroulées sur les bords, d'un vert foncé luisant sur la face supérieure, et d'un vert clair argenté avec une nervure médiane saillante sur la face inférieure. Le feuillage est persistant, donc toujours vert, mais cela ne veut pas dire que ses feuilles sont immortelles. Elles vivent en moyenne trois ans puis jaunissent et tombent, principalement en été. En cas de sécheresse, les feuilles sont capables de perdre jusqu'à 60 % de leur eau, de réduire fortement la photosynthèse et de fermer les stomates permettant les échanges gazeux pour réduire les pertes en eau par évapotranspiration, permettant ainsi la survie de l'arbre au détriment de la production fructi-florale.
C'est grâce à sa feuille que l'olivier peut survivre en milieu aride. Quand il pleut, les cellules foliaires s'allongent pour emmagasiner l'eau. Et, en cas de sécheresse, les feuilles se rétractent et bloquent l'activité de photosynthèse au détriment des fruits.

### Fleurs
Les fleurs sont blanches avec un calice, deux étamines, une corolle à quatre pétales ovales, et un ovaire de forme arrondie qui porte un style assez épais et terminé par un stigmate. Cet ovaire contient deux ovules (un seul se développera). Les fleurs sont regroupées en petites grappes de dix à vingt, poussant à l'aisselle des feuilles au début du printemps sur les rameaux âgés de deux ans.
La plupart des oliviers sont auto-fertiles, c'est-à-dire que leur propre pollen peut féconder leurs propres ovaires. La fécondation se fait principalement par l'action du vent et la période de fertilité ne dure qu'une petite semaine par année. S'il ne pleut pas trop durant cette période, 5 à 10 % des fleurs produiront des fruits pour une bonne production.

### Fruits
Le fruit, l'olive, est une drupe, dont la peau (épicarpe) est recouverte d'une matière cireuse imperméable à l'eau (la pruine), avec une pulpe (mésocarpe) charnue riche en matière grasse stockée durant la lipogenèse, de la fin août jusqu'à la véraison. D'abord vert, il devient noir à maturité complète. Le noyau très dur, osseux, est formé d'une enveloppe (endocarpe) qui se sclérifie l'été à partir de la fin juillet, et contient une amande avec deux ovaires, dont l'un est généralement stérile et non fonctionnel : cette graine (rarement deux) produit un embryon, qui donnera un nouvel olivier si les conditions sont favorables.

### Racines
Lors de la germination du noyau, le jeune plant développe une racine pivotante. Puis en croissant, l'olivier développe un système racinaire essentiellement peu profond 60  à   100 cm à développement latéral, dont les racines principales débordent peu l’aplomb du feuillage, alors que les racines secondaires et les radicelles peuvent explorer une surface de sol considérable. Le chevelu racinaire se limite en général au premier mètre de sol et est particulièrement développé dans les zones plus humides. Au-delà du premier mètre poussent des racines permettant l'alimentation de l'arbre en cas de sécheresse. Seules les radicelles émises au cours de l'année permettent l'absorption de l'eau. Les racines de l'olivier sont capables d'extraire de l'eau en exerçant une importante force de succion de l'ordre de −25 bars sur le sol, contre −15 bars en général pour les autres espèces fruitières, lui permettant de prospérer là où d'autres se flétriraient. Pour limiter la concurrence hydrique entre les oliviers, l'espacement entre les arbres doit tenir compte des ressources en eau : la plantation sera plus rapprochée dans les oliveraies irriguées et plus espacée dans les vergers en culture pluviale soumis à la sécheresse.

## Cycle biologique
| Phases Végétatives            | Début                     | Durée        | Manifestations                                                                   |
| ----------------------------- | ------------------------- | ------------ | -------------------------------------------------------------------------------- |
| Repos végétatif               | décembre-janvier          | 1–3 mois     | Activité germinative arrêtée ou ralentie.                                        |
| Induction florale             | février                   | .            | Les fruits se développeront sur le bois poussé l'année précédente (> taille).    |
| Reprise de la végétation      | fin février               | 20–25 jours  | Émission d'une nouvelle végétation de couleur claire.                            |
| Apparition de boutons floraux | mi-mars                   | 18–23 jours  | Inflorescences de couleur verte, blanchâtres à maturité.                         |
| Floraison                     | de début mai à mi-juin    | 7 jours      | Fleurs ouvertes et bien apparentes, pollinisation et fécondation.                |
| Fructification                | fin mai-juin              | .            | Chute des pétales, hécatombe précoce des fleurs et des fruits.                   |
| Développement des fruits      | seconde moitié de juin    | 3–4 semaines | Fruits petits mais bien apparents.                                               |
| Durcissement du noyau         | juillet                   | 7–25 jours   | Fin de la formation des fruits devenant résistants à la coupe et à la section.   |
| Croissance des fruits         | août                      | 1,5–2 mois   | Augmentation considérable de la taille des fruits et apparition des lenticelles. |
| Début de maturation           | de mi-octobre à décembre  | .            | Au moins la moitié de la surface du fruit vire du vert au rouge violacé.         |
| Maturation complète           | de fin octobre à décembre | .            | Fruits avec une coloration uniforme violette à noire.                            |

L'olivier ne produit naturellement qu'une année sur deux en l'absence de taille, et la production s'installe lentement, progressivement, mais durablement : entre 1  et   7 ans, c'est la période d'installation improductive, dont la durée peut doubler en cas de sécheresse ; jusqu'à 35 ans, l'arbre se développe et connaît une augmentation progressive de la production ; entre 35 ans et 150 ans, l'olivier atteint sa pleine maturité et sa production optimale. Au-delà de 150 ans, il vieillit et ses rendements deviennent aléatoires.

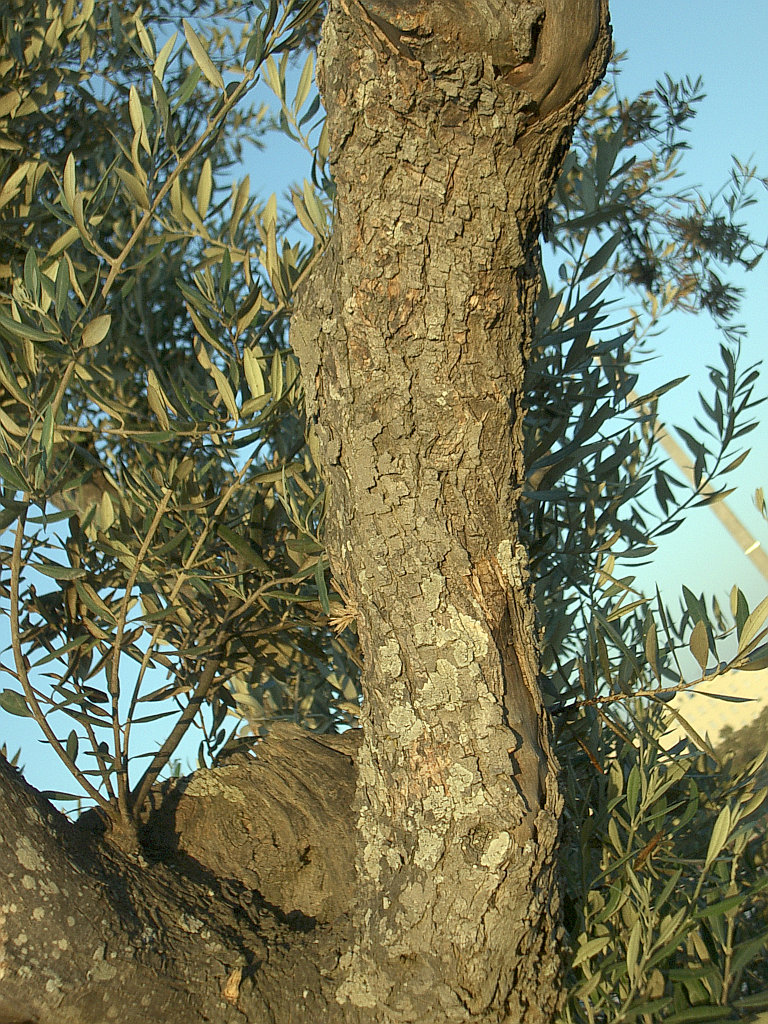
Tronc.
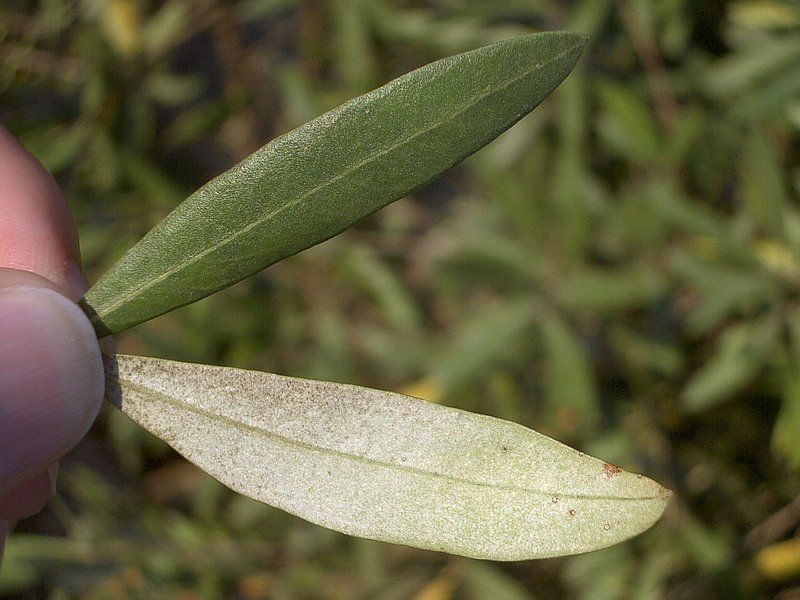
Feuilles.
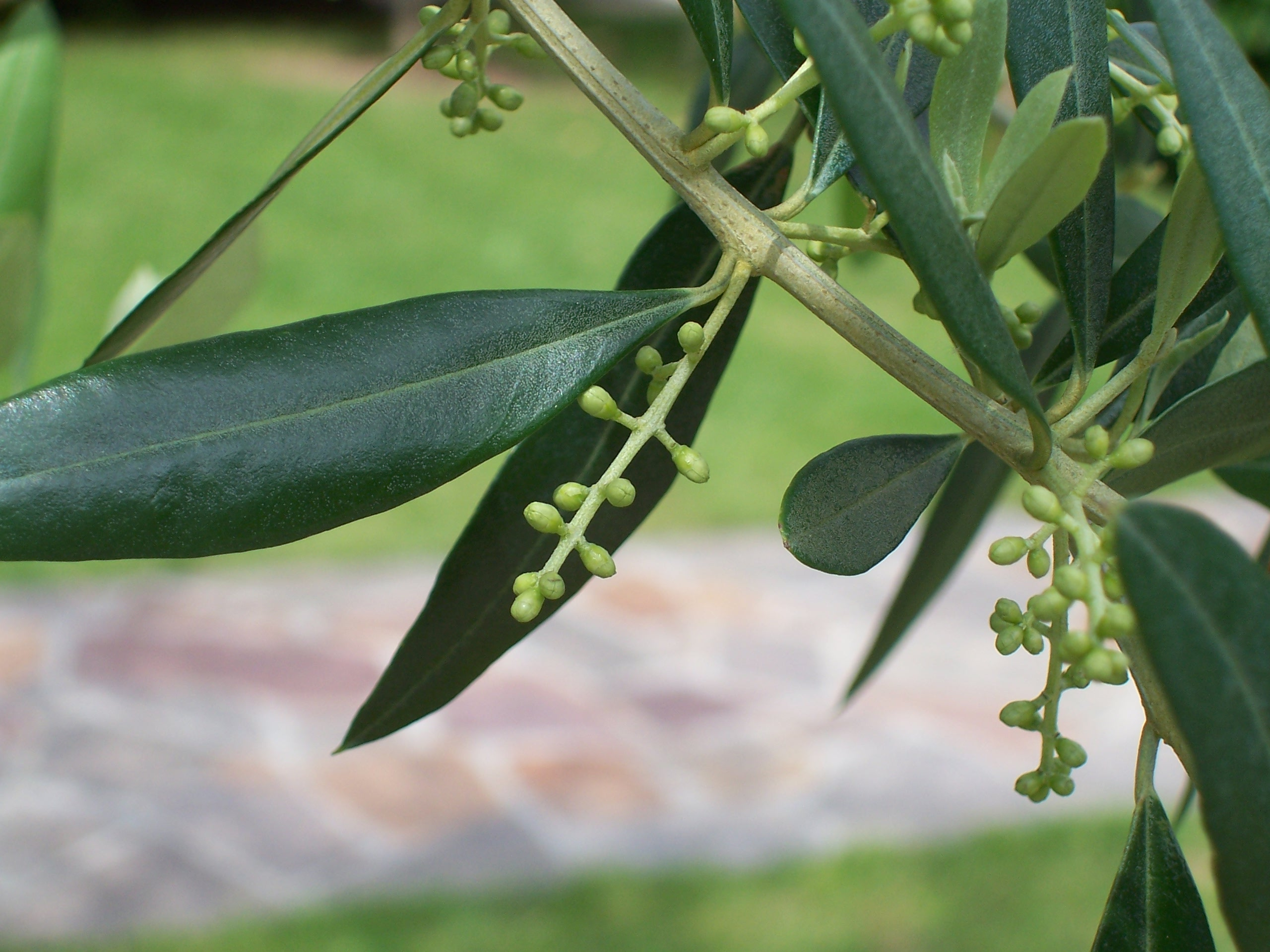
Fleurs jeunes.
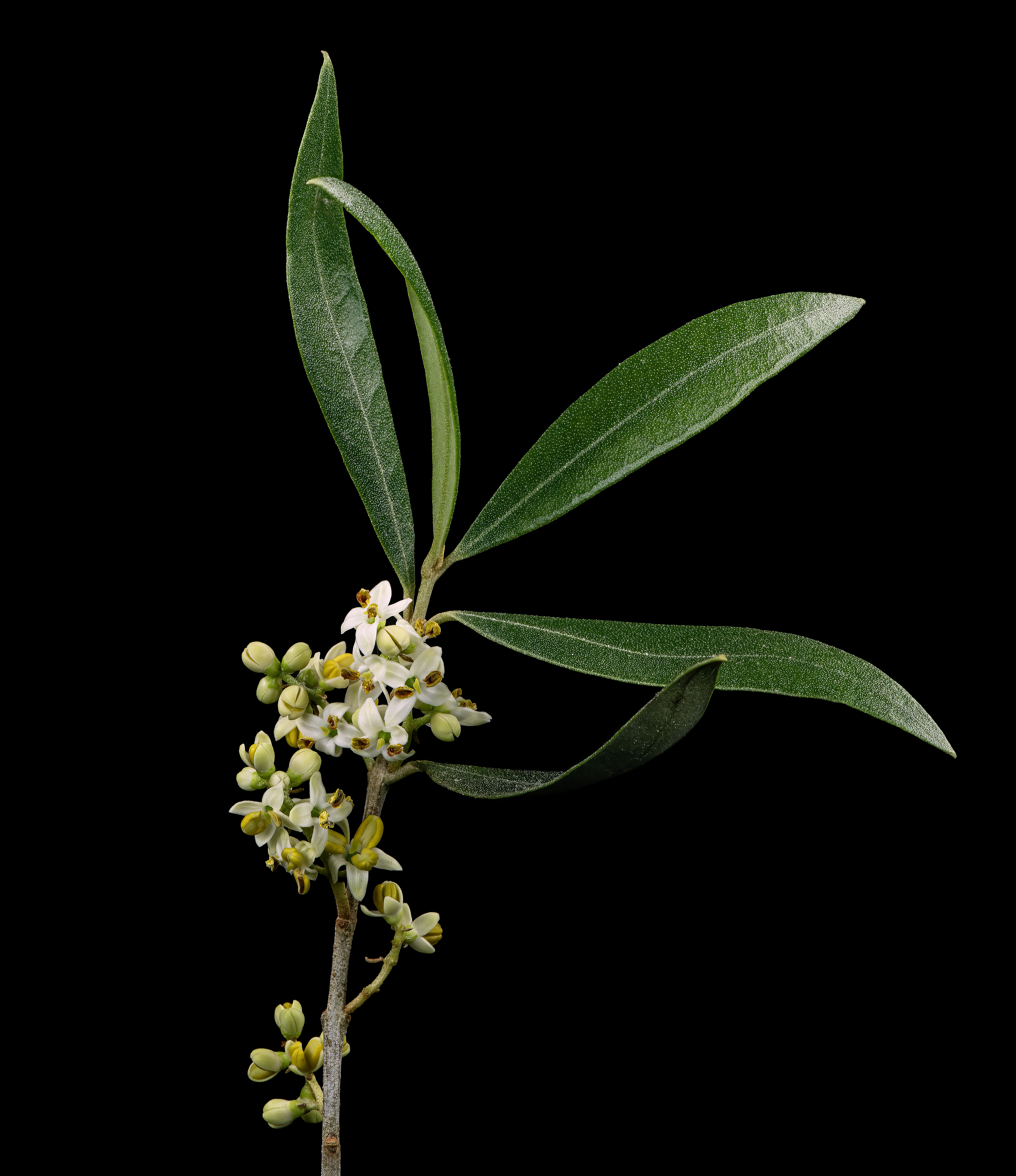
Inflorescence et feuilles.
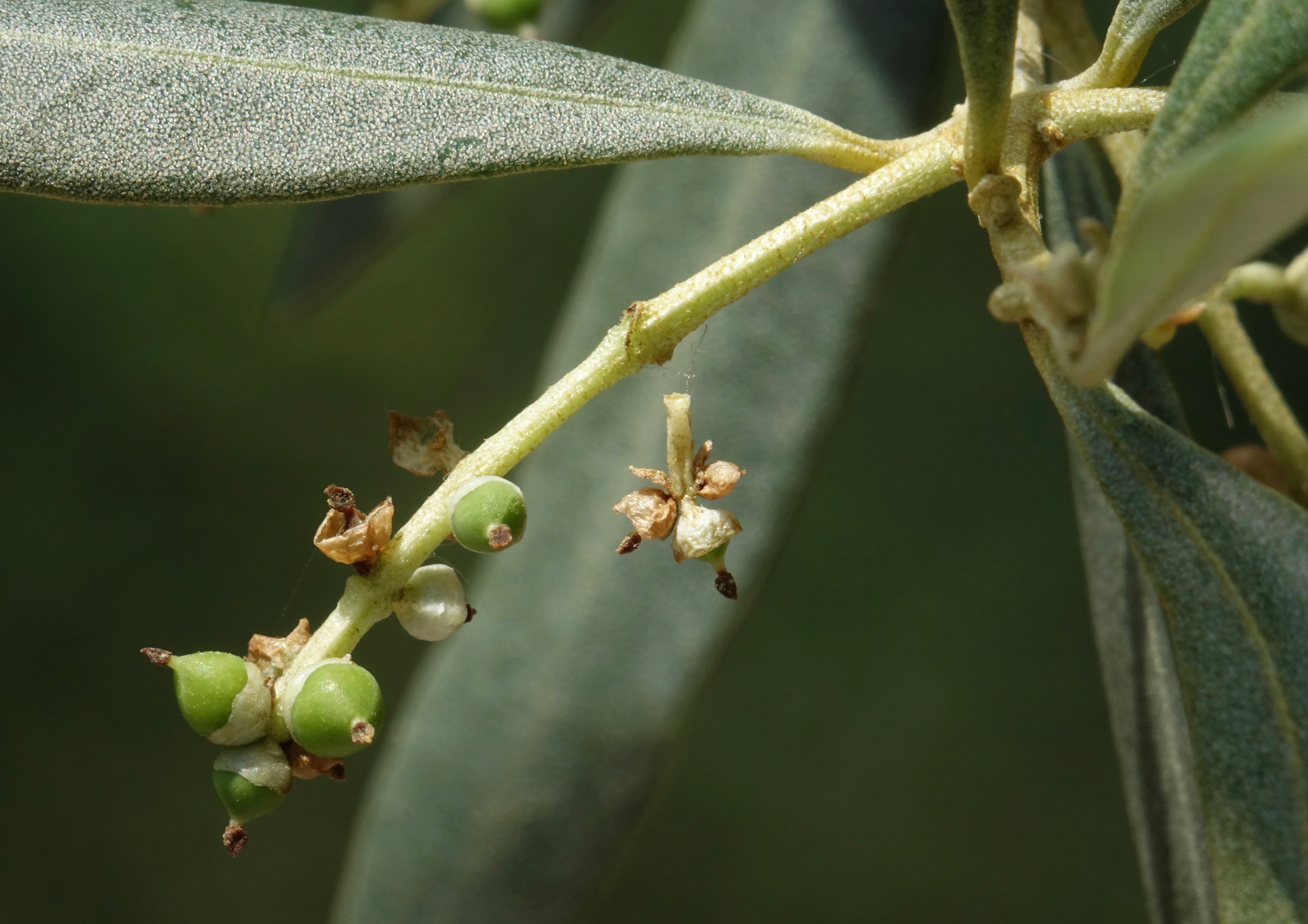
Stade nouaison
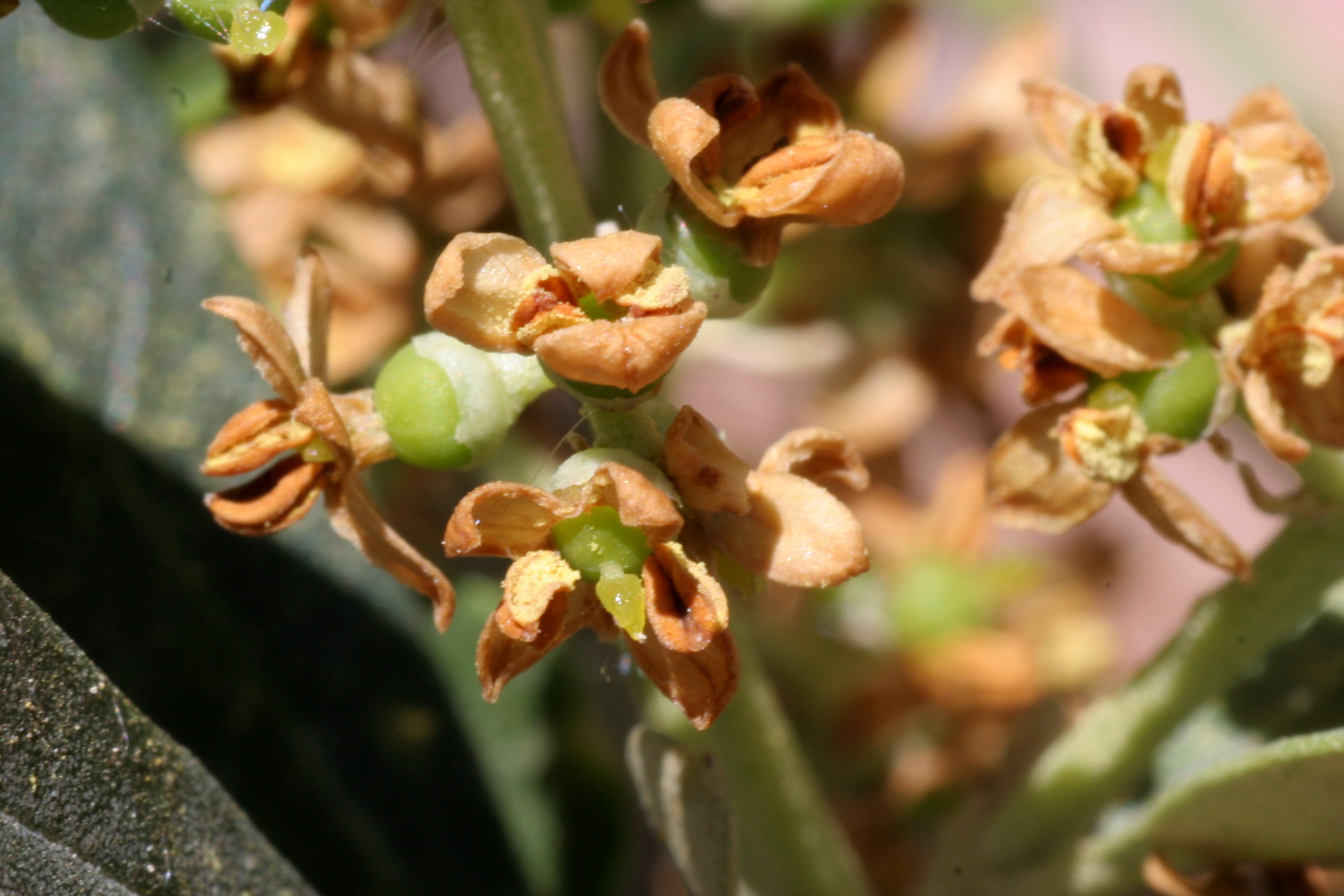
Fruits naissants.
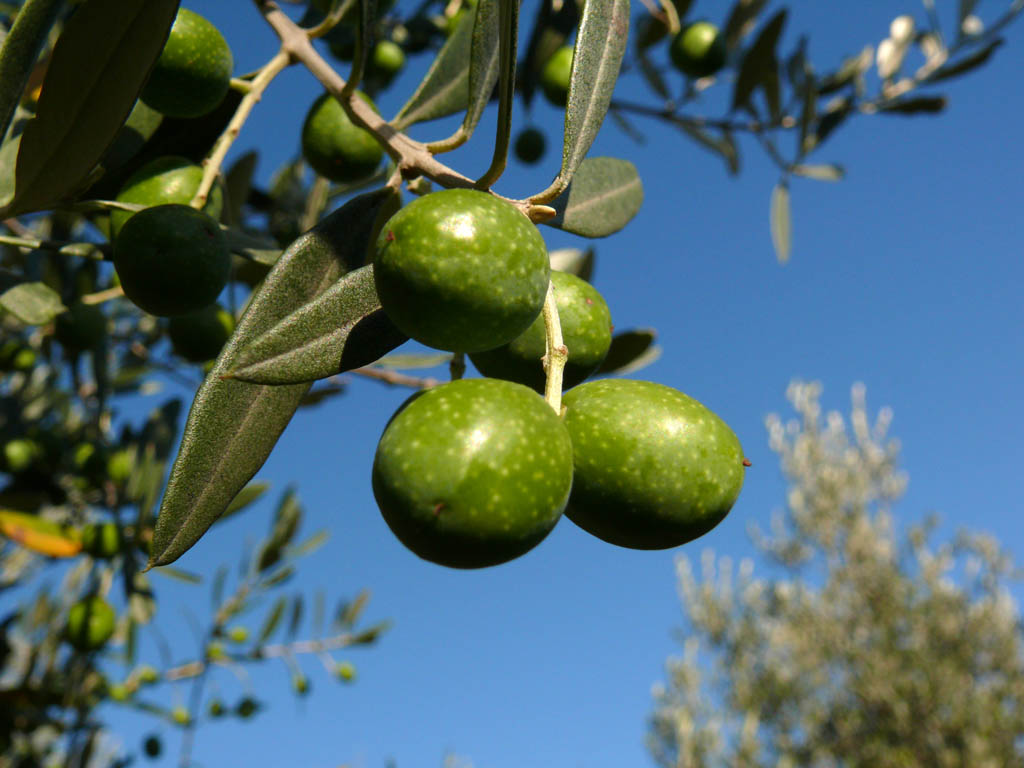
Fruits verts.
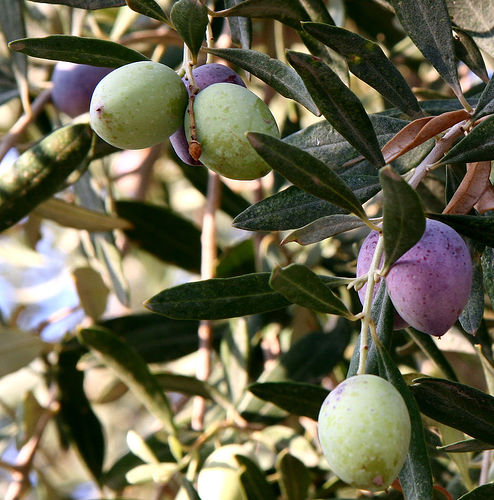
Fruits mûrissants.
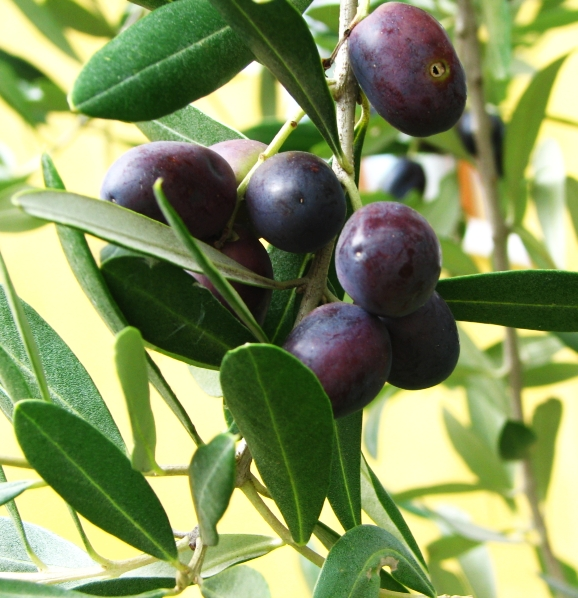
Fruits mûrs.

## Histoire

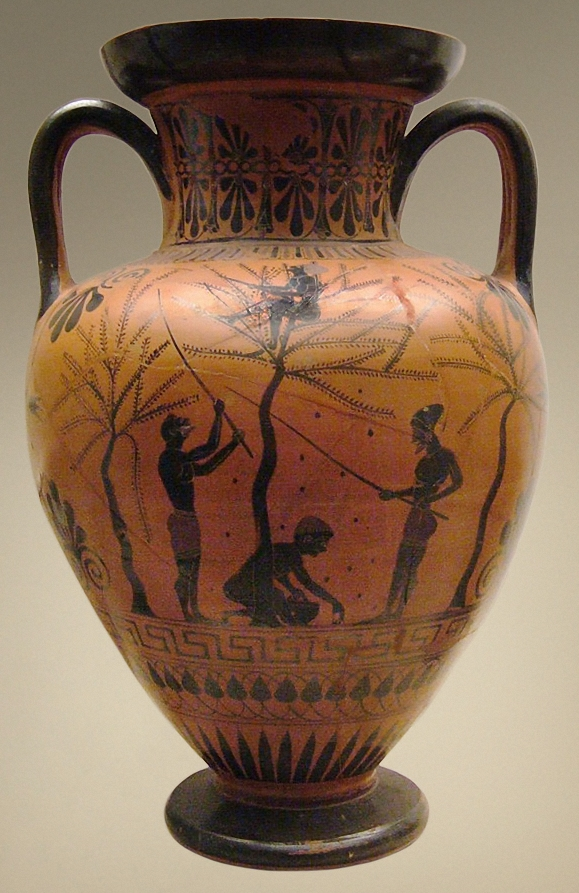
Récolte d'olives sur une amphore du Peintre d'Antiménès (520 av. J.-C.).

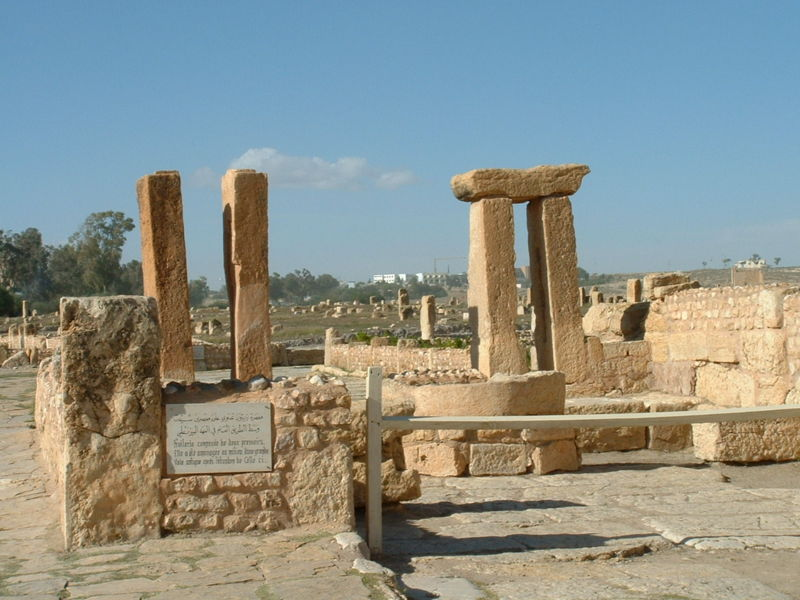
Pressoir romain en Tunisie.

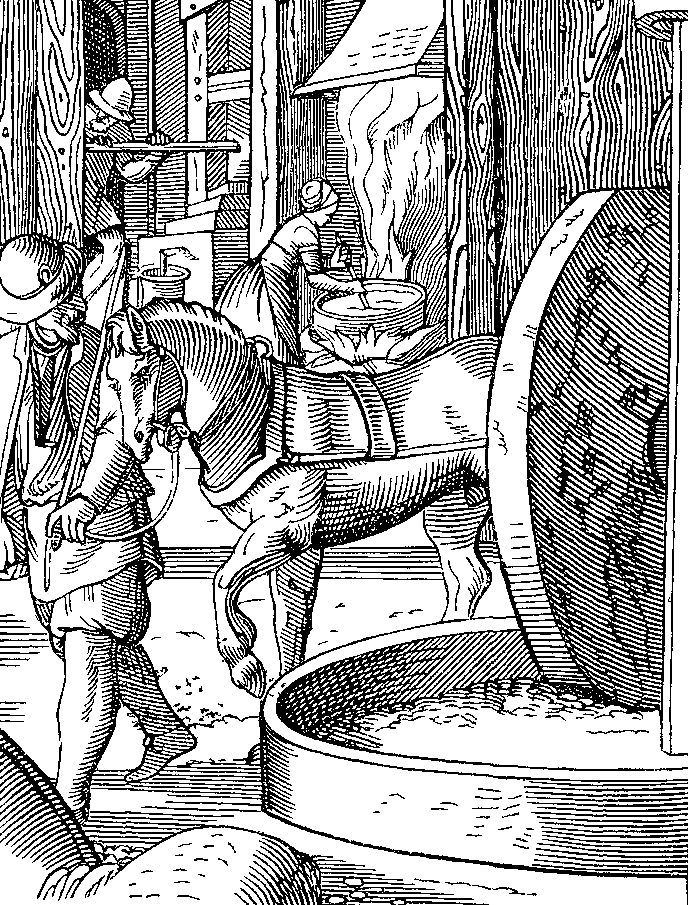
Moulin à huile au s.

L'expansion de l'olivier est liée à l'installation du climat méditerranéen, car la contrainte climatique est la donnée fondamentale pour la culture de cet arbre. Ce type de climat est apparu progressivement depuis environ 10 000 ans avant notre ère, s'installant d'abord en Méditerranée orientale, pour s'étendre ensuite, durant plusieurs millénaires, à l'ouest et au nord du bassin méditerranéen. Des études biologiques réalisées par Gabriel Camps en 1970 montrent que l'olivier sauvage existait au Sahara environ 11 000 ans avant notre ère. Les dernières analyses des pollens de différents arbres à feuillages caducs et dominants semblent montrer que ce changement climatique s'est développé environ 8 000 ans avant notre ère, dans le Sud-Est de l'Espagne, remontant lentement vers le nord.
Selon les archéologues, la domestication de l'olivier aurait eu lieu environ entre 3800 et 3200 av. J.-C., soit il y a six millénaires. Des études archéo-biologiques et l'étude génétique des populations d'oléastres et des variétés d'oliviers montrent que la domestication s'est produite indépendamment dans plusieurs régions du bassin méditerranéen, et s'est très probablement réalisée sur une longue période.
Des recherches archéologiques montrent que l'on extrayait déjà l'huile dès le IVe millénaire av. J.-C. au Liban et à Chypre, ainsi qu'en Crète vers 3500 avant notre ère. Puis vers 1700 av. J.-C., la technique s'améliora et les premiers « pressoirs à arbre » simples apparurent à Ougarit (actuellement Ras Shamra en Syrie). L'olivier a été importé en Égypte depuis la Syrie sous la IXe dynastie (-2160 à -2040).
Le commerce de l'huile apparut dès l'âge du bronze, et les Hittites s'en procuraient sur la côte de l'Asie Mineure, alors que les pharaons d'Égypte et les rois de Mésopotamie en achetaient en Syrie. Dans les palais minoéens de Crète, l'huile était entreposée, en grande quantité, dans des vases appelés pithoi, et dans les palais mycéniens de la Grèce continentale, on a retrouvé de nombreuses jarres à huile et des tablettes écrites en linéaire B mentionnant l'idéogramme de l'huile (élaion). C'est à ce moment-là que la déesse Isis est considérée comme la gardienne de la culture de l'olivier. Elle y enseigne notamment les bienfaits et les vertus de son huile. Ce commerce était très contrôlé, car l'huile était fortement liée au pouvoir économique et religieux.
Après une récession due à la disparition de plusieurs États orientaux vers -1200, l'expansion démographique de l'âge du fer en Méditerranée entraîna la création de nombreuses colonies par les Phéniciens en Afrique du Nord (Carthage) et dans le Sud de l'Espagne, ainsi que par les Grecs en Asie Mineure, dans les îles de la mer Égée, en Sicile et dans le sud de l'Italie et de la France (Marseille, Corse). Ils y importèrent leur culture de l'olivier et développèrent son commerce. Selon Pline l'Ancien, l'olivier était absent de l'Italie sous le règne de Tarquin l'Ancien (-616 à -579). Au VIe siècle av. J.-C. le magistrat et sage grec Solon promulgua des lois autorisant les Athéniens à faire le commerce de l'huile d'olive. Au IVe siècle av. J.-C., Alexandre le Grand conquit la Méditerranée orientale ainsi que l'Empire perse, et le commerce se développa encore plus.
Durant les siècles qui suivirent, face à la demande croissante d'huile pour l'alimentation, l'éclairage, les soins, ou les pratiques sportives et religieuses, on développa de nouvelles méthodes de production et on rédigea des manuels techniques, comme ceux du botaniste grec Théophraste, des agronomes latins Caton l'Ancien, Pline l'Ancien et Columelle (originaire d'Espagne), ainsi que de Magon le Carthaginois. L'unification des pays riverains du bassin méditerranéen par l'Empire romain facilita encore plus le commerce et la production, qui devint quasiment semi-industrielle dans certaines régions de l'Espagne et de l'Afrique du Nord, par la promulgation de lois comme la Lex Manciana au IIe siècle encourageant les plantations et l'irrigation dans les domaines impériaux.
La chute de l'Empire romain, l'extension du christianisme, puis des civilisations islamiques entraînèrent un changement des modes de consommation, des zones de production et des circuits commerciaux. Génois et Vénitiens profitèrent des croisades pour développer un commerce actif et très fructueux avec l'Orient et donner une impulsion à l'oléiculture pour répondre aux nouveaux besoins créés par la fabrication du savon (apparu au IXe siècle) et l'apprêtage du textile.
À partir du XVIe siècle s'ouvrit une ère d'expansion continue, qui va conduire l'olivier à son extension territoriale maximale, sous l'influence de la demande croissante, d'une société occidentale de plus en plus industrialisée, pour les savonneries, le textile et la mécanique. Avec la découverte du Nouveau Monde, les Espagnols introduisirent l'olivier dans leurs anciennes colonies des Amériques, comme l'Argentine, le Mexique, le Pérou (en 1560), le Chili et la Californie. Et c'est au XIXe siècle, lors de l'apogée de la démographie des campagnes et de la colonisation européenne, que l'olivier connut son extension maximale. Bien que la superficie des oliveraies ait diminué au cours du XXe siècle, les gains de productivité dans la culture des oliviers et l'extraction de l'huile ont conduit au quintuplement de la production mondiale d'huile d'olive entre 1903 et 1998.

### Longévité

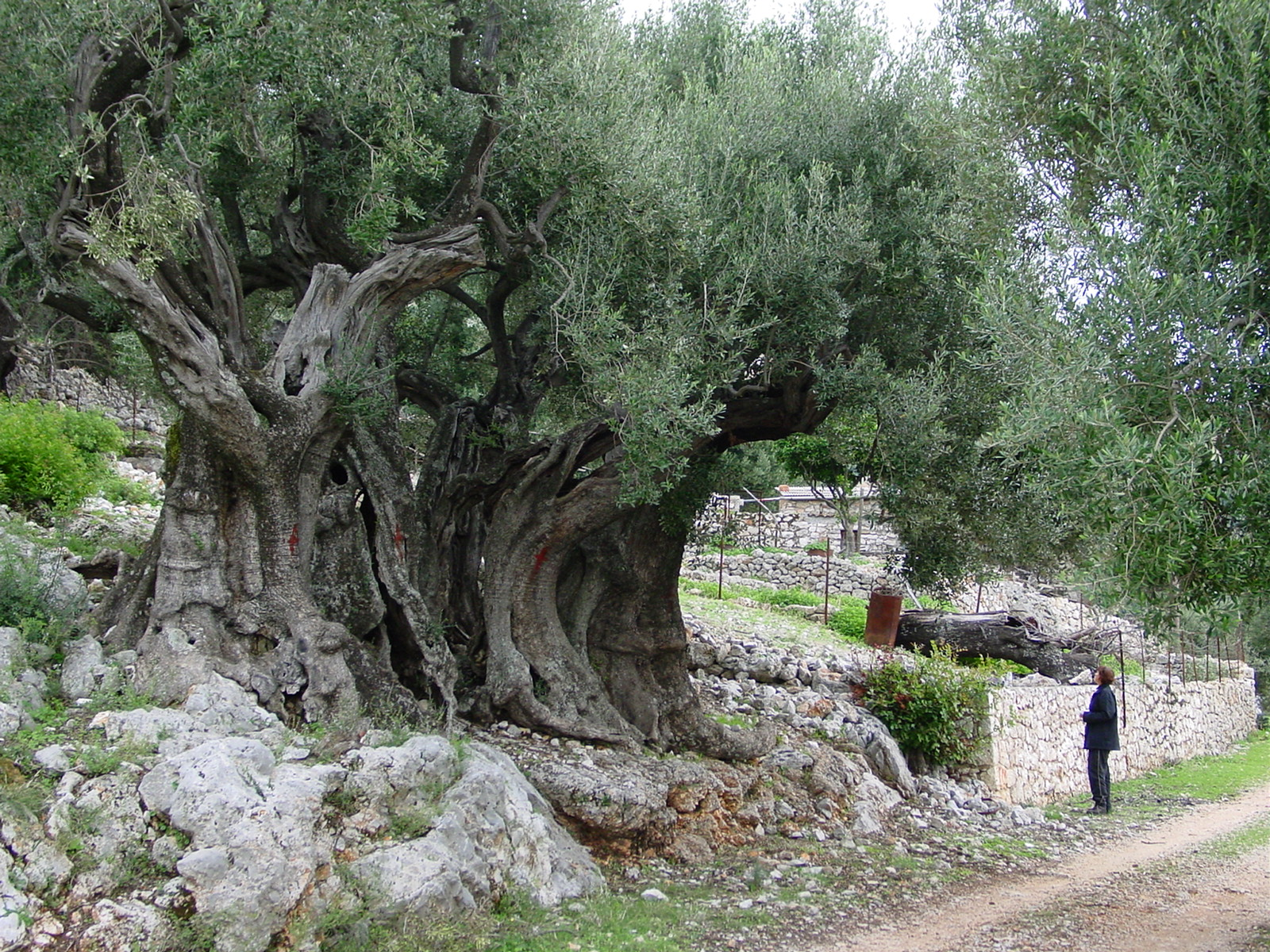
Olivier sur l'île grecque d'Ithaque, réputé pour être âgé de plus de 1500 ans.

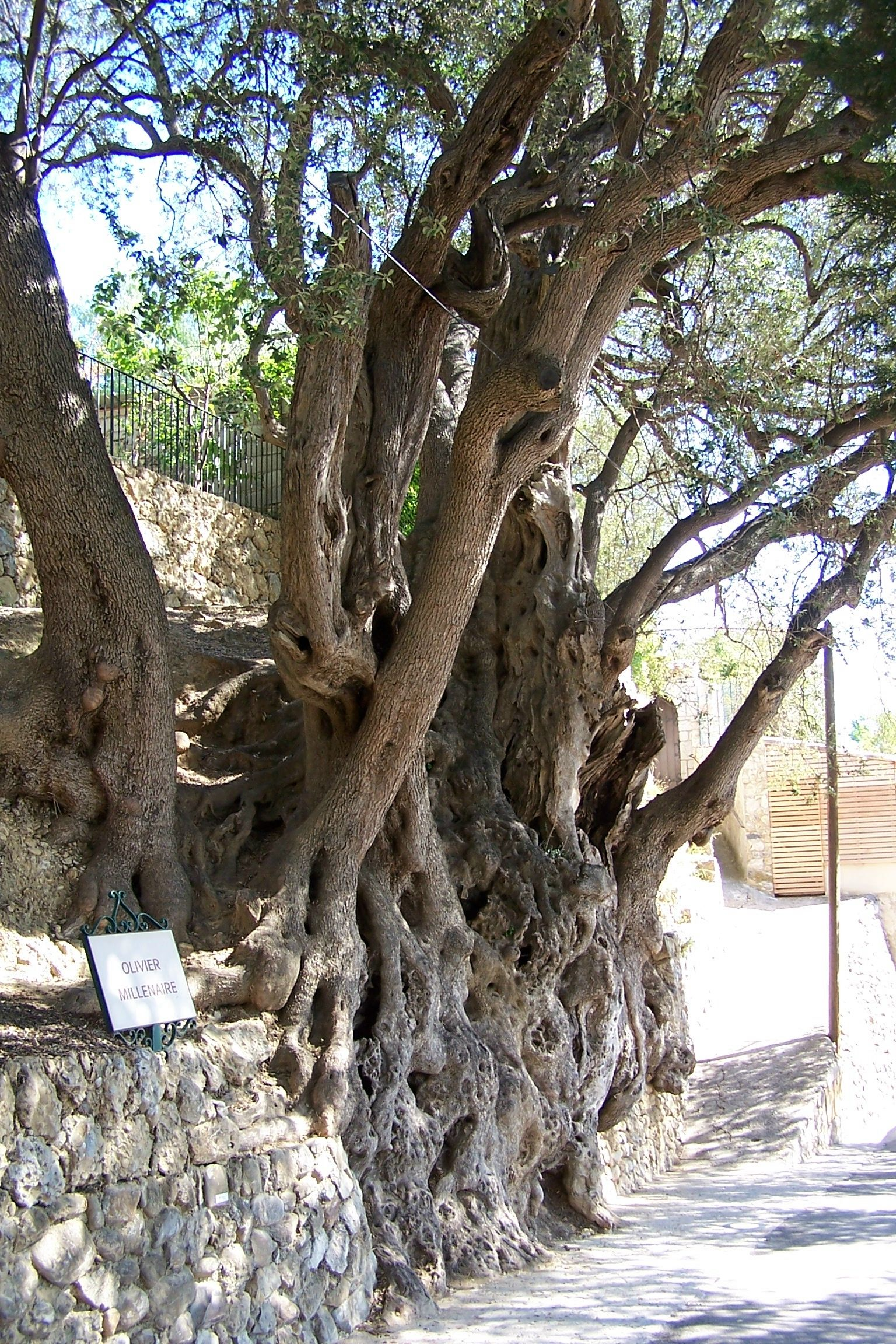
Olivier millénaire à Roquebrune-Cap-Martin (Alpes-Maritimes, France).

Avec son tronc sculpté par l'âge et sa toison de feuilles persistantes et argentées, la longévité de cet arbre légendaire peut dépasser celle du chêne. Cette caractéristique remarquable, souvent associée à une croissance clonale, explique probablement le maintien de populations sauvages dans des zones très arides comme le Hoggar où aucune régénération par voie sexuée n'a été observée. Chargé de légendes, l’olivier millénaire est un arbre symbole et les peuples du pourtour méditerranéen qui se nourrissent de ses fruits possèdent en commun les gestes ancestraux de sa culture. En Provence, on dit qu’« à 100 ans, un olivier est un jeune homme »[réf. souhaitée].
Malheureusement, il n'est pas possible de connaître l'âge d'un olivier avec certitude. La dendrochronologie est extrêmement difficile à réaliser car l'olivier est un bois dur, dense, veiné et de croissance irrégulière, ce qui rend aléatoire l'individualisation et le comptage des cercles de croissance. L'âge d'un individu ne peut par conséquent qu'être une estimation basée sur des indices indirects — diamètre, aspect, documents historiques — qui se révèlent souvent peu fiables et amènent à des estimations parfois bien éloignées de l'âge réel.
À l'état naturel, lorsqu'un olivier vieillit, il produit des rejets appelés « souquets », à partir de sa souche, et, ainsi, ne meurt effectivement jamais de vieillesse. Le nouvel arbre qui le remplace n'est pas un autre olivier, mais un autre lui-même, une nouvelle expression du même génotype. L'olivier peut cependant mourir par l'effet du gel, de l'humidité du sol, d'un échec dans la lutte pour l'occupation de l'espace vital avec les espèces concurrentes, et probablement de sécheresse. Un dicton provençal dit qu'« autant le figuier que l'olivier ne meurent pas sans héritier ».
Les plus vieux troncs que l'on puisse observer sont cependant ceux des arbres cultivés, car les cultivateurs éliminent régulièrement les rejets, s'ils veulent conserver le tronc ancêtre. Si cet entretien est interrompu, les vieux arbres s'empressent de donner de nombreuses jeunes pousses.
Pline l'Ancien parla d'un olivier sacré en Grèce dont l'âge était de plus de 1 600 ans. Plusieurs oliviers du Jardin de Gethsémani à Jérusalem, dont le nom provient des mots hébreux gat shemanim signifiant « pressoir à huile », sont réputés dater de l'époque de Jésus. La tradition fait remonter certains oliviers italiens à l'époque de l'Empire romain. Cependant, l'âge d'un olivier crétois a pu être estimé à plus de 2 000 ans, et un autre sur l'île de Brijuni (Brioni), dans la province d'Istrie en Croatie, donne toujours régulièrement des fruits malgré son âge d'environ 1 600 ans. Un olivier situé à Santu Baltolu di Carana dans l'île italienne de Sardaigne, et nommé avec respect « s'ozzastru » (« l'oléastre » en langue sarde, Olea europaea L. var. sylvestris) par les habitants de la région, est réputé être vieux d'au moins trois millénaires selon différentes études. Au nord-est de la Tunisie, l'âge d'un olivier, prétendument le plus vieux d'Afrique, a été estimé à 2500 ans. Il existe au Sud-Liban un arbre vieux de 2 700 ans dans le village de Chaqra dénommé l'arbre des Perses. À Roquebrune-Cap-Martin (Alpes-Maritimes), un vénérable olivier millénaire âgé de plus de 2 000 ans affiche un impressionnant vingt mètres de tour de tronc avec de multiples rejets. Aux abords du pont du Gard, on trouve trois oliviers millénaires, dont l'un a été planté en l'an 938, en Espagne, puis ramené et transplanté près du pont du Gard en 1988. En 2007, il continuait à donner des fruits. Les deux autres oliviers en sont à peu près contemporains.
Aux dires des Grecs, l’olivier le plus vieux du monde, 3 000 ans environ, se trouverait dans le village de Voúves dans l’ouest de la Crète.[réf. souhaitée]

## Mythes et symboles

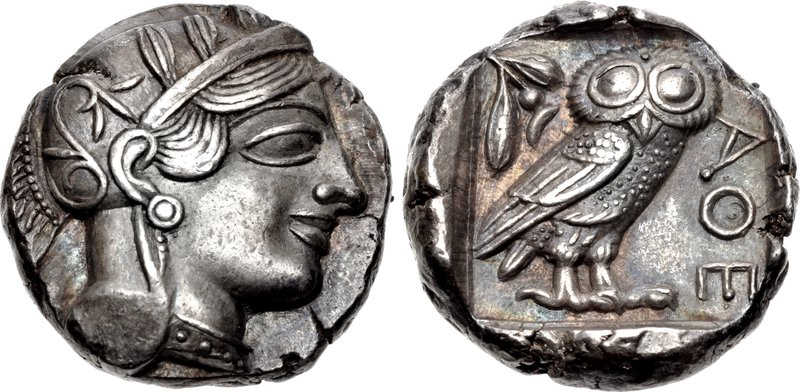
Pièce de monnaie athénienne antique (Tétradrachme, vers 450 av. J.-C.) représentant la déesse Athéna avec ses emblèmes de la chouette et du rameau d'olivier.

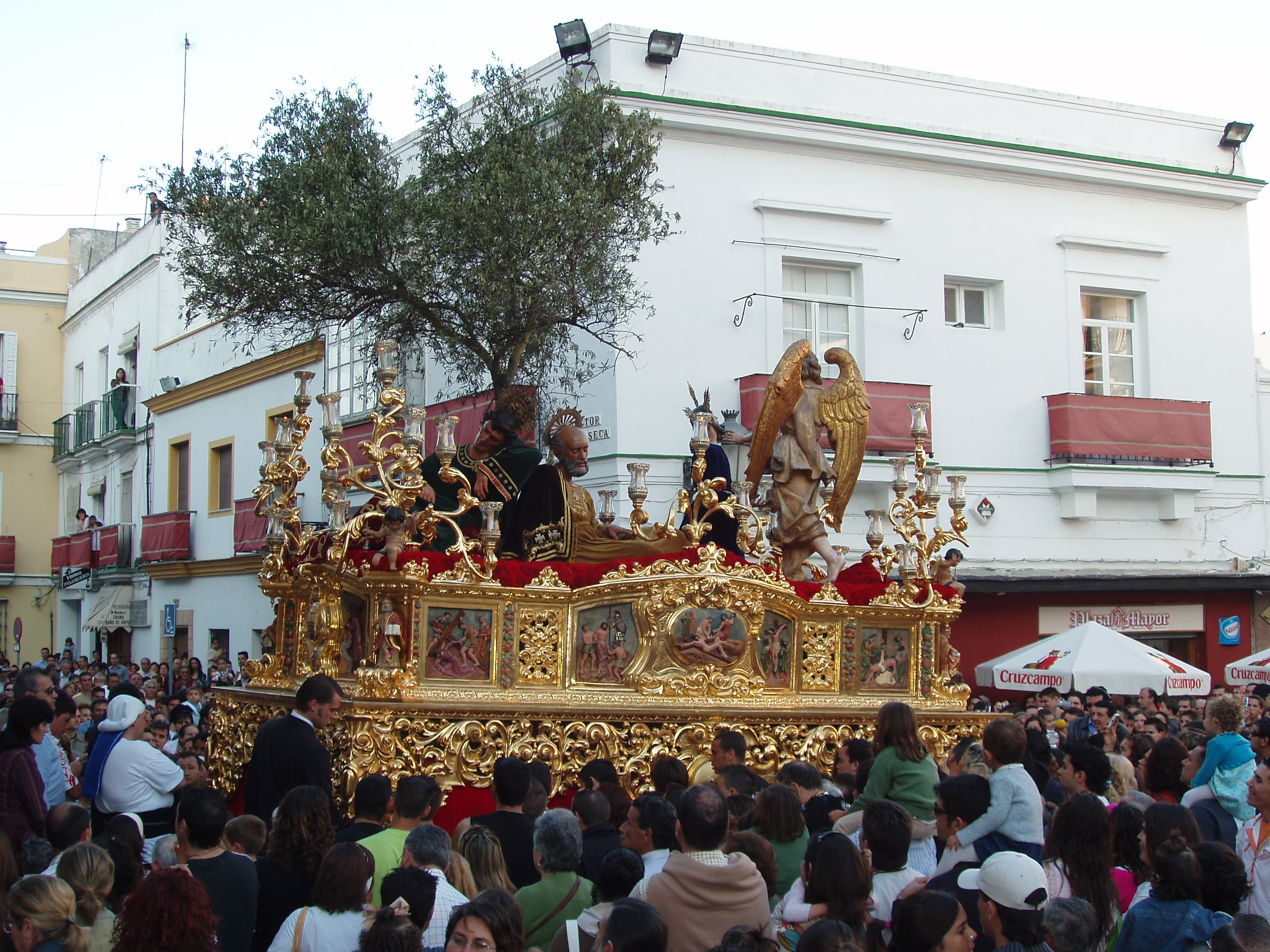
Procession du « mystère de l'olivier » durant la semaine sainte de 2006 à El Puerto de Santa María (Cadix, Espagne).

Depuis l'Antiquité, l'olivier que la déesse Athéna fit sortir de terre, est le symbole d'Athènes et représente la force et la victoire, la sagesse et la fidélité, l'immortalité et l'espérance, la richesse et l'abondance. Selon la légende de Cécrops, Athéna et Poséidon se disputèrent la possession de l'Attique. Ils choisirent comme arbitre Cécrops, le premier roi du territoire. Poséidon frappa l'acropole d'Athènes de son trident, en fit jaillir une source d'eau salée et offrit à Cécrops un magnifique étalon noir capable de faire gagner toutes les batailles. Athéna gratta sa lance et fit naître de la terre brûlée par le soleil un arbre immortel permettant de nourrir et de soigner les hommes : l’olivier. Cécrops jugea le présent de la déesse bien plus utile pour son peuple, et c'est elle qui devint la protectrice d'Athènes. Selon Varron, Cécrops demanda aux habitants et aux habitantes d'Athènes de choisir leur protecteur. Les hommes choisirent Poséidon tandis que les femmes choisirent Athéna, et, plus nombreuses d'une voix, firent pencher la balance en sa faveur. Selon la mythologie grecque, l'arme la plus puissante d'Hercule était sa massue taillée dans un tronc d'oléacée. Dans l'Odyssée d'Homère, le pieu avec lequel Ulysse crève l'œil du cyclope Polyphème est taillé dans un olivier, symbole de sagesse et de force, tout comme le lit conjugal de Pénélope, symbole de patience et de fidélité. Les Grecs récompensaient les héros des Jeux olympiques antiques par des branches d'olivier et des jarres d'huile d'olive.

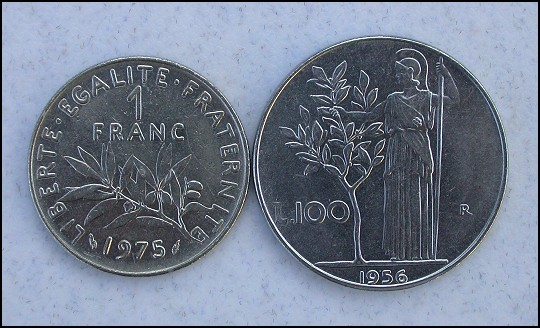
Emblème de l'olivier représenté sur des pièces de 1 franc français et de 100 lires italiennes.

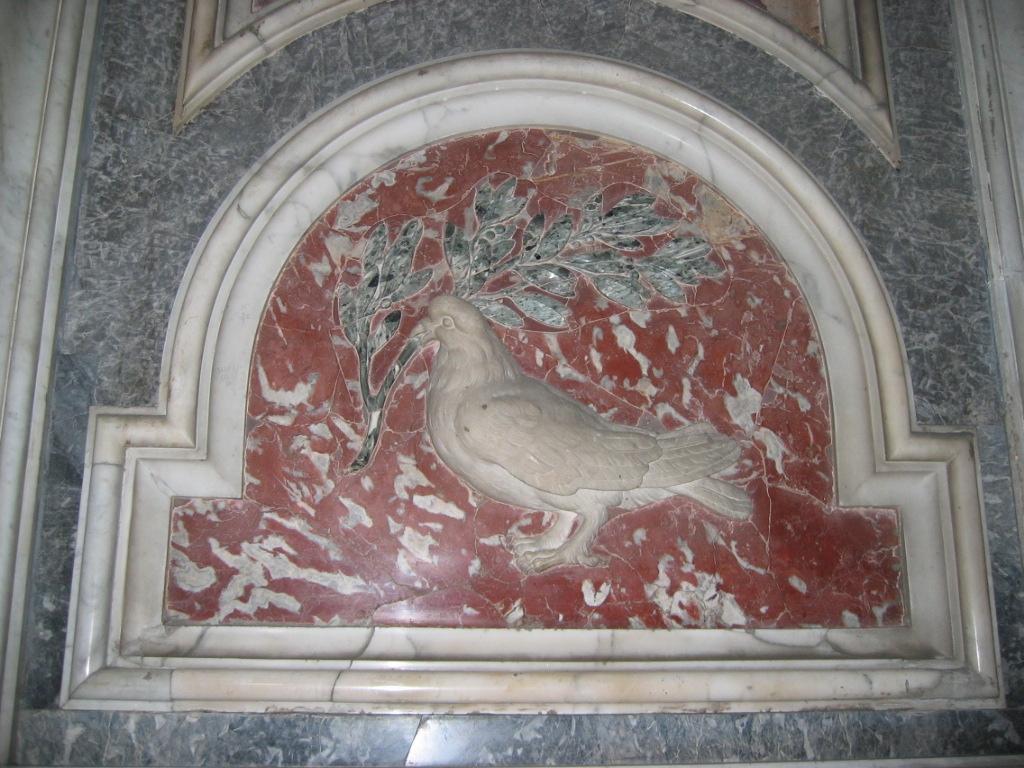
Colombe biblique.

L'olivier est aussi une des plantes les plus citées dans la Bible, où la colombe lâchée par Noé après le Déluge revint tenant en son bec un rameau d'olivier, après avoir trouvé une terre émergée, où Jacob enduisit d'huile d'olive la pierre de Beth-El après sa vision de l'échelle céleste. Dans le judaïsme et le christianisme, l'huile d'olive est utilisée pour les onctions sacramentelles et l’olivier symbolise la paix, la réconciliation, la bénédiction et le sacrifice ; l'huile utilisée durant les rites du judaïsme doit avoir obligatoirement été pressée à la main. Dans le nouveau Testament, le chapitre 11 de la lettre de Paul aux Romains utilise l'image d'un olivier pour illustrer les rapports entre l'Église et Israël. Le peuple de Dieu y est représenté comme un olivier dont certaines branches ont été coupées et où des branches d'un autre arbre ont été greffées, ces dernières symbolisant les non-juifs rattachés au peuple de Dieu par la foi en Jésus-Christ.
Dans le Coran, l'olivier est un arbre béni, symbole de l'homme universel, et l'huile d'olive est source de lumière divine pour guider les hommes et en raison de la pureté de son huile. Selon certains ahadith[Lesquels ?] rapportés par Sayyid Al-Ansari, Abdullah bin Umar et Abu Huraira dans les compilations de At-Tirmidhi et de Ibn Majah, Mahomet aurait dit : « Consommez de l’huile (d’olive) et frottez-vous-en le visage, car elle provient d’un arbre béni. »
Sur le drapeau de l’ONU, la couronne de rameaux d’olivier entourant le monde symbolise la paix universelle. L’habit vert des membres immortels de l'Académie française doit son nom aux broderies vertes qui le décorent et qui représentent un motif de branche d’olivier. Ce motif ornait aussi naguère la pièce de monnaie française de un franc.
Dans le langage des fleurs, également, l'olivier symbolise la paix.
Les oliviers palestiniens sont aussi un symbole national.

## Utilisation

### Alimentation
L'olive a une faible teneur en sucres (2,6 à 6 %, contrairement aux autres drupes qui ont 12 % ou plus), et une forte teneur en huile (12 à 30 %). En outre elle renferme un principe amer, l'oleuropéine. De ce fait, elle est trop amère pour être consommée telle quelle et doit être transformée. Les plus beaux fruits seront traités en « confiserie » pour devenir un condiment (olive de table), et ils doivent être récoltés à la main avant leur chute de l'arbre. Les autres olives, abîmées ou récoltées mécaniquement, seront broyées et pressées afin d’en extraire l'huile, qui est un pur jus de fruit et l'une des meilleures huiles alimentaires connues.
La Commission européenne reconnaît les termes  " appellation d'origine protégée " et " indication géographique protégée" pour la production oléicole européenne.

#### Olives de table

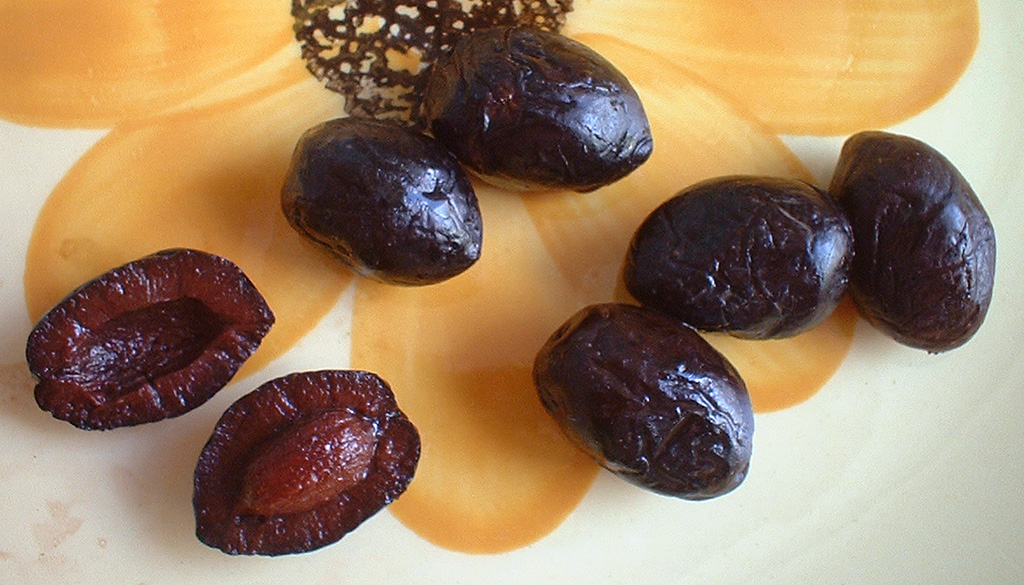
Olives noires au naturel.

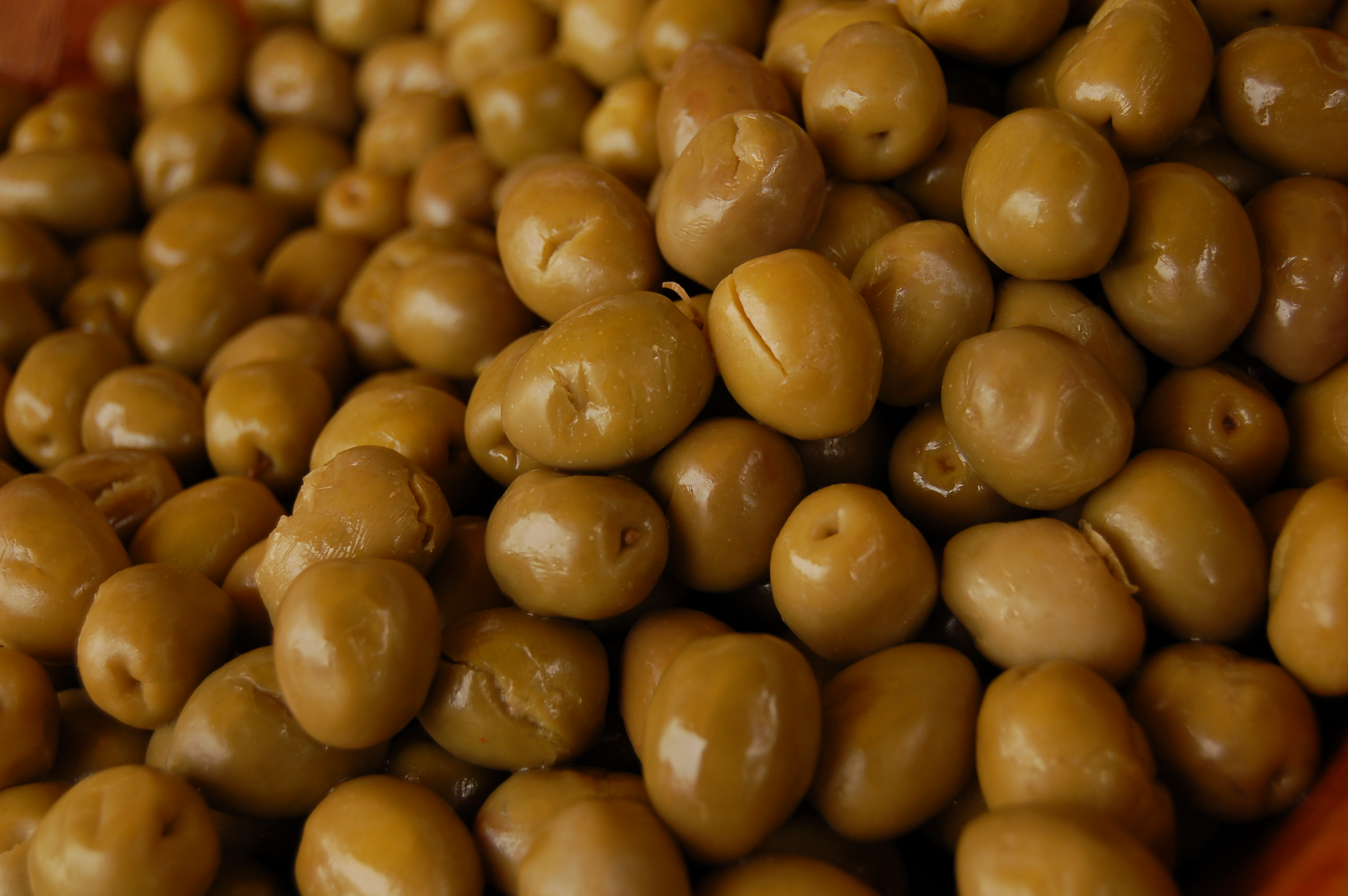
Olives vertes confites.

Une olive de table doit être suffisamment grosse (entre trois et cinq grammes), la plus charnue possible avec un noyau se détachant facilement et un épiderme fin mais élastique et résistant, contenant une forte teneur en sucre (minimum 4 %), mais une teneur en huile la plus basse possible pour une meilleure conservation.
Pour les « olives noires au naturel », les olives sont cueillies à maturité, puis lavées à l'eau claire et plongées dans une saumure à 10 % - 12 % de sel marin. Elles sont consommables après six à huit mois. II s'agit d'une préparation typique en Grèce (variété Conservolea), en Italie et en Turquie (variété Gemlik). En Grèce on produit aussi pour le marché local les « olives noires au sel sec », avec des fruits trop mûrs de la variété Megaritiki.
Pour les olives vertes, les fruits sont cueillis lorsqu'ils sont suffisamment gros (d’août à octobre). Le traitement de confiserie de plusieurs jours que doit subir le fruit pour éliminer son amertume naturelle et le conserver n'a pratiquement pas changé depuis des millénaires. Dans le Midi de la France, les confiseurs pratiquent traditionnellement de la manière suivante. On trempe d'abord les olives pendant quelques heures dans une solution de soude à 2 %. Puis on les nettoie plusieurs fois à l'eau pure pendant plusieurs jours jusqu'à ce que l'eau soit claire. On les immerge ensuite durant une dizaine de jours dans une saumure composée d’eau et de sel marin, et certains confiseurs ajoutent des ingrédients supplémentaires, comme le fenouil pour les olives cassées de la vallée des Baux-de-Provence. La « désamérisation » est complète et l’olive est désormais comestible. Vient ensuite éventuellement l'opération de conservation, variant selon le type de préparation : la pasteurisation, le sel ou le froid. Dans certaines préparations on peut ajouter des aromates pour offrir aux consommateurs une infinité de saveurs, d'arômes et de couleurs.
L'Europe n'a pas établi de réglementation spécifique aux olives de table, comme il en existe pour l'huile. La réglementation est internationale et codifiée dans le Codex Alimentarius (Norme Codex sur les olives de table qui donne les spécificités minimales), et internationale avec la Norme qualitative unifiée applicable aux olives de table dans le commerce international établie par le Conseil oléicole international. En France existe le Code des pratiques loyales pour les olives de table.

#### Huile d'olive

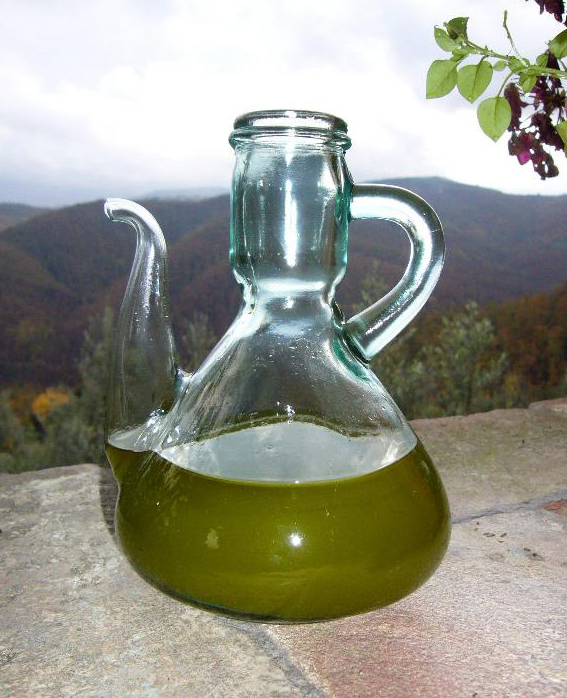
Huile d'olive fraîche.

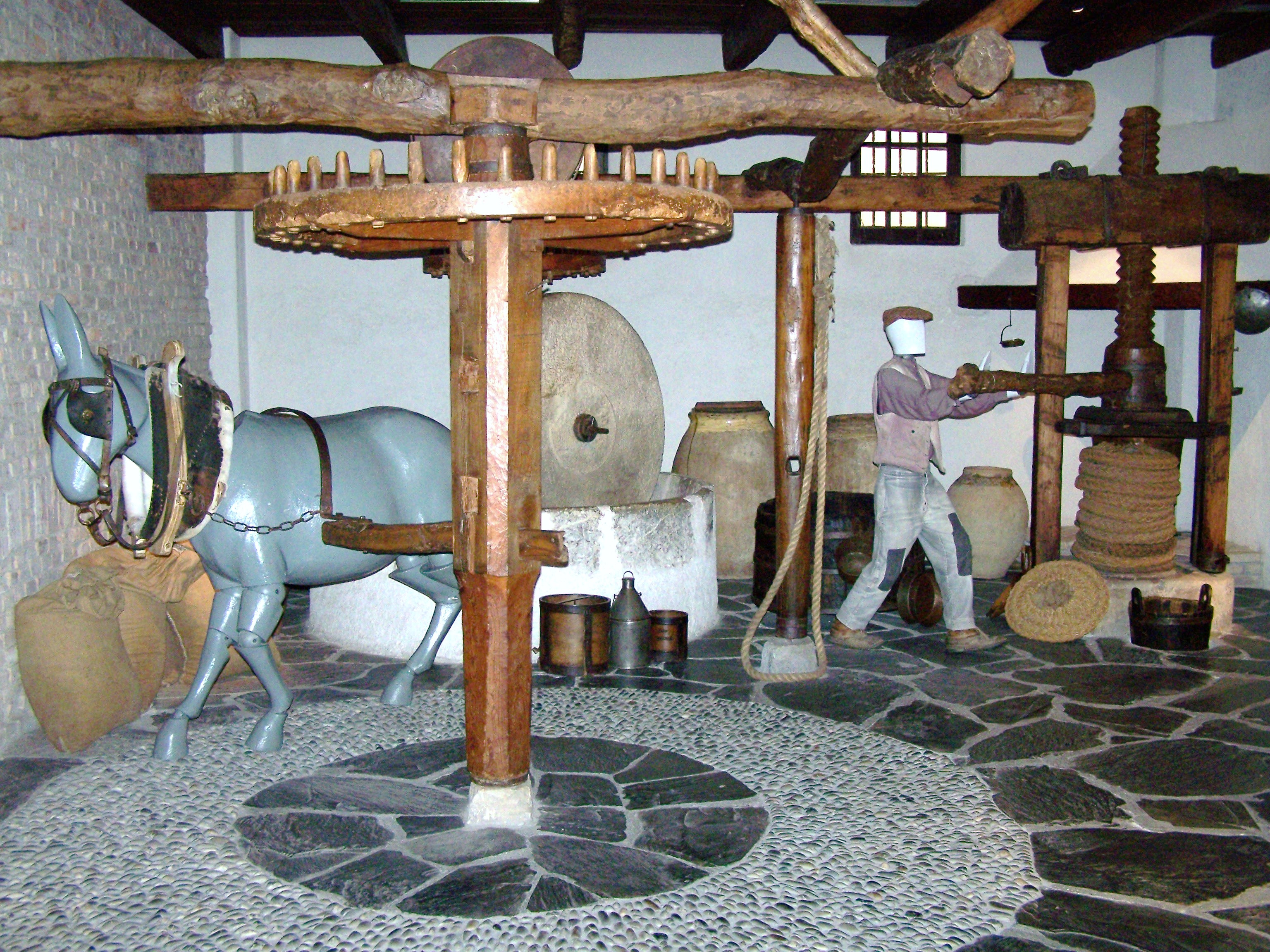
Moulin à huile ligure.

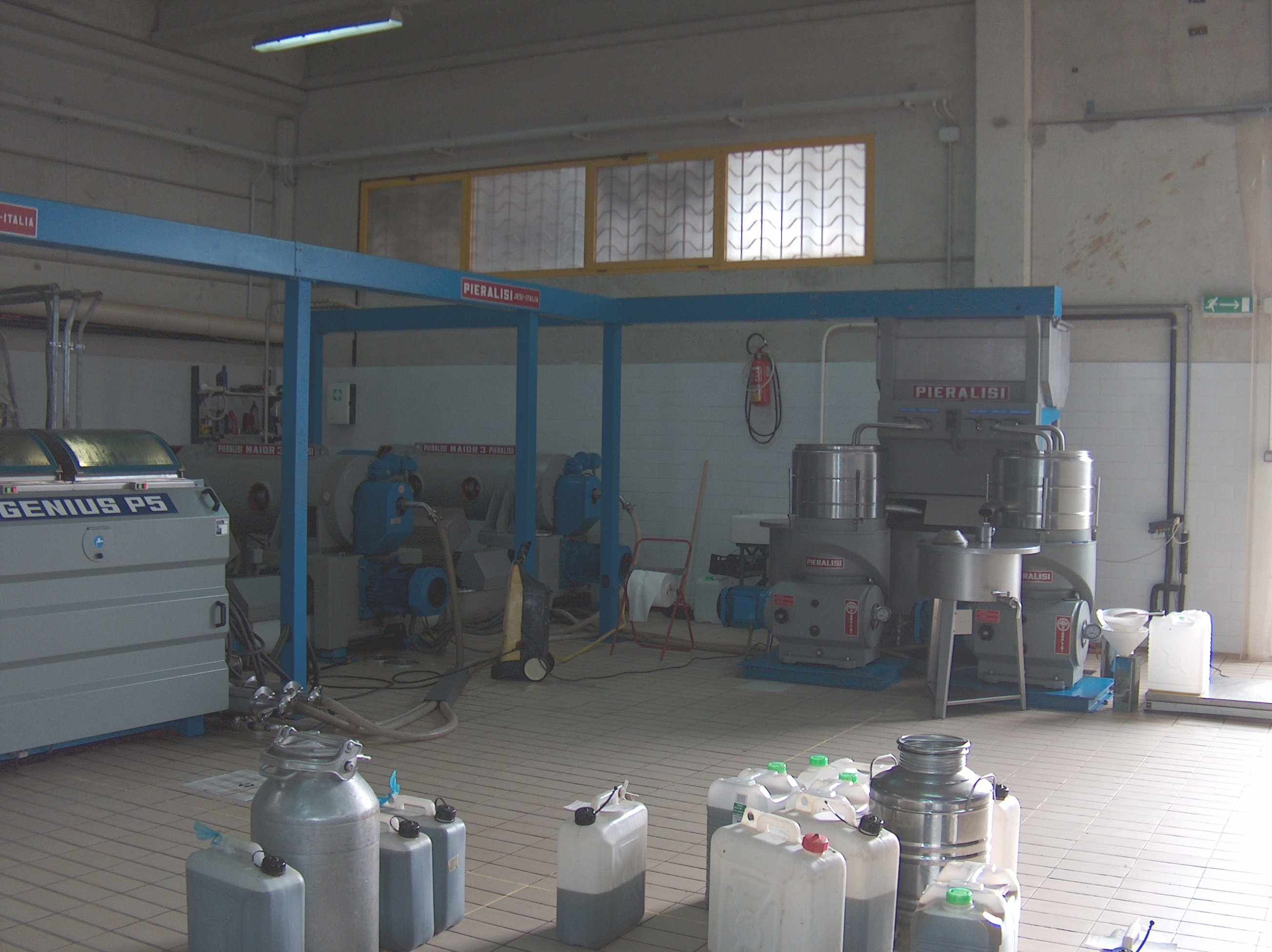
installation d'extraction moderne automatisée à cycle continu.

La technique d’extraction de l'huile d'olive est une opération uniquement mécanique. Cela veut dire que le produit final est du pur jus de fruit qui n'a subi aucune transformation chimique. On va d'abord broyer les olives afin d'en faire une pâte, puis pressurer la pâte obtenue, ou la centrifuger pour en extraire le jus, et enfin centrifuger ce jus pour séparer l'huile de l'eau. L'huile est ensuite mise à décanter dans des cuves, ou filtrée pour en éliminer les dernières particules.
Chaque huile possède un goût spécifique car c'est un produit vivant, influencé par de nombreux facteurs, tels que le climat, le terroir, la variété, la maturité du fruit, le temps d'entreposage, les techniques de fabrication, ou l'assemblage. Certains sont particulièrement importants, comme la date de récolte, car les huiles obtenues à partir d'olives vertes précocement récoltées sont puissantes et fruitées, alors qu'issues d’olives mûres, plus tardivement récoltées elles sont plus jaunes et plus douces. Ou encore la température d'extraction, qui doit s'effectuer à froid, car les arômes commencent à changer au-dessus de 27 °C. Une huile extraite à froid conserve ses phénols naturels (antioxydants), lui assurant une meilleure conservation. Et enfin la rapidité du travail, car le goût des olives va se modifier rapidement à cause du processus de fermentation qui s'engage après la récolte. Pour obtenir une huile sans trace de fermentation, les olives doivent être pressées dans les vingt-quatre heures suivant leur récolte.
L'huile d'olive peut être consommée aussi bien froide, dans des sauces pour salades, ou remplaçant le beurre dans les pâtes, par exemple, que chauffée, lors de la cuisson de viandes ou de légumes, ou par friture. Il est important néanmoins de ne pas l'utiliser à plus de 210 °C, cette température constituant son point de fumée, au-delà duquel elle se détériore, mais cela dépasse la température moyenne de friture, qui est de 180 °C.
L'huile d'olive rancit moins vite que d'autres huiles végétales alimentaires à cause de son indice d'iode peu élevé : 78/88 contre 83/98 pour l'huile d'arachide et 120/132 pour l'huile de tournesol. Elle se conserve mieux si elle est entreposée au frais et à l'abri de la lumière. L'huile d'olive se trouble à partir de 5 à 10 °C et se solidifie totalement à −6 °C. Il est préférable de la consommer dans les deux années suivant sa fabrication.
L'apport calorique de l'huile d'olive est de neuf calories par gramme car elle est composée d'environ 99 % de matières grasses (lipides). Le 1 % restant est constitué de composés mineurs. Ce sont essentiellement, par ordre d'importance: le squalène, les alcools triterpéniques, les stérols, les phénols, et les tocophérols. La matière grasse de l'huile d'olive est composée de triglycérides. Ceux-ci sont constitués d'acides gras de différentes sortes (principalement mono-insaturés), dont la répartition est caractéristique de l'huile d'olive, et à un niveau de détail plus poussé, des différentes variétés ou du lieu de production.
Les défauts possibles d'une huile d'olive sont le rancissement (oxydation), la moisissure (trop fort taux d'acide oléique libre), la fermentation (fermentation excessive des olives mises en tas avant l'extraction de l'huile) et la présence de lie, avec ou sans sédimentation, due à la fermentation des particules de pulpe dans les huiles non-filtrées. Ces défauts ont notamment comme conséquence une disparition des attributs amer et piquant (ardeur).
Les différentes catégories d'huiles d'olive reçoivent une dénomination selon des critères fixés par une réglementation internationale,. Les huiles que l'on peut trouver dans le commerce de détail sont : l’huile d'olive vierge extra, l’huile d'olive vierge, l’huile d'olive composée d'huiles d'olive raffinées et d'huiles d'olive vierges, et l’huile de grignons d'olives.

#### Autres préparations

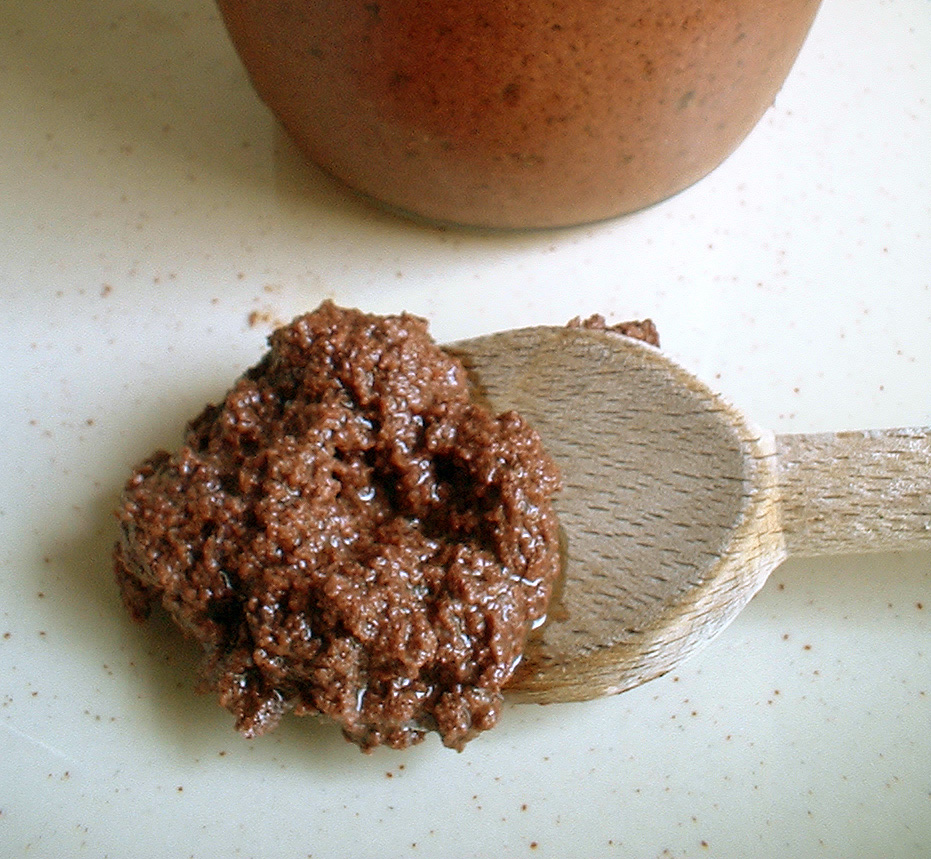
Cuillerée de tapenade.

On peut aussi consommer les olives sous forme de pâte, préparation déjà connue dans la Rome antique, et il existe en France une AOC pour la « pâte d'olive de Nice » (décret du 20 avril 2001) préparée de la manière suivante. Les olives « caillettes » sont préalablement lavées, puis égouttées et séchées pendant 24 à 48 heures afin d'éliminer toute trace d'eau résiduelle, ce qui très important pour le goût et la conservation de la pâte. Les olives sont ensuite mises dans une machine spéciale utilisant les noyaux pour finement broyer la pulpe. Si la pâte est granuleuse ou trop sèche, on peut y ajouter de l'huile d'olive vierge pour un taux maximum de 7 %. Puis elle est immédiatement mise en pot et la pasteurisation lui assure une conservation de deux ans.
La tapenade est une recette de cuisine provençale, principalement constituée d'olives broyées, d'anchois et évidemment de tapena (câpre en occitan), d'où son nom. Elle peut être dégustée avec des pâtes, ou simplement en la tartinant sur du pain, ou en y trempant des bâtonnets de légumes.

### Santé

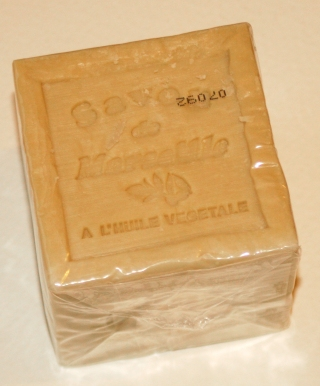
Savon de Marseille.

L'huile d'olive a des effets cholagogue et laxatif reconnus.
Elle a des propriétés bénéfiques pour la santé, notamment sur le plan cardio-vasculaire, grâce à sa teneur en vitamine A (3 à 30 mg/kg et de provitamine A Carotène), vitamine E (150 mg/kg) et en acides gras mono-insaturés. Les bienfaits liés aux vitamines sont surtout observés lors de consommation d'huile froide, comme dans les salades, car les vitamines sont détruites par la chaleur, au-delà de 40 °C. Par rapport aux autres acides gras insaturés, l'huile d'olive est assez stable à la cuisson et garde en ce cas ses effets bénéfiques sur le cholestérol. Elle est la matière grasse de base du régime méditerranéen (ou régime crétois) ayant un effet favorable sur la prévention des affections cardio-vasculaires et sur les capacités anti-oxydantes de l'organisme.
L'huile d'olive est utilisée traditionnellement en Méditerranée pour les soins de la peau et la fabrication d'onguents ou de savons. Le savon d'Alep et le savon de Marseille, qui contiennent de l'huile d'olive, sont des exemples d'emploi tant pour la santé que le bien-être.
L'olivier est employé en tant que plante médicinale, en particulier pour ses feuilles qui ont un effet diurétique, hypotenseur et vasodilatateur et entrent dans la composition de spécialités pharmaceutiques.
Pour les pharmacologues c'est l'oleuropéine qui est hypotensive et dans une moindre mesure des composés triterpéniques dérivés de l'acide oléanique. L'oleuropéine est un séco-iridoïde, composé assez amer et qui se décompose assez vite ; en conséquence, il semble préférable d'utiliser des extraits standardisés de la feuille d'olivier (macération glycérinée, extrait stabilisé) plutôt que la décoction ou l'infusion aqueuse. La feuille d'olivier est également antidiabétique et des études cliniques confirment son indication pour prévenir l'athérosclérose.

### Artisanat et ornementation
Jadis bois de chauffage et de construction, l'olivier n'est plus guère utilisé aujourd'hui que dans le cadre d'activités artisanales. Son bois, jaune clair, veiné, présentant des fibres irrégulières, dur (dureté Brinell de 4,8), donne un beau poli, recherché pour le tournage, l'ébénisterie et la sculpture.

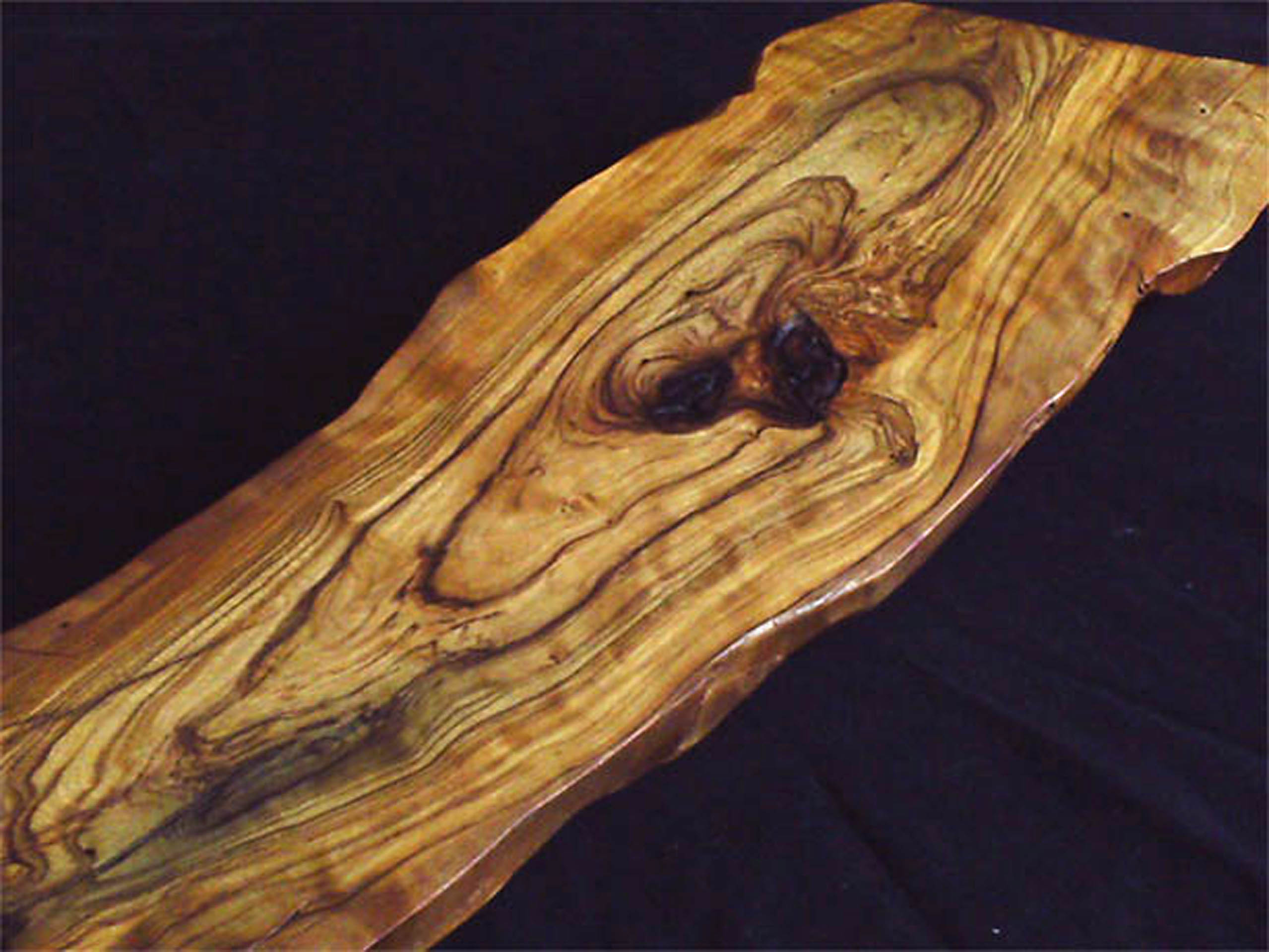
Bois d'olivier.

Durant des millénaires, l'huile d'olive fut source de lumière dans les lampes à huile méditerranéennes.
Les oliviers en tant qu'arbres ornementaux, notamment les plus vieux sujets au port tourmenté, sont très recherchés. Il existe une véritable histoire d'amour entre cet arbre et les populations du bassin méditerranéen.

### Industrie et élevage
Jusqu'au XIXe siècle, l'huile d'olive lampante était largement utilisée pour assouplir les tissus et graisser les fibres textiles dans les filatures, ainsi que comme l'un des lubrifiants naturels les plus performants pour la mécanique, car elle possède une excellent viscosité, est non-siccative, ne s'évapore que très lentement et ne se transforme pas rapidement en un résidu gommeux et collant.
Cette production d'huile pour l'industrie est actuellement infime (50 000 tonnes en 1999, soit 2 % de la production mondiale d'huile d'olive) et concentrée en Syrie, Tunisie et Turquie. Elle est utilisée sur place et n'est pratiquement pas exportée (6 000 tonnes exportées en 1999).
Il existe en Italie et en Espagne des usines produisant de l'électricité en utilisant comme combustible les grignons d'olive, qui sont les résidus solides issus de la fabrication de l'huile.
En Tunisie, le bois de l’olivier est beaucoup utilisé dans la fabrication du charbon qui sert comme source principale de chauffage dans les maisons de familles pauvres.
Les grignons peuvent aussi servir à l'alimentation du bétail,, ou à la production d'huile de grignons, réduisant ainsi la pollution du milieu.

## Culture

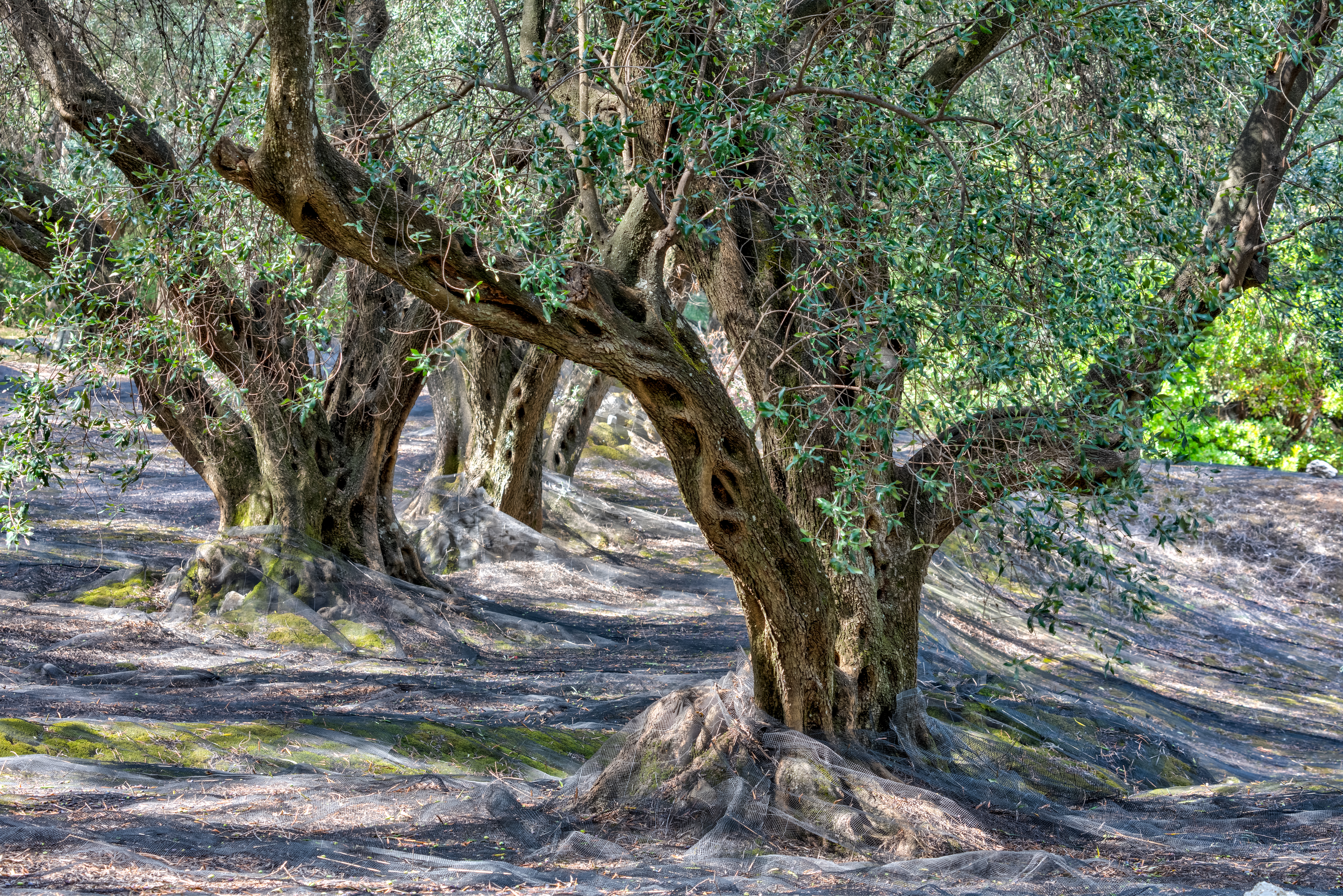
Culture d'olivier à Agii Douli, Corfou. Octobre 2018.

Un olivier produit de quinze à cinquante kilos d’olives par récolte selon la densité de la plantation, le mode de conduite agronomique, notamment l'irrigation, le cultivar, et l'âge de l'arbre. Certains oliviers très âgés et très grands, peuvent produire occasionnellement des quantités bien supérieures, atteignant parfois 300 à 400 kg.

### Climat
L'olivier est historiquement associé au climat méditerranéen (climat au sens de Köppen Csa). Il est de nos jours aussi cultivé dans des régions où le maximum de précipitations est en été, comme en Argentine, au Texas et même dans la région des lacs en Italie du nord et Suisse méridionale. Il exige un climat doux, lumineux, et supporte tout à fait bien la sécheresse. Il craint plutôt le trop d'eau et donc les excès d'arrosage (apport de trente à quarante litres d'eau, une à deux fois en juillet et août, et seulement la première année après la plantation). Avec six-cents millimètres de pluie bien répartis sur l'année, l'olivier se développe et produit normalement. Entre 450  et   600 mm/an, la production est possible, à condition que le sol ait des capacités de rétention en eau suffisantes, ou que la densité de la plantation soit plus faible. Dans le sud de la Tunisie, où la pluviométrie peut être inférieure à 100 mm par an, la plupart des plantations comportent moins de vingt arbres par hectare. Avec une pluviométrie inférieure à 200 mm/an, l'oléiculture risque d'être économiquement non rentable .
En général Il ne résiste pas à une température inférieure à −15 °C sauf pour certaines variétés (Moufla −25 °C)[réf. nécessaire], cet isotherme délimite sa zone de culture en latitude  et en altitude. Sa rusticité moyenne est de −12 à −10 °C en repos végétatif hivernal. Alors qu'une température de −1 à 0 °C, peut provoquer des dégâts très importants au moment de la floraison. Néanmoins, un hiver marqué lui est nécessaire pour induire la production de fleurs et donc d'olives. Dans l'arrière-pays méditerranéen, plus frais et humide que les régions côtières, l'olivier cède sa place à d'autres arbres fruitiers, typiquement le châtaigner.
C'est un arbre rustique, indifférent à la nature du sol mais exigeant en lumière ; il craint l'humidité, mais supporte par contre des sécheresses exceptionnelles et ne souffre que peu de l'action des vents violents. Cependant, de 35 à 38 °C, la croissance végétative s'arrête et à 40 °C et plus, des brûlures endommagent l'appareil foliacé, pouvant provoquer la chute des fruits, surtout si l'irrigation est insuffisante. Les vents chauds au cours de la floraison, les brouillards, les fortes hygrométries, la grêle et les gelées printanières sont autant de facteurs défavorables à la floraison et à la fructification.

### Cultivars: les variétés agricoles

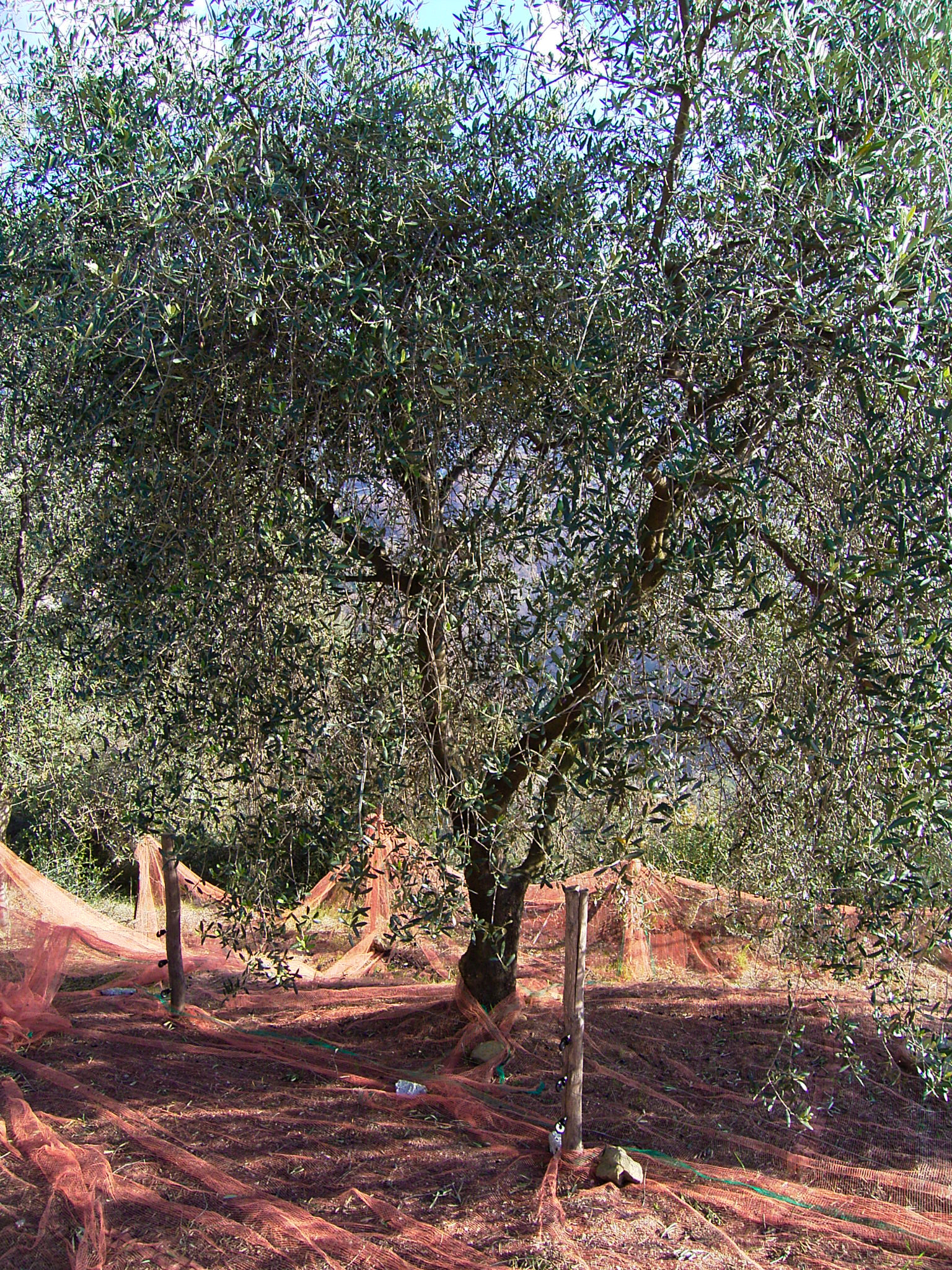
Un olivier de variété Cailletier avec, au sol, un filet pour la récolte.

Au contraire de l'oléastre, qui possède une grande diversité génétique, la variété botanique cultivée présente un polymorphisme beaucoup plus faible, bien que le nombre d'individus soit très important. Cette variété botanique est subdivisée en plus de deux-mille variétés agricoles, également nommées « cultivars ».
Les variétés d'olivier sont apparues avec la domestication lorsque les humains ont cherché à sélectionner et à multiplier les arbres qui leur donnaient le plus satisfaction. Les nouvelles variétés se forment par la reproduction sexuée. Un plant issu de la germination d'un noyau aura des caractéristiques propres et originales, même s'il provient d'une autofécondation. Un noyau d'olive provenant d'une variété cultivée ne donne pas forcément une variété intéressante, et donc n'accède pas forcément au rang de variété. On trouve ainsi dans les vergers anciens de nombreux oliviers n'appartenant à aucune variété répertoriée. L'accès au rang de variété de l'un de ces arbres ne se fait que si on le multiplie par voie végétative et que l'on donne un nom à cet ensemble. La création de nouvelles variétés performantes peut être organisée en choisissant judicieusement les parents par le contrôle de la pollinisation avec entre autres une pollinisation artificielle, puis en suivant les performances qualitatives et quantitatives d'un grand nombre de descendants.
L'ensemble des variétés actuelles résulte de toutes les domestications ainsi que de la reproduction sexuée de l'olivier à l'état domestiqué, sous la pression sélective de l'utilisation humaine. Ainsi, les variétés les plus performantes pour la production d'olives et d'huile sont multipliées, alors que les variétés moins performantes sont délaissées et oubliées. On peut toutefois dire que l'olivier est toujours en cours de domestication, car certaines variétés actuellement cultivées sont directement issues d'oliviers sauvages, comme les variétés corses Sabine et Capanacce.
En Italie, par exemple, on apprécie les cultivars Leccino, Frantoio et Carolea. De nombreux cultivars sont quasiment autostériles et doivent être plantés avec un autre cultivar pour donner une bonne récolte. Par exemple, Frantoio et Leccino.
Parmi les quelque 140 variétés mentionnées dans le Catalogue Mondial citons :
- Aglandau ou Verdale de Carpentras ou Berruguette, représente environ 20 % de la production française d'huile d'olive, cette variété présente une bonne résistance au froid, est auto-fertile, et donne une huile onctueuse à la grande richesse aromatique (dominante artichaut).
- Arbequina, première variété catalane, très utilisée dans les vergers à haute densité à cause de sa faible vigueur.
- Barnea est un cultivar récent développé en Israël. Il résiste bien aux maladies et produit une récolte abondante d'olives de table, ou pour huile. Barnea est largement cultivé en Israël, en Australie et en Nouvelle-Zélande.
- Bouteillan, variété rustique originaire d'Aups en Provence cultivée dans le Var et le Languedoc.
- Cailletier ou olive noire de Nice, se mange après une mise en saumure durant quelques mois et donne une huile particulièrement douce lorsque récoltée tardivement, mais peut fournir des huiles au fruité très intense (dominante amande fraîche) en cas de récolte précoce. C'est la seule variété autorisée pour l'AOC Olive de Nice[58].
- Cayon, une des principales variétés du Var, donnant une huile douce, au fruité dominé par un goût de tomate.
- Frantoio et Leccino : ces variétés sont les principales cultivées en Toscane. Leccino a un goût léger et doux alors que Frantoio est plus fruitée avec un arrière-goût. En raison de leurs qualités gustatives, elles sont aussi souvent cultivées dans de nombreux autres pays.
- Grossane, utilisée pour la production d'huile et pour la production d'olives noires confites, piquées au sel ou en saumure (la grossane est la seule variété autorisée pour la production en Appellation d'origine contrôlée des olives noires de la vallée des Baux-de-Provence).
- Lucques, variété du Languedoc d'une forme caractéristique en croissant de lune, excellente pour faire des olives vertes et de l'huile.
- Olivière, variété du Languedoc-Roussillon, au fruité intense marqué par un goût de tomate.
- Picholine, principale variété de la région de Nîmes, utilisée pour la production d'olives vertes et donnant une huile très fruitée, amère et ardente.
- Petit ribier, variété répandue du centre Var à l'ouest des Alpes-Maritimes, sous différentes dénominations, donnant une huile très appréciée. Ne pas confondre avec le Gros Ribier, peu productif. Ce nom peut provenir de « ribe », qui signifie bord de terrasse.
- Picual, 20 % de la production mondiale et 50 % de la production espagnole (première variété andalouse).
- Sabine, une des principales variétés corses, très tardive.
- Salonenque ou plant de Salon, idéale pour faire des olives vertes, notamment les « olives cassées de la vallée des Baux-de-Provence » (AOC).
- Tanche, variété connue uniquement dans la région de Nyons, et seule variété à pouvoir être utilisée pour la production d'huile d'olive de Nyons en appellation d'origine contrôlée.

### Multiplication
L'olivier peut être multiplié par différentes méthodes : noyaux d'olives, morceaux de souche et rejets (souquets), greffes et bouturage herbacé.
Planter un noyau d'olive et attendre le développement de l'arbre est une méthode hasardeuse, car les noyaux sont très résistants et doivent être fendus ou fragilisés pour pouvoir germer. De plus, planter un noyau issu d'une variété donnée ne donne pas la même variété, même si les fleurs ayant conduit à ce noyau ont été fécondées par du pollen de cette même variété[réf. nécessaire]. Certains pépiniéristes, notamment en Italie, plantent des noyaux d'olives, puis greffent les jeunes plants obtenus sur la variété désirée lorsqu'ils ont la grosseur d'un crayon. Cela n'est pas recommandable dans les régions où le gel peut être intense, car en cas de gel ce sont les porte-greffes qui repoussent, et une nouvelle opération de greffage est nécessaire.
Afin de préserver le génotype des variétés sélectionnées pour leurs qualités et cultiver des oliviers exactement identiques à l'ortet initial, les oléiculteurs préfèrent la multiplication par voie végétative (même si des mutations clonales peuvent avoir lieu) par bouturage, par greffage, ou encore par souquet (morceau de souche).
À la base des arbres adultes de trente ans, naissent de petites pousses qu'on appelle drageons ou « souquets ». Lorsqu'elles ont un diamètre de cinq à six millimètres, on peut les prélever, en creusant un peu sous le sol pour récupérer avec leur base un peu d'écorce. Au début du printemps, après les avoir coupées à 10-12 cm de hauteur, il faut les planter verticalement, fixées par un tuteur dans un pot bien drainé et dans un substrat de bouturage juste un peu humidifié afin que puissent se développer les racines, puis les arroser copieusement une seule fois. Le pot doit être choisi avec un large orifice au fond pour l'évacuation aisée de l'eau, et garni d'une bonne couche de drainage (billes expansées, tessons de pot), pas de terreau acide, plutôt du calcaire. Planter le pot en pépinière. Après au moins deux ans, replanter en pleine terre sans le pot, si possible sur la même parcelle que celle du prélèvement car sa « variété » s'est adaptée à son environnement. N'arroser qu'une seule fois (ou deux en cas de sécheresse).

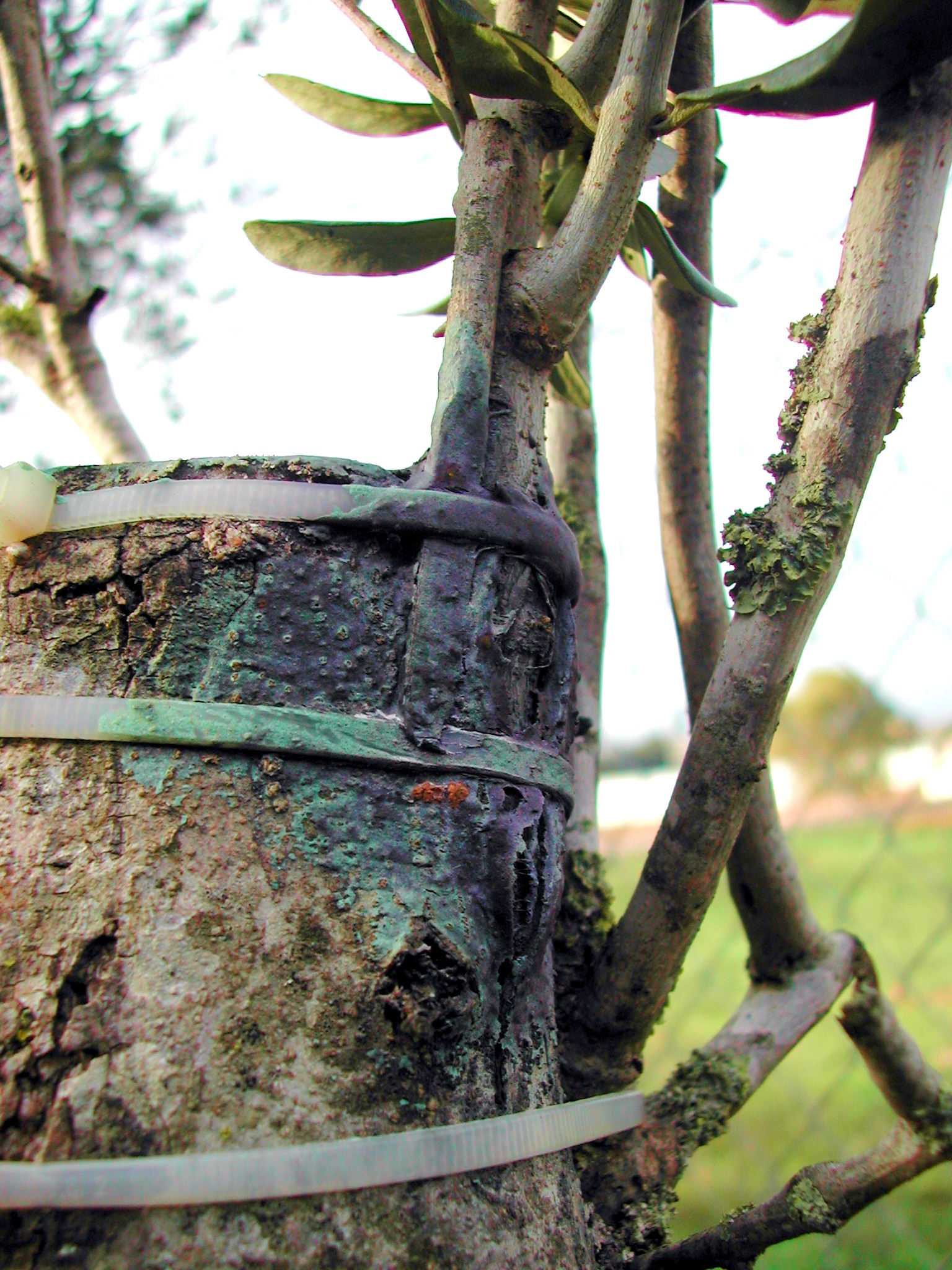
Greffe sur olivier.
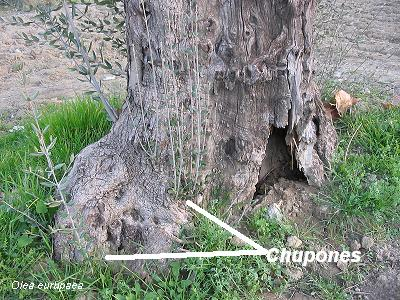
« Souquets ».
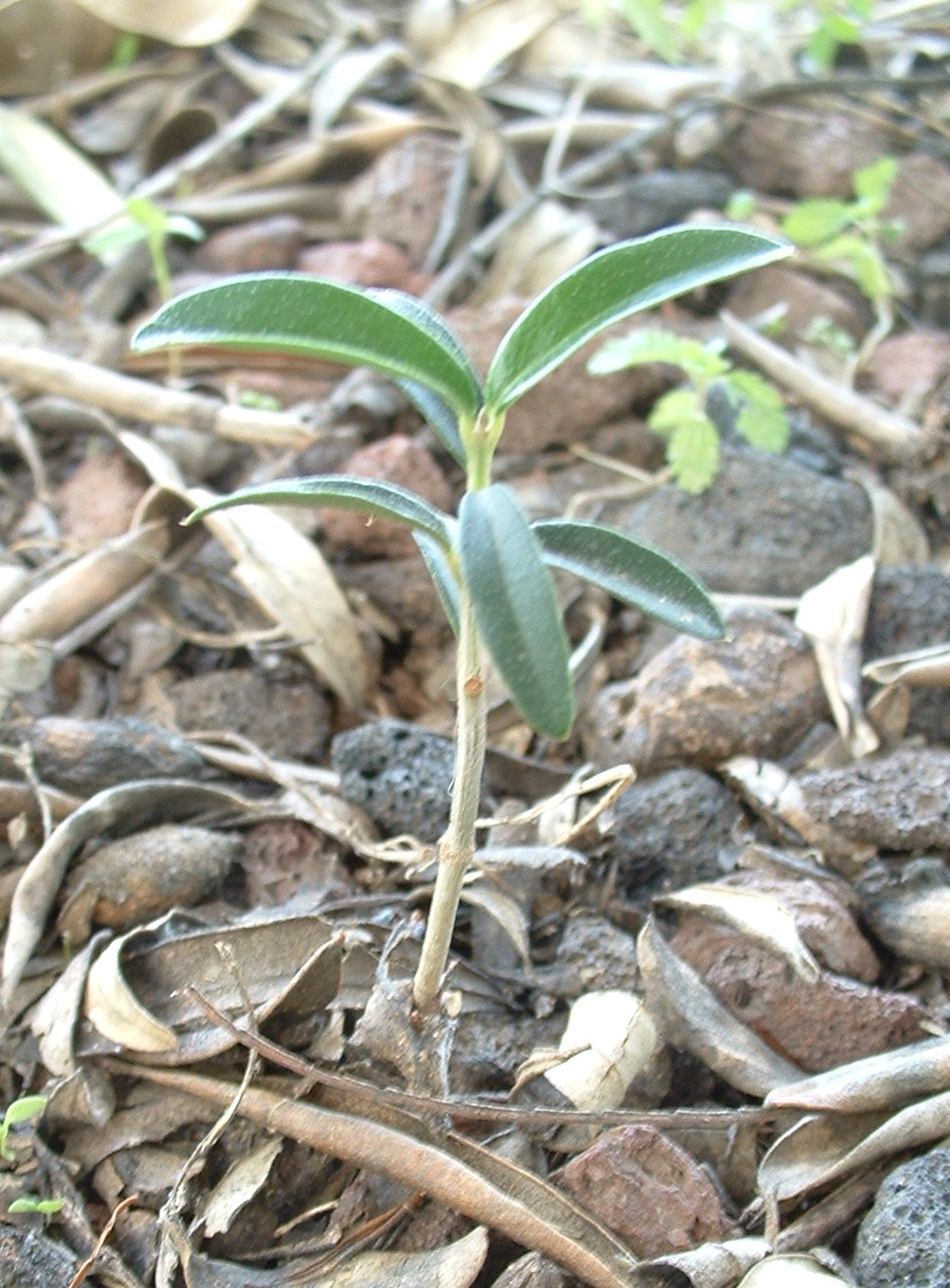
Jeune plant.

### Alternance

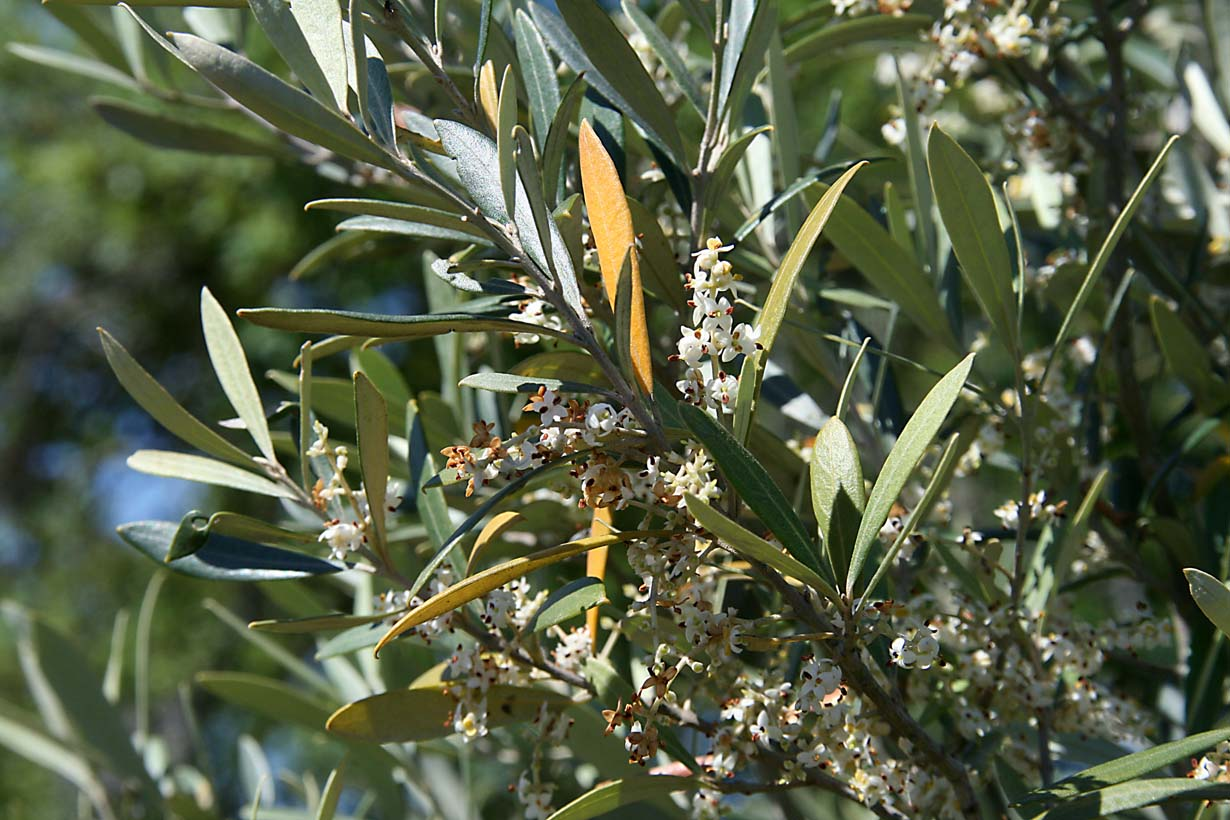
En année on year la floraison de l'olivier est exubérante

L'alternance biennale de l'olivier est un grave problème économique pour les oléiculteurs, à l'échelle mondiale, et depuis l'Antiquité ,. Varron écrit dans ses de re rustica : « On dit communément que les oliviers ne donnent de récolte, de pleine récolte au moins, qu'une année sur deux», phénomène qu'il attribue sans fondement à la récolte par gaulage, Pline observe en effet que les oliviers récoltés par cueillette alternent tout autant ,. L’alternance biennale peut être marquée, comme des années 2015 à 2020, elle entraîne jusqu'à nos jours des années de pénurie d'huile d'olive suivies d'années de surproduction et des variations de prix en conséquence ,. Le mathématicien Thalès de Millet fit fortune en anticipant la pénurie de pressoirs à huile une année de grosse récolte . Vers 175-170 BC la cité d’Athènes, au cœur de l'Attique zone de forte production, prit un décret de remerciement envers un commerçant qui avait accepté de vendre à bas prix une cargaison d'huile d'olive qui faisait cruellement défaut à la population.
Une étude statistique (2018) réalisée sur une vaste zone de l'Andalousie à l'Iran, démontre que ni le climat, ni le transport des pollens, n'expliquent ces variations synchrones de production. Elle touche davantage les vieux arbres. La taille, la modulation de la fertilisation et de l'irrigation, le choix des cultivars l’atténue,. Les recherches actuelles des généticiens sont très prometteuses, le mécanisme de l'induction florale (ou de sa répression les années off-year) est décrit de plus en plus précisément, son calendrier reste à préciser.
Les gènes qui participent à la synthèse de l'acide abscissique et de la cytokinine, actifs dans la photorespiration, changent de modèle d'expression les années on-year : dans les bourgeons et les feuilles la photorespiration est plus active les années on year avec une forte présence de polyphénol oxydase antioxydante. L'ensemble des facteurs antioxydants sont régulés, glucides, polyamines, phytohormones et polyphénol oxydase (2020). Les 2 réseaux de gènes responsables de la différenciation du bourgeon (actifs en mars) et de l'induction florale (actifs en juillet) sont maintenant décrits dans une remarquable publication italienne (Un réseau complexe de gènes médié par des facteurs de transcription du signal d'éthylène définit l'induction et la différenciation des fleurs chez Olea europaea L) ainsi que leurs actions (2021): facteur de transcription de l'éthylène (étape critique), synthèse et transport des auxines, métabolisme et transport des hydrates de carbone et des phényl-propanoides et contrôle de floraison .

### Entretien
Columelle écrit  « il convient de rappeler cet ancien proverbe : Qui laboure ses oliviers, les prie de donner du fruit ; qui les fume, le demande ; qui les taille, l'exige. » ,.
Les différents soins apportés aux oliveraies varient en fonction du cycle des saisons :
Au printemps s'effectuent la taille des arbres et l'apport d'engrais fournissant les substances et les minéraux nécessaires au processus de germination. On estime que 100 kg d'olives soustraient au terrain environ 900 g d'azote, 200 g d'anhydride phosphoreux et 200 g de potassium. L’époque, le type et la quantité d’engrais à fournir dépendent notamment du terrain et de l’exposition. Par le passé, on utilisait des engrais organiques, comme les purins collectés dans les centres urbains.
La taille peut être effectuée toute l'année, mais la taille de fructification est normalement pratiquée entre février et avril, après que le risque de gel a été écarté et avant la floraison. La « taille de fructification » est en principe peu sévère et est réalisée annuellement ou tous les deux ans dans le but d'éliminer les rameaux qui ont déjà produit. La « taille de régénération » est généralement sévère et a pour fonction de rénover un arbre devenu improductif en ne laissant subsister que 4  à   8 branches selon la dimension de l'olivier. La « taille de formation » s'effectue sur les jeunes oliviers ayant atteint la hauteur d'environ 1,50 mètre et permet de donner la forme désirée au jeune arbre. Le choix de la conduite de la taille dépend essentiellement de deux facteurs : les exigences d'éclairement et la mécanisation. L'olivier a un port basitone, avec des rameaux terminaux étalés ou pendants selon les variétés, et fructifie dans les parties les plus externes du houppier, car elles sont les plus éclairées.
En raison de ces éléments, les formes proposées pour l'olivier sont les suivantes :
- Godet : c'est la forme ancienne, désormais complètement abandonnée dans les plantations récentes à cause de son entrée en production tardive et des charges liées à la taille et à la récolte. Elle subsiste encore dans des oliveraies anciennes non rénovées.
- Godet polyconique : cette forme a remplacé le vase classique, plus contenue en hauteur avec une géométrie du houppier rationalisée en fonction de la productivité et des coûts de la récolte. Elle a en outre une meilleure précocité d'entrée en production. Sa structure est formée de 3–4 branches qui développent chacune un houppier distinct de forme conique.
- Godet buissonnant : conceptuellement, elle est semblable à la précédente, mais s'en différencie par l'absence du tronc, les branches partant directement de la souche.
- Palmette : la structure est constituée d'un fût qui se divise en trois branches orientées sur le même plan, l'une verticale, les deux autres latérales obliques. Elle n'a pas connu une grande diffusion à cause des frais liés à la taille.
- Y : c'est une forme dérivée de la précédente mais inspirée par des principes plus rationnels. Le squelette est constitué d'un tronc court qui se divise en deux branches inclinées et opposées, orientées selon la direction des fils. Comme la précédente, c'est une forme peu répandue, car elle a eu peu de succès et se présente désormais comme un système obsolète et antiéconomique.
- Haie : cette forme correspond beaucoup au port naturel de l'olivier. Les plantes ont un port buissonnant avec un tronc court, et sont très rapprochées dans la rangée de manière à former une végétation continue. On persiste à l'utiliser pour la formation de barrières brise-vent, en général avec des cultivars à port dressé.
- Globe : cette forme est conçue pour protéger le tronc et les branches d'une insolation excessive. C'est un des systèmes les plus employés dans les latitudes les plus basses de l'aire de culture de l'olivier où l'éclairement excessif peut être un problème.
- Monocone : c'est le système le plus récent, conçu pour la récolte mécanisée à l'aide de machines secoueuses. Il est particulièrement adapté aux oliveraies mécanisées de grande extension. La forme de conduite est celle qui correspond le mieux au port naturel de l'olivier, et donc à une entrée en production précoce.
- Buisson : faisant partie des formes les plus récentes, elle s'inspire de la nécessité d'abréger les délais d'entrée en production et de réduire les coûts de taille et de récolte. Il s'agit d'une forme libre obtenue en évitant l'intervention des cisailles les premières années.
- Taillis d'olivier : c'est la forme la plus récente, encore en cours d'expérimentation. L'innovation consiste à laisser les plantes croître librement selon les critères retenus pour le buisson mais sans exécuter la taille de production. Le houppier est complètement renouvelé tous les dix ans en coupant les plantes au pied.

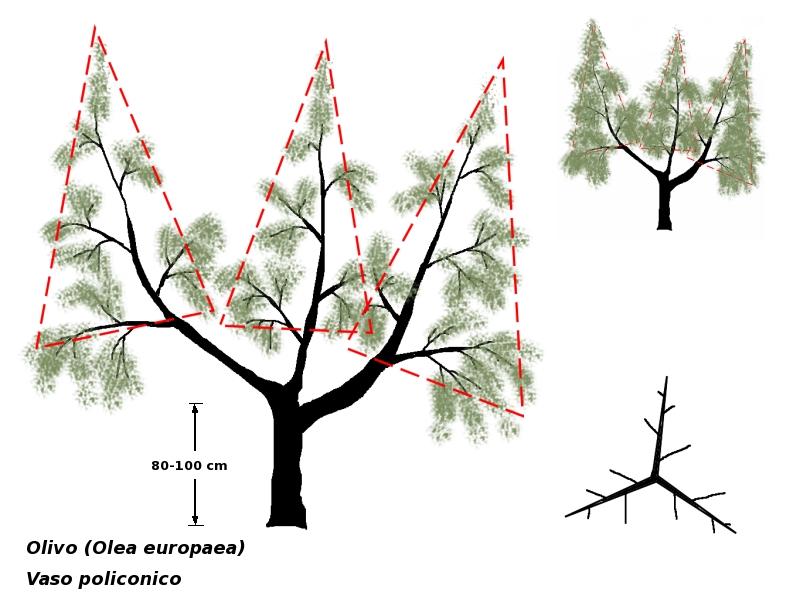
Godet polyconique.
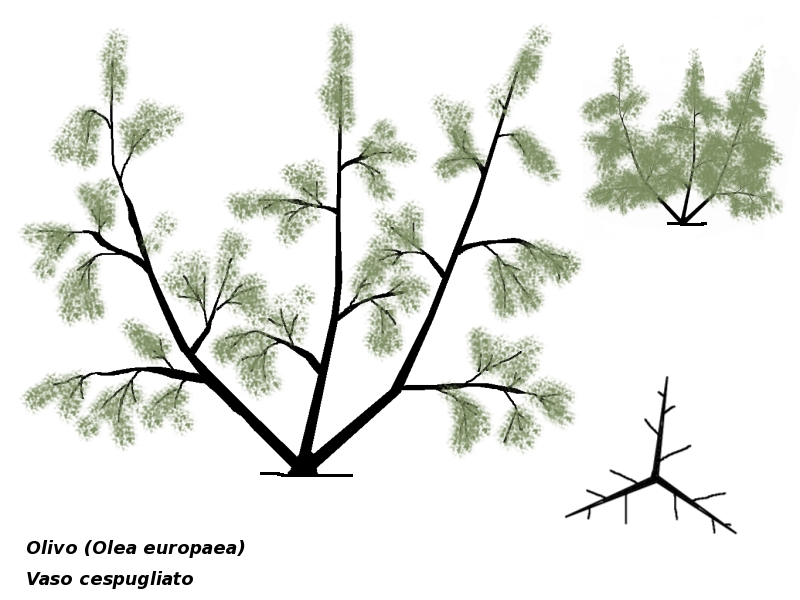
Godet buissonant.
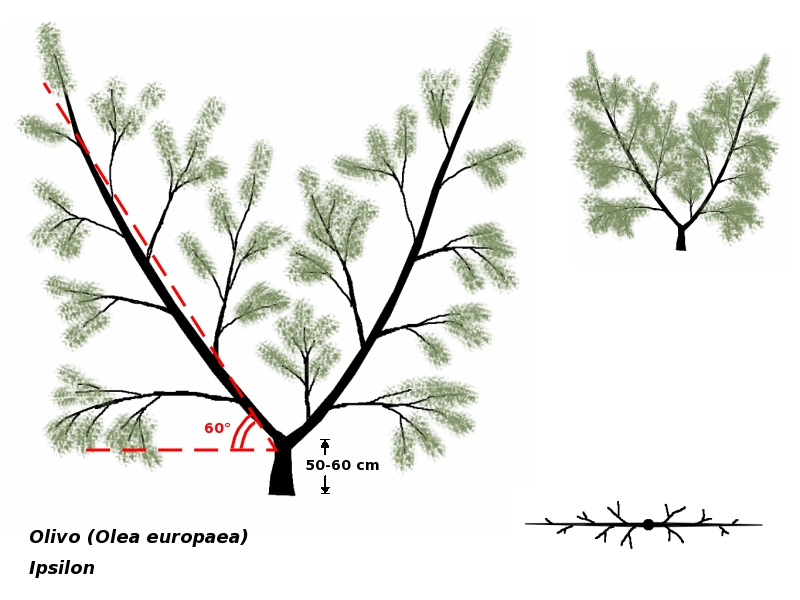
Upsilon (Y).
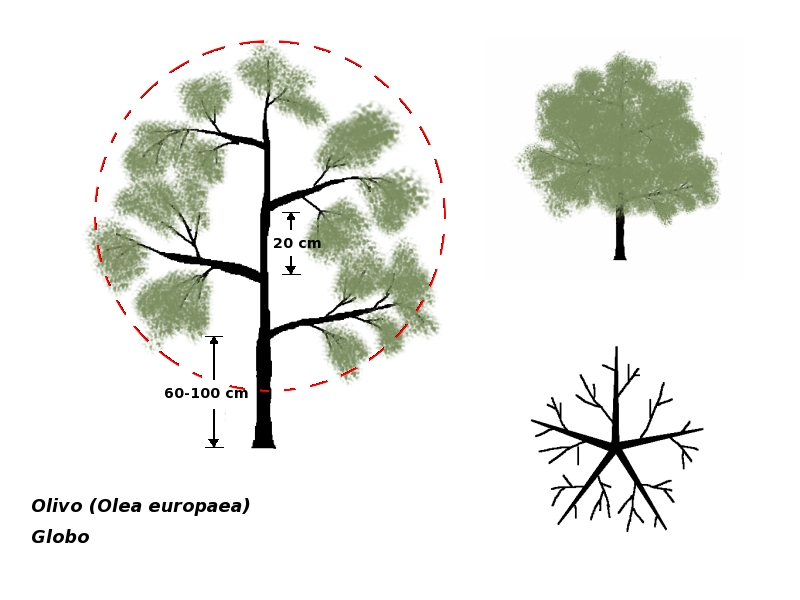
Globe.
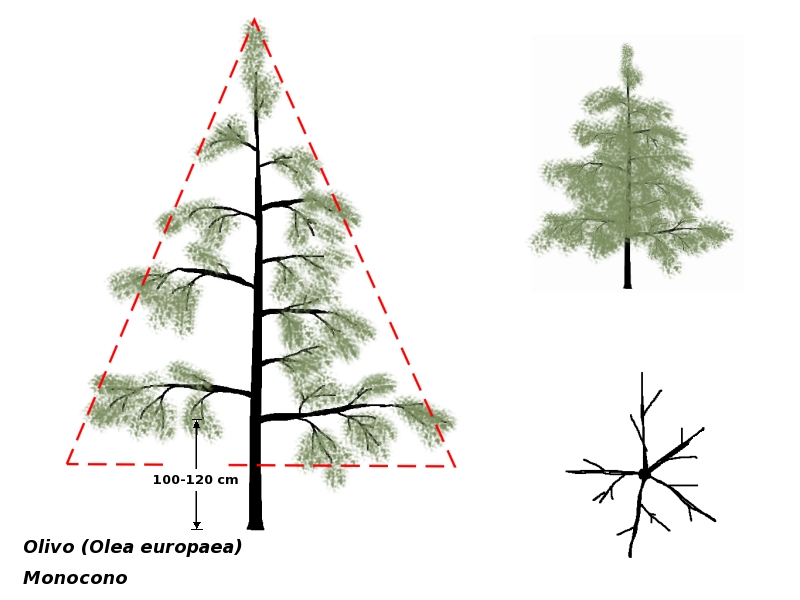
Monocone.

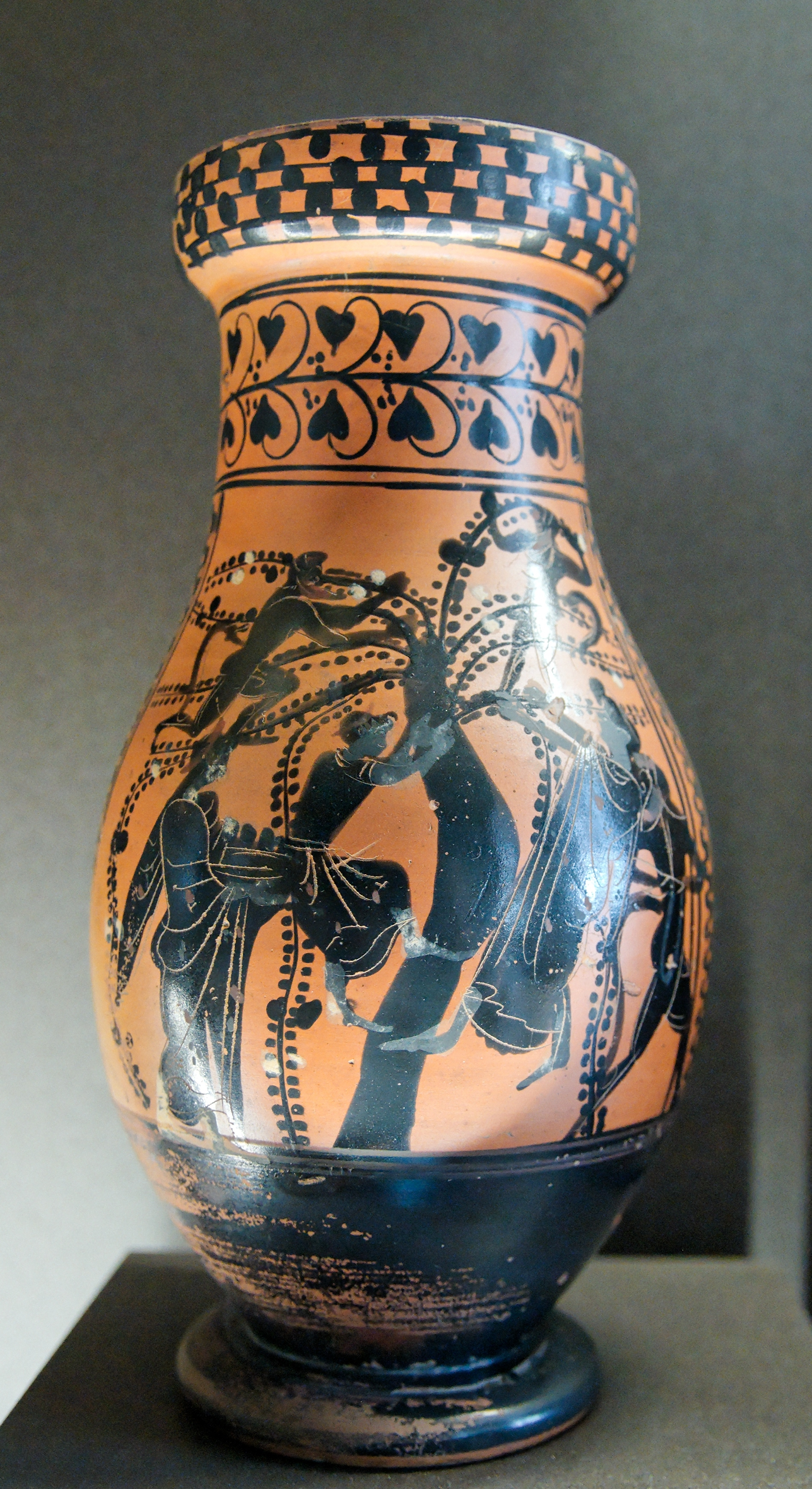
Satyres et ménades cueillant des olives, représentés sur un olpè attique à figures noires (Capoue, vers 500 av. J.-C.).

En été, on veille à lutter contre les maladies et les ravageurs de l'olivier, comme la mouche de l'olive, ainsi qu'à l'apport en eau. Pendant des siècles on laissa l'eau du ciel assurer l'irrigation des oliviers, mais avec le développement des exigences de rentabilité, on en est venu à développer les plantations irriguées, souvent au « goutte à goutte ». L'irrigation permet une meilleure croissance et une mise en production plus rapide des jeunes arbres, ainsi qu'un gain en quantité et en régularité des récoltes. Il faut cependant veiller à éviter la stagnation de l'eau et l'arrosage des feuilles pour prévenir les maladies.
En automne, on prend soin du terrain en le labourant superficiellement (à moins de 20 cm) pour ne pas abimer les racines et en enlevant les herbes adventices, afin que l'eau et les engrais puissent mieux profiter à l'arbre, et aussi pour faciliter la pose des filets lors de la récolte. C'est aussi la période de la récolte manuelle des olives immatures destinées à la fabrication des « olives vertes » de table. Un ouvrier peut cueillir en moyenne 25–35 kg d’olives par heure, selon les cultures et leurs dimensions.
En hiver, c'est la période de récolte des olives parvenues à maturité. Les techniques de récolte varient selon les régions, le relief et la taille de l'arbre, mais il faut faire attention de ne pas endommager les feuilles et les branches pour ne pas favoriser les maladies.
- Brûlure : c'est une récolte manuelle avec des sécateurs spécifiques, destinée aux arbres bas plantés en plaine. Chaque ouvrier cueille en moyenne 10 kg d’olives par heure.
- Peignage : les fruits sont détachés des branches à l'aide de peignes, qui peuvent aussi être actionnés mécaniquement, et tombent dans un filet tendu sur le terrain.
- Gaulage : les branches sont secouées à l’aide de bâtons plus ou moins longs pour provoquer la chute des olives dans des filets placés sous l'arbre.
- Filets permanents : on attend que les olives se détachent spontanément et tombent sur les filets, qui restent tendus pour toute la période de la récolte. Ce système est adapté aux oliveraies plantées densément sur un terrain pente, mais avec le risque de perdre une partie de la récolte restée sur l'arbre ou devenue trop vieille et abimée.
- Secousse mécanique : une machine « secoueuse » est fixée à l'arbre pour le faire vibrer jusqu’au détachement des olives du pédoncule et leur chute sur les filets tendus au-dessous. Ce système demande des arbres spécialement plantés et taillés en prévision de l'usage d'appareillage mécanique.

### Maladies et ravageurs de l'olivier

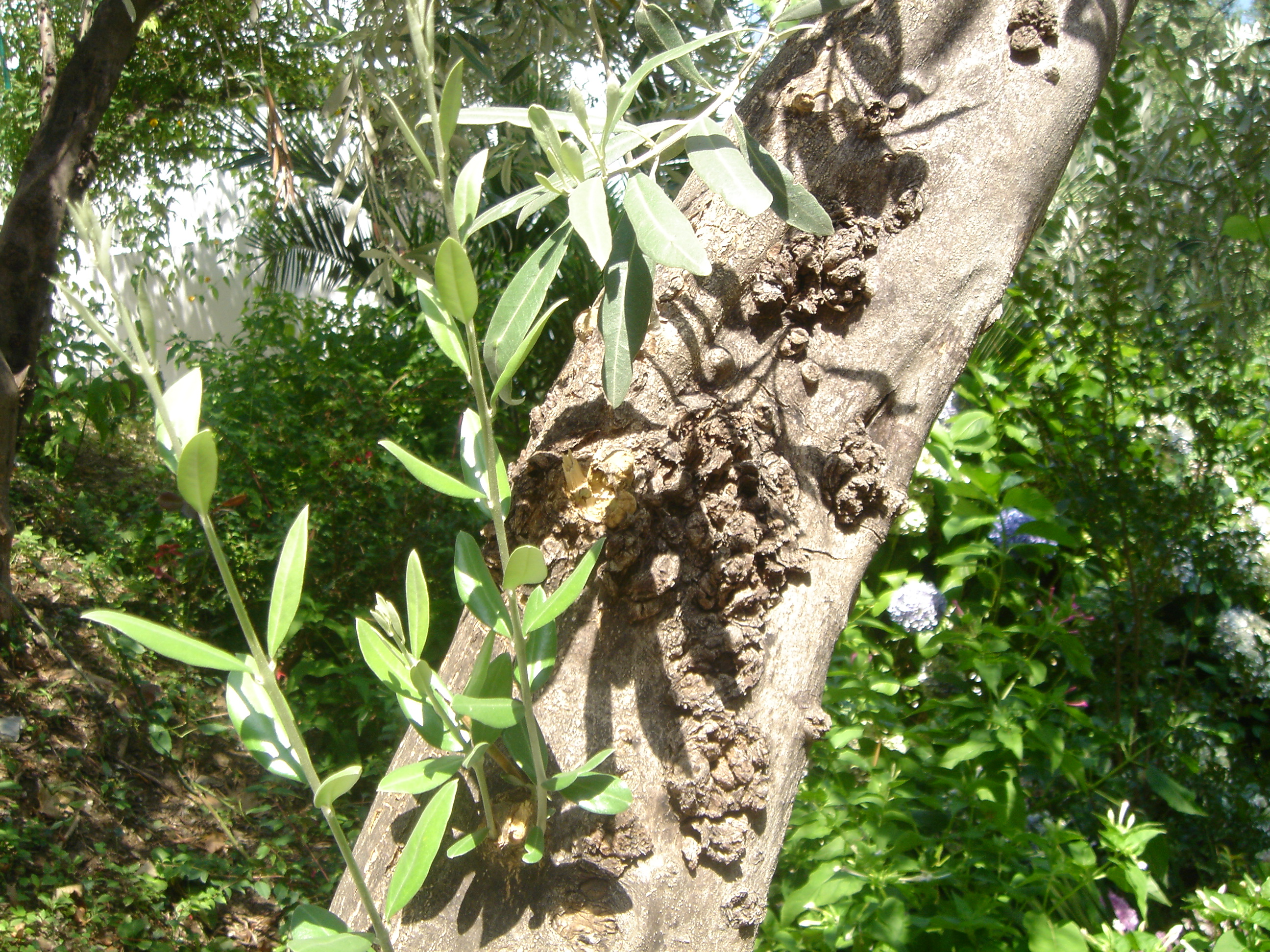
Tuberculose de l'olivier causée par Pseudomonas savastanoi.

On peut diviser les maladies de l'olivier en trois catégories :
- celles dues aux bactéries ou aux virus ;
- celles dues aux insectes ;
- celles dues aux champignons.

Mais une seule maladie est réellement mortelle pour l'arbre, le pourridié, alors que les autres n'ont qu'un impact économique, tout comme les oiseaux et les rongeurs.

#### Bactéries et virus
- Le chancre ou « rogne » (« tumeur bactérienne de l'olivier », encore appelé « tuberculose de l'olivier »)[77] est une maladie causée par une bactérie Pseudomonas savastanoi infectant le système de circulation de la sève. Il est très difficile de s'en débarrasser par la taille des branches infectées en veillant à la désinfection des outils et à ne pas blesser l'arbre lors de la récolte des olives.
- Dans les Pouilles italiennes, les oliviers sont, depuis les années 2010, victimes du syndrome du dessèchement rapide causé par une souche pathogène de la bactérie Xylella fastidiosa vraisemblablement importée du Costa-Rica. Le vecteur de la bactérie en Italie est le cercope des prés (ou philène spumeuse). L'infection ayant été diagnostiquée en 2013, la Commission européenne a ordonné l'éradication des plantes malades dans la zone infectée et la création d'un cordon sanitaire au nord de Lecce. Cette directive est restée lettre morte devant les protestations des oléiculteurs concernés relayées par la société civile et les écologistes auxquels des personnalités comme le chanteur Al Bano ou la réalisatrice Sabina Guzzanti ont prêté leur voix. Toutefois les oléiculteurs des zones non infectées, craignant une extension de l'épidémie, menacent de traîner leurs collègues contestataires devant les tribunaux. La menace est potentiellement importante car la bactérie peut muter et pourrait alors s'attaquer à d'autres espèces comme la vigne ou les agrumes[78].

#### Insectes
Les trois principaux insectes ravageurs en Europe sont la cochenille noire de l'olivier, la mouche de l'olive et la teigne de l'olivier. D'autres sont de moindre importance, comme le neiroun, l'hylésine de l'olivier et la zeuzère. Mais on peut trouver ailleurs d'autres insectes ravageurs des cultures :
- La cochenille noire de l'olivier (Saissetia oleae)[79] se nourrit de sa sève et peut aussi s'attaquer à d'autres arbres comme le laurier rose. Le problème est sa production de miellat qui favorise le développement d'infections fongiques. La lutte biologique par les ennemis naturels, comme l'hyménoptère Metaphycus lounsburyi ou les coccinelles, est de loin préférable aux insecticides. Il existe aussi une cochenille « violette » de l'olivier (Parlatoria oleae Colvée).
- La mouche de l'olive (Bactrocera oleae)[80], qui pond ses œufs dans les olives, est la plus grande menace économique. Les fruits sont véreux et l'huile sera de qualité inférieure. La lutte la plus efficace est de piéger les mouches avant qu'elles ne se reproduisent par un traitement partiel de l'arbre avec le mélange d'un aliment attractif et d'un insecticide, associé à une routine de veille sanitaire. Eupelmus urozonus, Eurytoma martellii, Psyttalia concolor et Pnigalio mediterraneus, sont des insectes parasites ennemis biologiques de cette mouche. La mouche de l'olive n'altère pas la santé de l'arbre.
- La teigne de l'olivier (Prays oleae)[81] est un papillon de nuit dont les larves s'attaquent, selon le développement, aux feuilles, aux fleurs et aux olives. Les chenilles de la première génération passent l'hiver à l'intérieur des feuilles et attaquent les bourgeons floraux au printemps. Puis elles forment un cocon, d'où naissent les papillons qui pondent sur les bouquets floraux non épanouis. La seconde génération dévore les fleurs et la troisième attaque l'olive elle-même, entraînant sa chute. La parade la plus efficace est la lutte biologique comme pour la pyrale du jasmin.
- Le scolyte de l'olivier ou neiroun (Phloeotribus scarabaeoides ou oleae)[82] est un insecte xylophage s'attaquant aussi à d'autres arbres. Pour limiter sa reproduction, il est très important de brûler au plus tôt les branches de taille.
- L'hylésine de l'olivier (Hylesinus oleiperda), est un coléoptère du bois dont la larve arrête la circulation de la sève.
- La zeuzère du poirier (Zeuzera pyrina)[83], attaque l'arbre et le rend très vulnérable à l'action destructrice du vent et d'autres insectes xylophages.
- La pyrale du jasmin (Margonia unionalis)[84], dont la chenille se nourrit de l'extrémité des jeunes rameaux. Le traitement le plus efficace et le moins nocif est la lutte biologique avec la bactérie Bacillus thuringiensis (sérotype 3) qui s'attaque aussi à la teigne de l'olivier.
- Le thrips de l'olivier (Liothrips oleae)[85] est petit insecte qui pique les jeunes feuilles pour se nourrir de leur sève, en faisant des dégâts minimes.
- L'otiorhynque de l'olivier (Otiorhyncus cribricolis)[86] est un insecte dont les adultes consomment les feuilles en y pratiquant des échancrures marginales caractéristiques et pouvant entraîner une défoliation totale en cas d'infestation massive. Cet insecte attaque les feuilles la nuit et retourne dormir le jour sur le sol. On peut enduire les troncs de glu pour empêcher les adultes d'accéder au feuillage.
- La cochenille du laurier rose (Aspidiotus nerii)[87] est un insecte piqueur-suceur qui provoque l'affaiblissement de la plante, la chute de feuilles, le dessèchement de rameaux ou la déformation des fruits. Son miellat favorise le développement de la fumagine et attire d'autres insectes.
- La pyrale des troncs de l'olivier (Euzophera pinguis)[88] est un papillon (pyrale) dont la chenille creuse des galeries au collet du tronc et aux fourches des branches, interrompant la circulation de la sève et entraînant un dépérissement de l'arbre.
- Le phalène de l'olivier (Gymnoscelis rufifasciata)[89] est un papillon dont les larves détruisent les boutons floraux.
- Le psylle de l'olivier (Euphyllura olivina)[90] prélève la sève nécessaire au développement des fruits. Des filaments cireux donnent à l'arbre attaqué un aspect caractéristique et le miellat attire fumagine et autres insectes. Les dégâts sont généralement insignifiants et ne nécessitent pas de traitement ; la larve de Chrysoperla carnea en est un ennemi biologique.
- L'aleurode noir de l'olivier (Aleurolobus olivinus)[91] est surtout gênant par ses larves et leur miellat favorisant la fumagine et attirant les autres insectes.
- La cécidomyie des écorces de l'olivier (Resseliella oleisuga)[92], dont les pontes répétées entraînent une nécrose de l'écorce et la mort des rameaux.
- La cécidomyie des olives (Prolasioptera berlesiana)[93], dont la femelle inocule un champignon Sphaeropsis dalmatica (Macrophoma dalmatica), mais dont les larves détruisent celles de la mouche de l'olive.
- La cochenille virgule du pommier (Lepidosaphes ulmi)[94] est polyphage et très agressive. Ses colonies forment des encroûtements sur les branches, les rameaux et les fruits, provoquant l'éclatement de l'écorce, un dessèchement progressif, puis le dépérissement des parties colonisées.

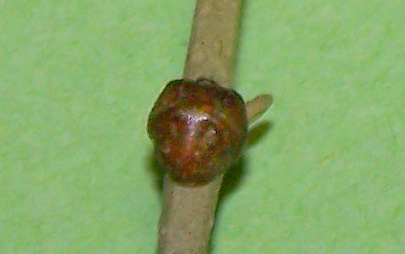
Saissetia oleae (femelle adulte).
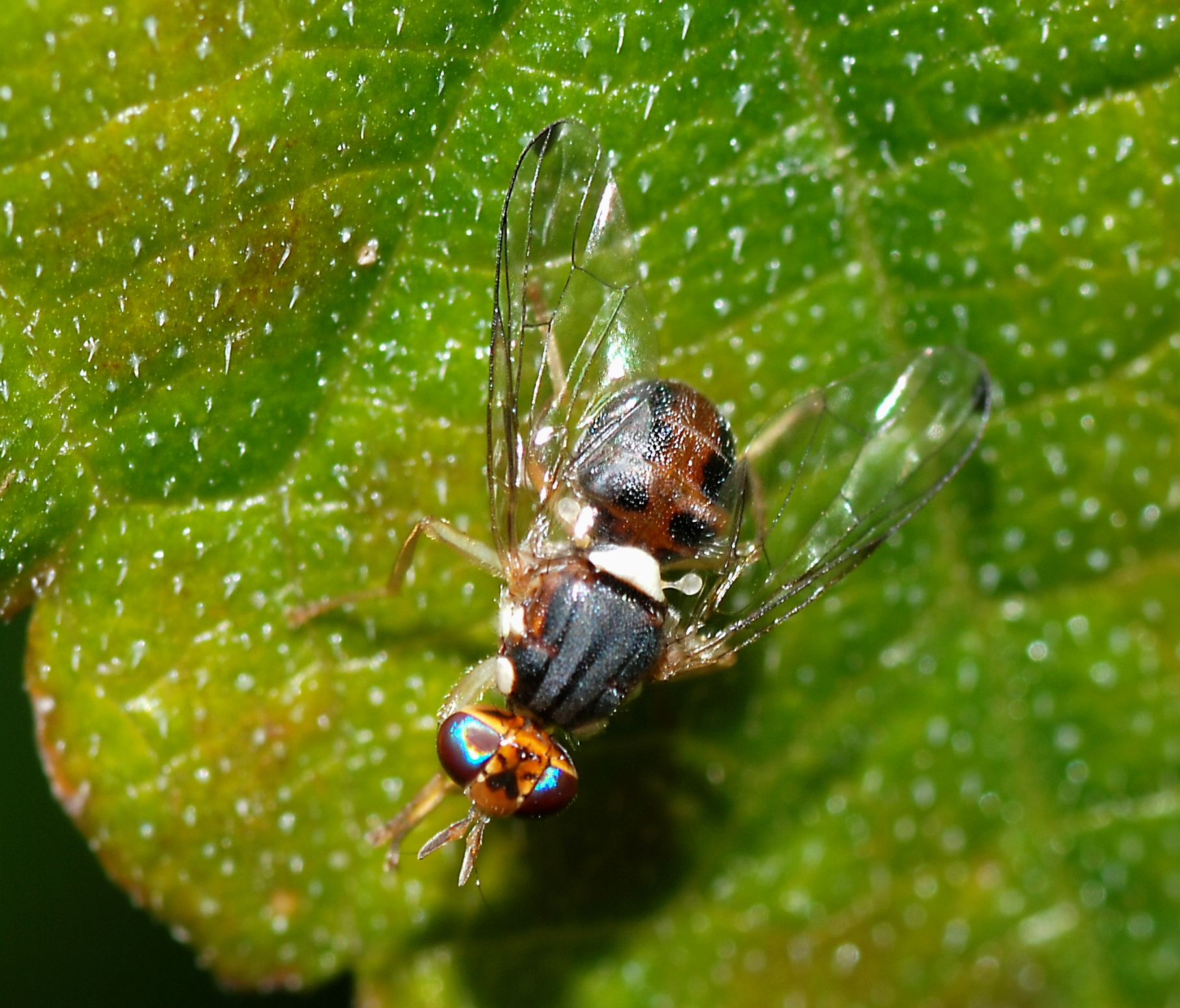
Bactrocera oleae (femelle adulte).
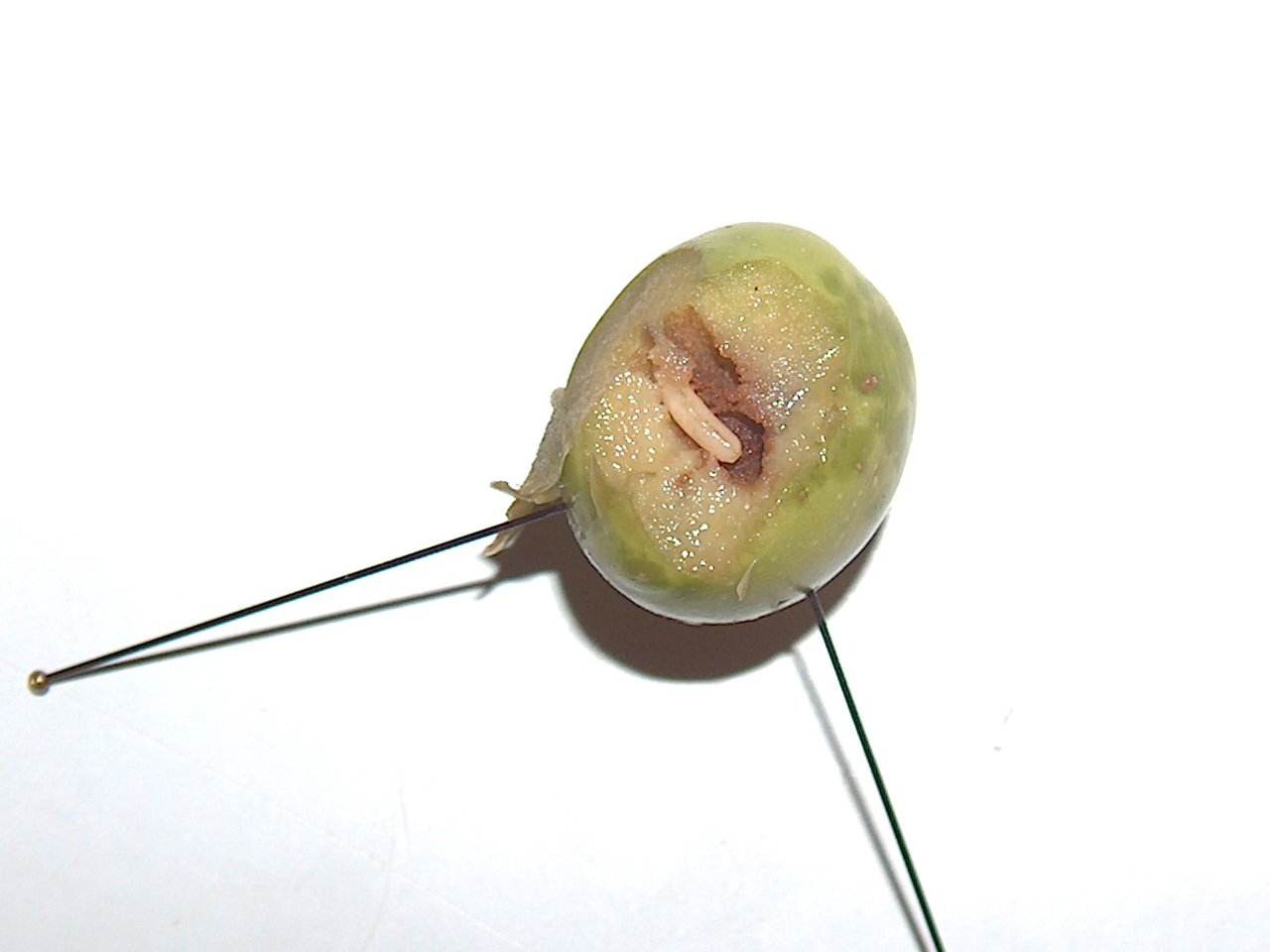
Bactrocera oleae (larve stade III).
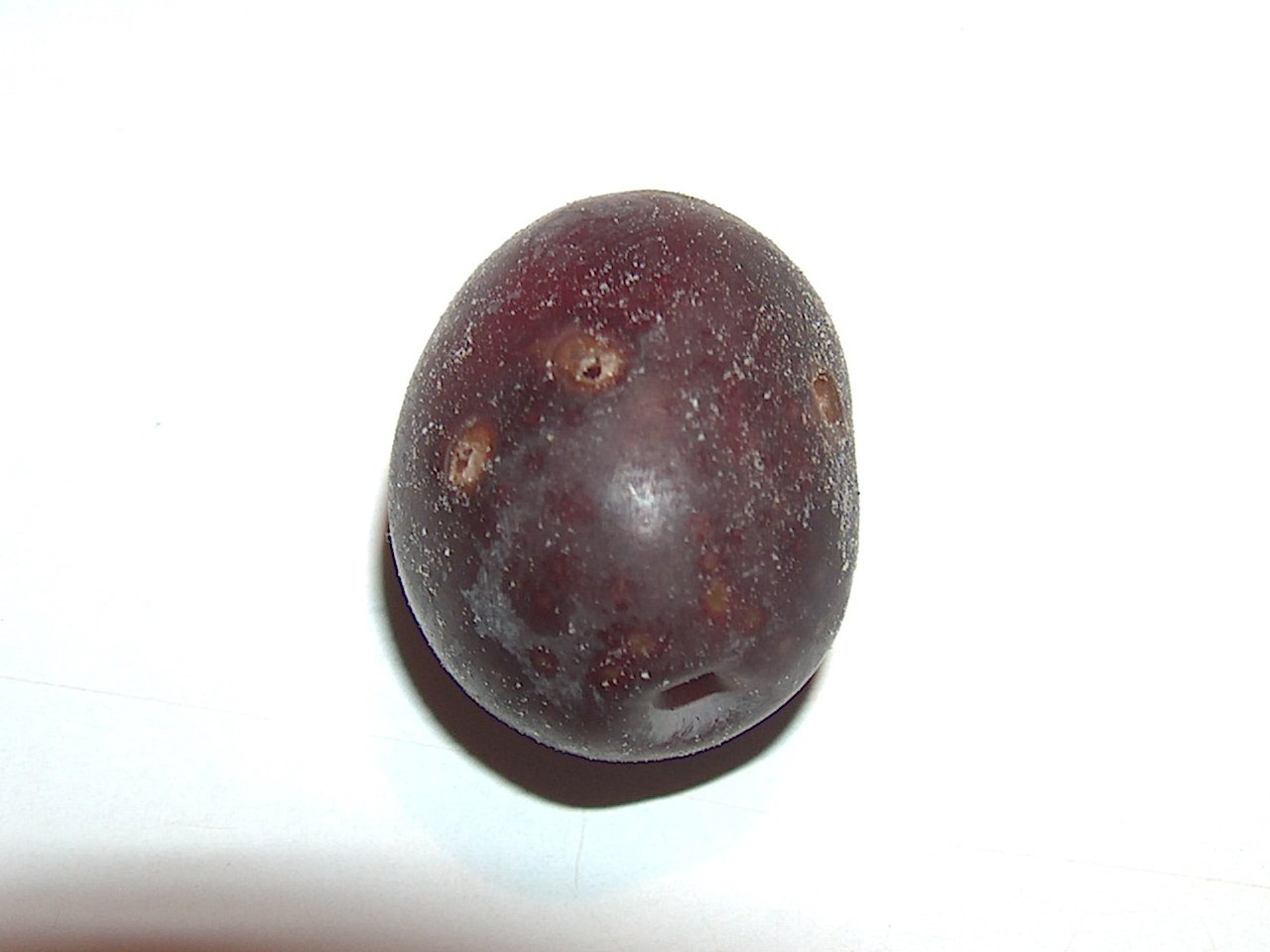
aspect d'une olive infectée par Bactrocera oleae.
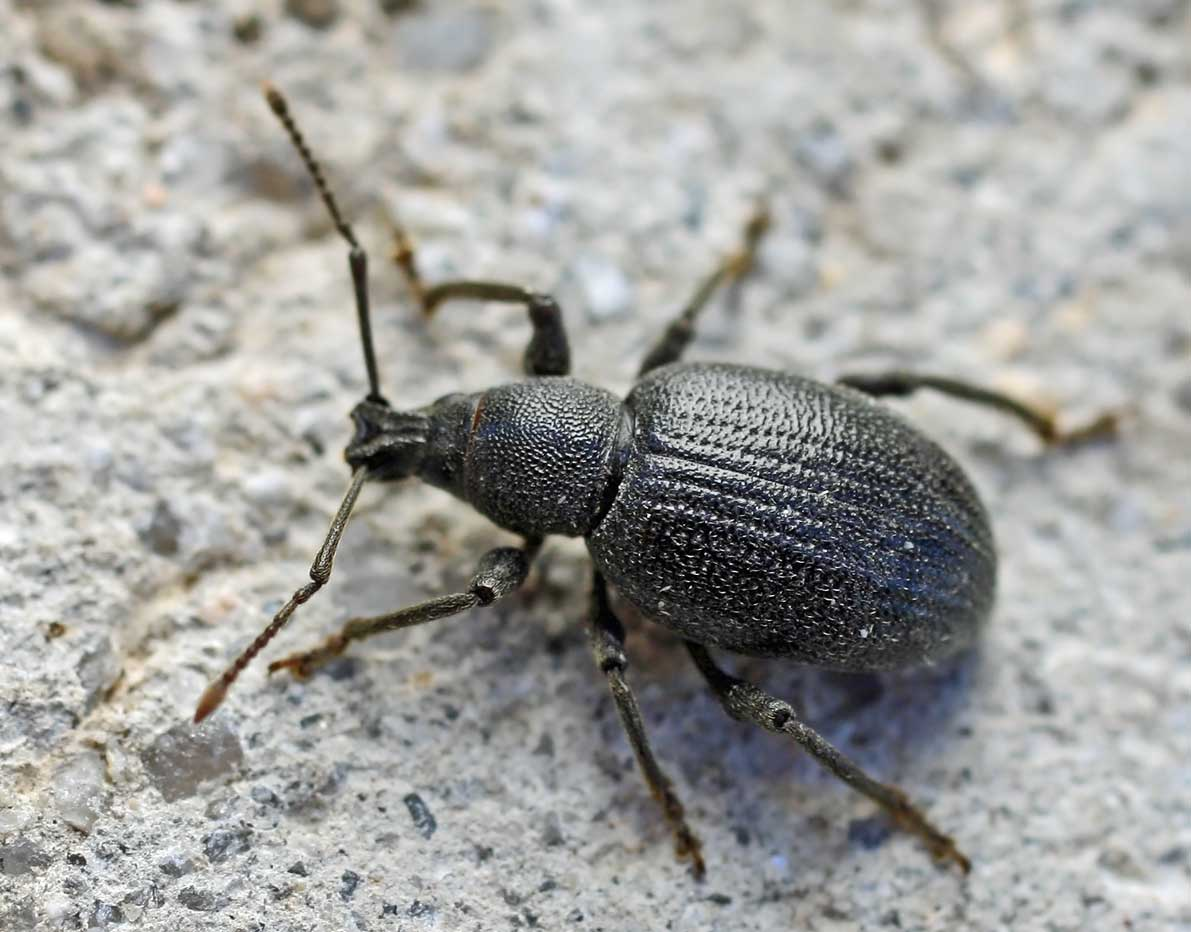
Otiorhyncus meridionalis.
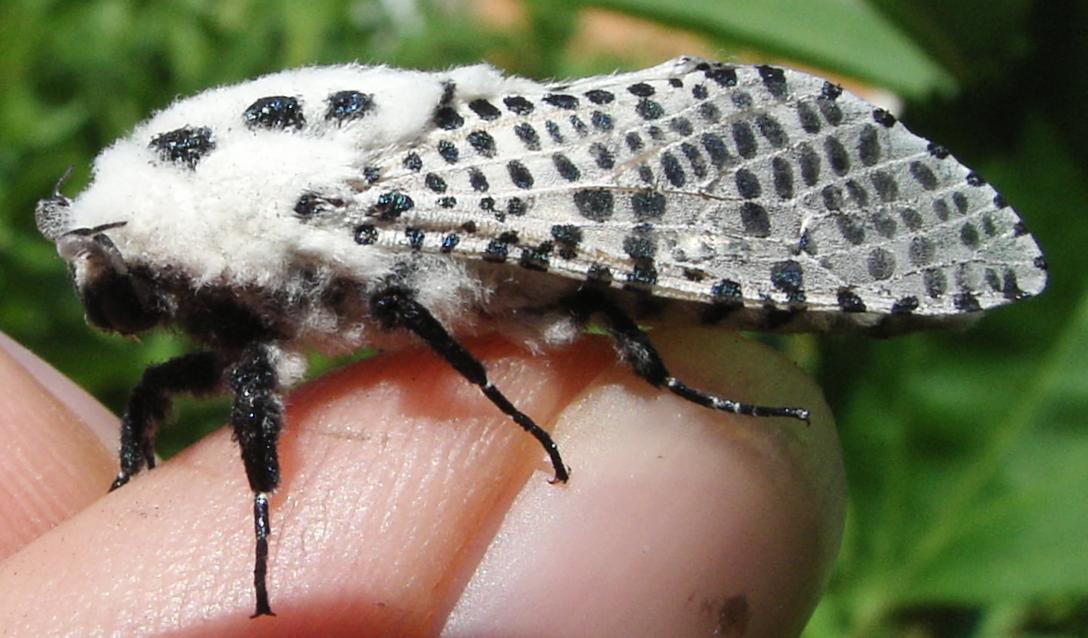
Zeuzera pyrina (adulte).
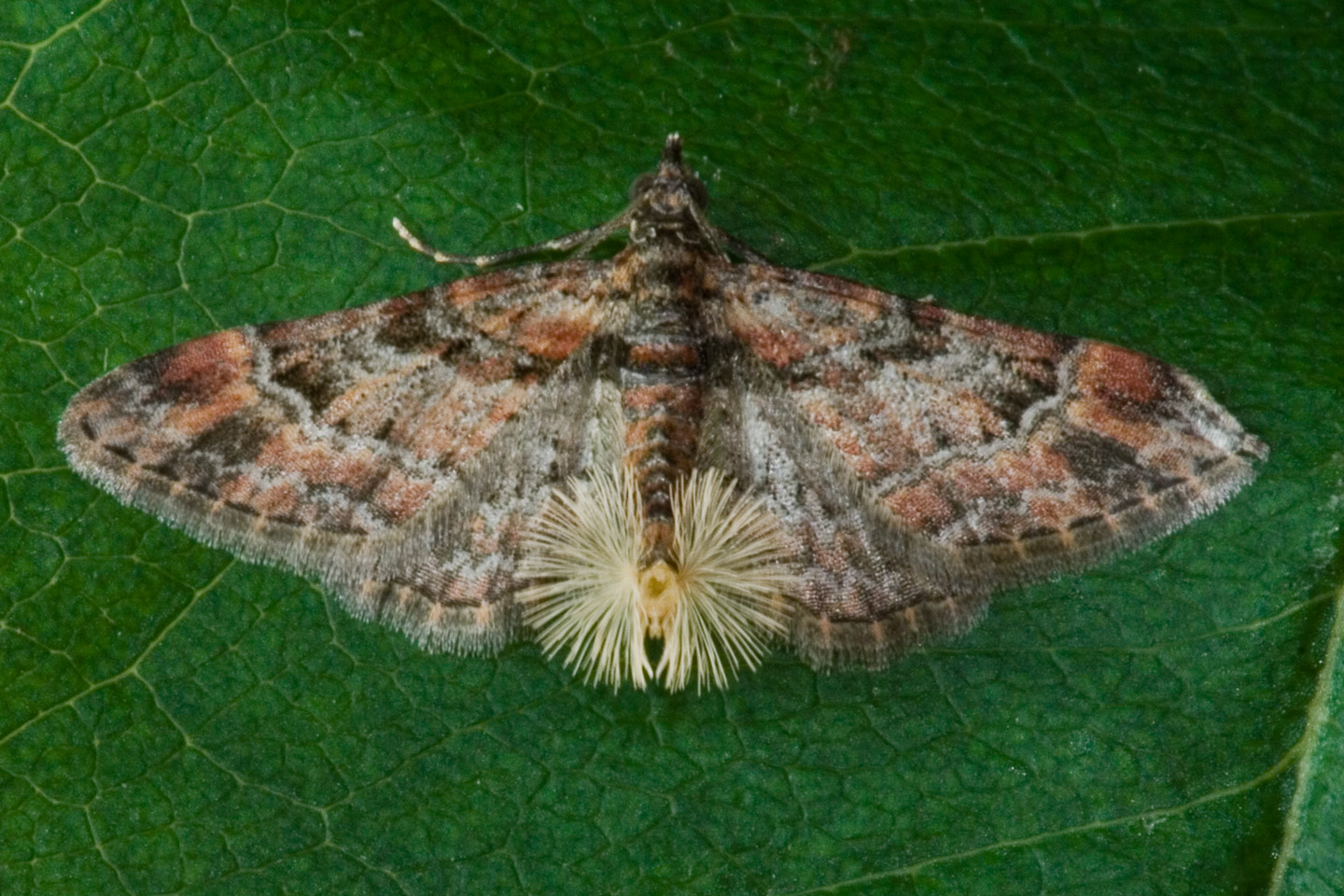
Gymnoscelis rufifasciata.
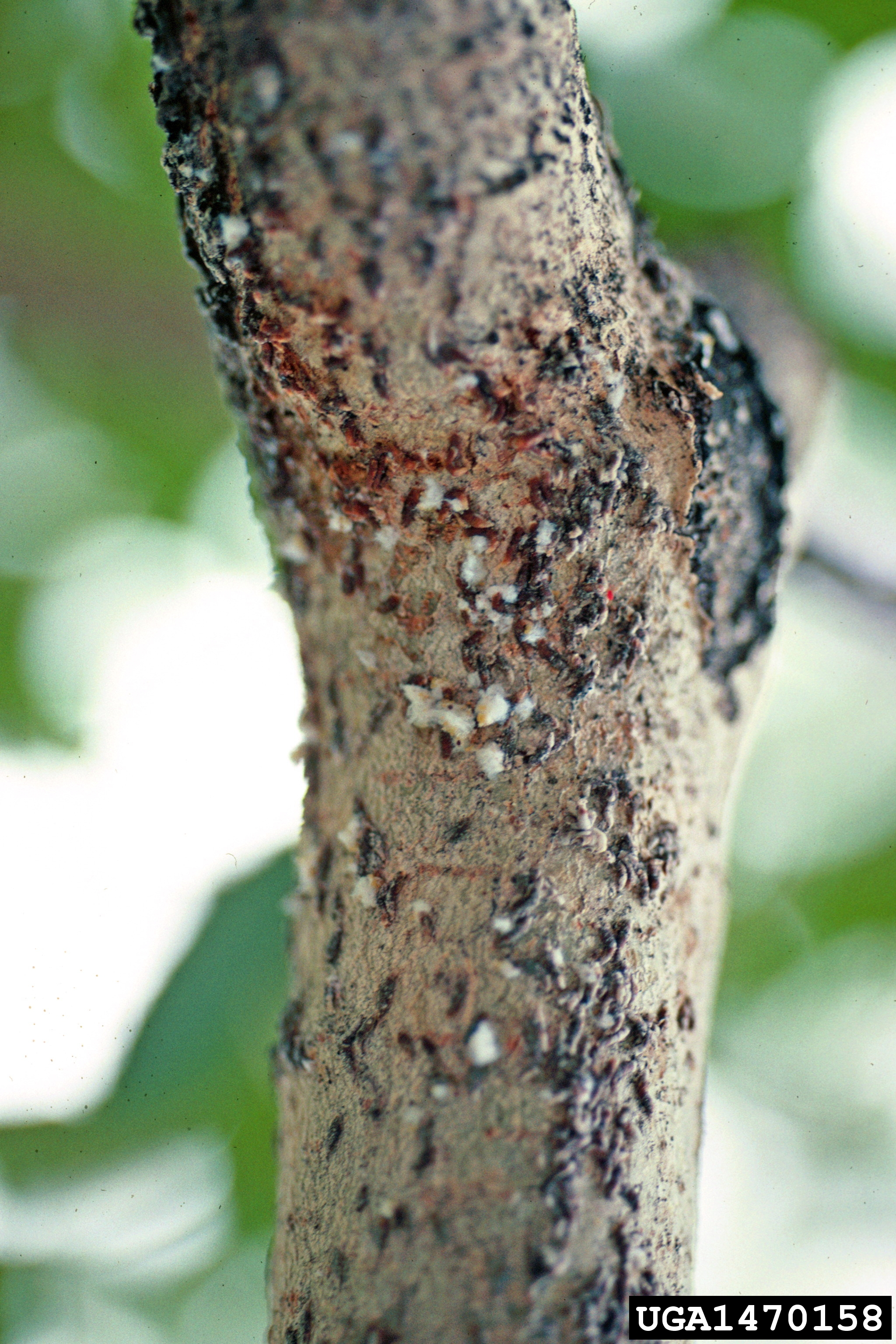
Lepidosaphes ulmi.

#### Champignons
- La fumagine ou « noir de l'olivier »[95] est une prolifération de plusieurs espèces de champignons microscopiques ou « cryptogames » (Capnodium oleaginum ou Fumago salicina) se développe sur le miellat des insectes comme la cochenille et forme une fine pellicule noirâtre sur les feuilles et les branches, nuisant à la photosynthèse. Cette maladie est rarement mortelle, sauf si l'arbre est totalement négligé. Le traitement consiste en une taille et une pulvérisation de fongicide. On utilise traditionnellement la Bouillie bordelaise à base de sulfate de cuivre comme traitement préventif et curatif.
- Le cycloconium ou maladie de l'« œil de paon » (Spilocaea oleagina ou Fusicladium oleagineum)[96] est une colonie de champignons cryptogamiques qui s'installe sur les feuilles, se développe en cercles concentriques et provoque rapidement la chute des feuilles. Le traitement préventif consiste en une pulvérisation de fongicide, comme la bouillie bordelaise, sans oublier de brûler rapidement les feuilles atteintes après la taille.
- Le pourridié est une maladie mortelle pour l'olivier et très contagieuse, causée par un champignon (Armillaria mellea, Rosellinia necatrix)[97] dont le mycélium s'installe entre le bois et l'écorce. Le traitement est difficile et peu efficace. Le mieux est de s'en prévenir par le soin apporté aux conditions de culture.
- Il existe d'autres formes de « pourriture » de l'olivier avec Phoma incompta Sacc. Et Mart et Phytophtora (pourriture du collet).
- La verticilliose est une maladie due à un champignon Verticillium dahliae[98] se transmettant par voie racinaire, qui entraîne un dessèchement des arbres par une interruption de la circulation de la sève au niveau du collet. Les symptômes se manifestent par un enroulement longitudinal en gouttière des feuilles, qui se colorent en vert gris brillant, puis virent au gris terne. À un stade avancé, l’enroulement s’accentue et la coloration devient jaune-brun puis brun clair, les feuilles sont sèches, cassantes, fragiles et tombent au moindre contact. Si cette infection est rapide et ne laisse pas à l'arbre le temps d'émettre des rejets, elle peut lui être fatale. Il n'y a actuellement aucun traitement, mais un sol exempt de dicotylédones adventices est une bonne situation préventive, ces dernières étant nombreuses à être des hôtes réguliers du champignon.
- La cercosporose (Mycocentrospora cladosporioidesun)[99] touche les feuilles, dont les plus basses se ponctuent de taches gris plombé éparses avant de noircir, alors que les feuilles les plus hautes jaunissent ou se chlorosent.
- L'anthracnose[100] provoque le dessèchement des fruits et la chute des feuilles.

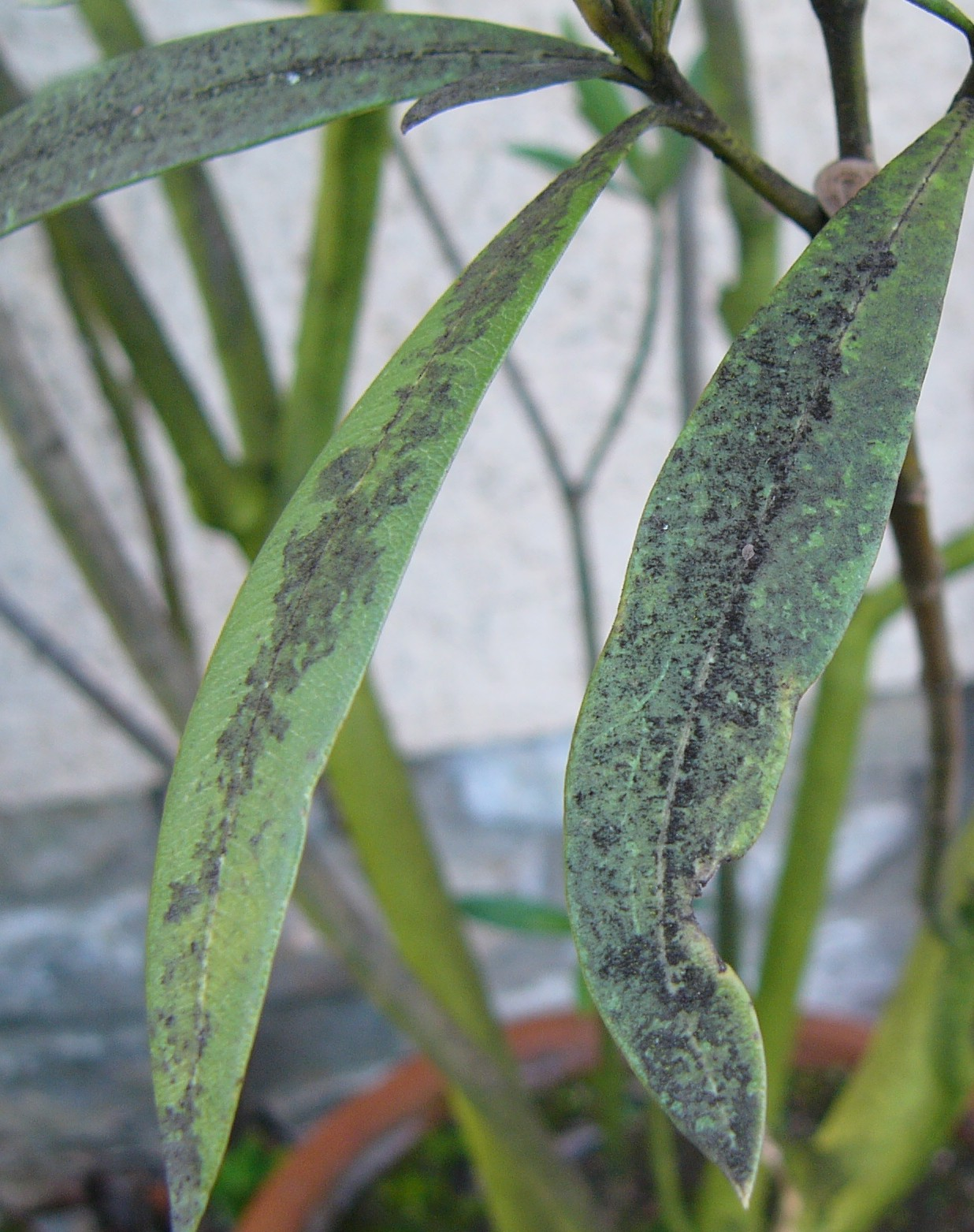
Fumagine sur laurier rose.
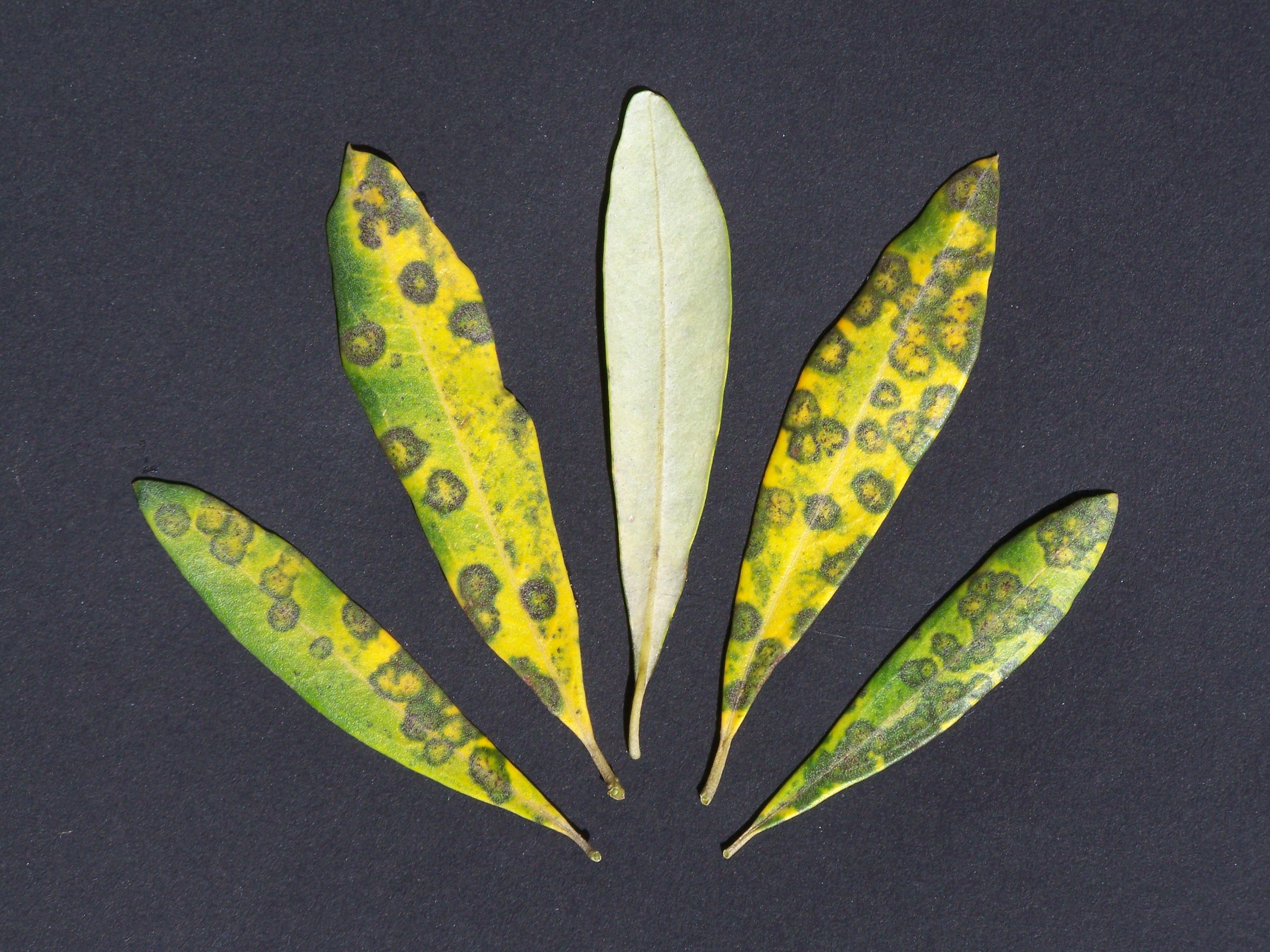
Spilocaea oleagina (œil de paon).
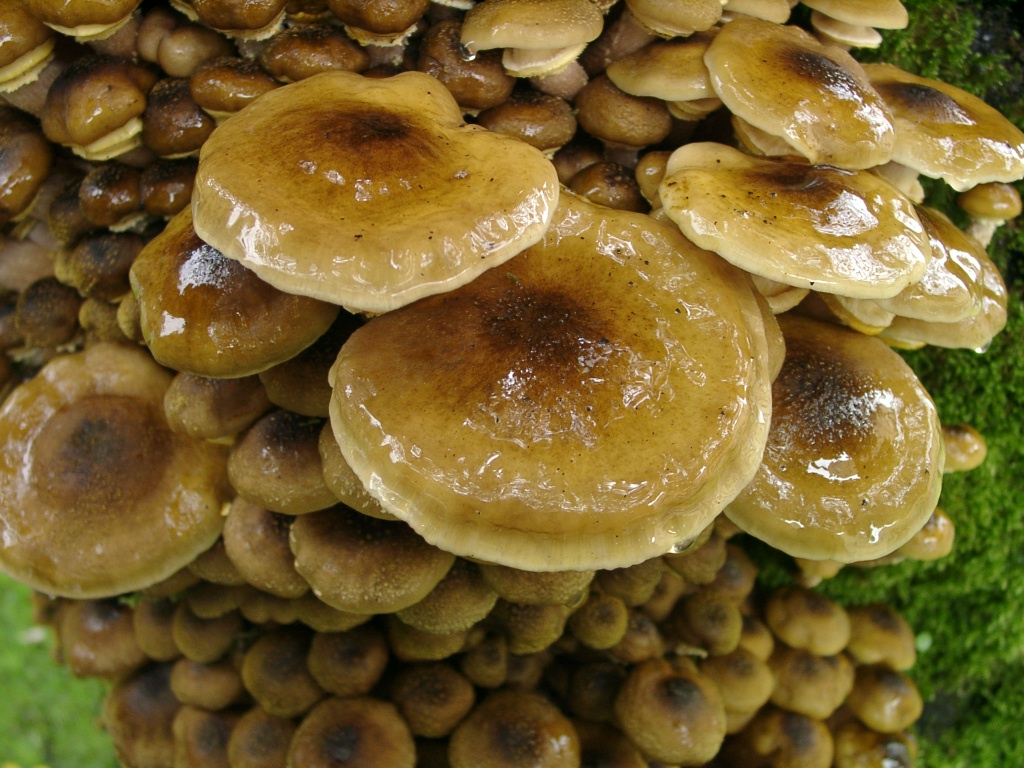
Armillaria mellea (pourridié).

## Industrie oléicole mondiale
La culture de l'olivier occupe en 2005 dans le monde 7,5 millions d'hectares pour une production de 14,9 millions de tonnes d'olives avec un rendement de 20 q/ha. Sur la période 2000-2006, la production mondiale moyenne annuelle s'élève à 2 778 800 tonnes d'huile d'olive et à 1 638 300 tonnes d'olives de table. La production mondiale d'huile d'olive est passée de 1 453 000 tonnes en 1990 à 2 820 000 tonnes en 2006, alors que dans le même temps la production d'olives de table passait de 950 000 tonnes à 1 832 500 tonnes.
La production mondiale d’huile d’olive ne représente cependant qu'environ 3 % de la production d’huile végétale comestible du monde, et est largement dépassée par celle de l’huile de soja (32 % de la production mondiale avec 32 Mt/an), de l’huile de palme (28 % avec 27,2 Mt/an), de l’huile de graine de colza (13,5 % avec 13,6 Mt/an), de tournesol (8,9 % avec 9 Mt/an), d'arachide (4,8 % avec 4,8 Mt/an), et de coton (4,2 % avec 4,2 Mt/an). De même, dans le commerce international, les huiles d’olive ne représentent pas plus que 2 % du volume d’huiles végétales comestibles vendues.
L'oléiculture occupe toutefois une part très importante dans l'économie agricole de certains pays méditerranéens et la tendance de la consommation mondiale est à la hausse. Les quatre premiers pays producteurs (Espagne, Italie, Grèce et Turquie) assurent 80 % de la production mondiale d'olives et les dix premiers (le Maroc et la Tunisie sont les plus grands producteurs après l'Espagne, l'Italie la Grèce et la Turquie), tous situés dans la zone méditerranéenne, 95 %. (Source FAO)
Selon les statistiques du Conseil oléicole international sur le prix de gros des huiles d'olive dans le marché communautaire européen, l'huile d'olive vierge vaut en moyenne 250 €/100 kg depuis 2002 avec un maximum à 400 €/100 kg début 2005, et l'évolution des prix de l'huile d'olive raffinée est semblable, alors que pour l'huile de grignons d'olive raffinée, les prix tournent sur la même période autour de 150 €/100 kg avec un maximum début 2005 vers 250 €/100 kg.

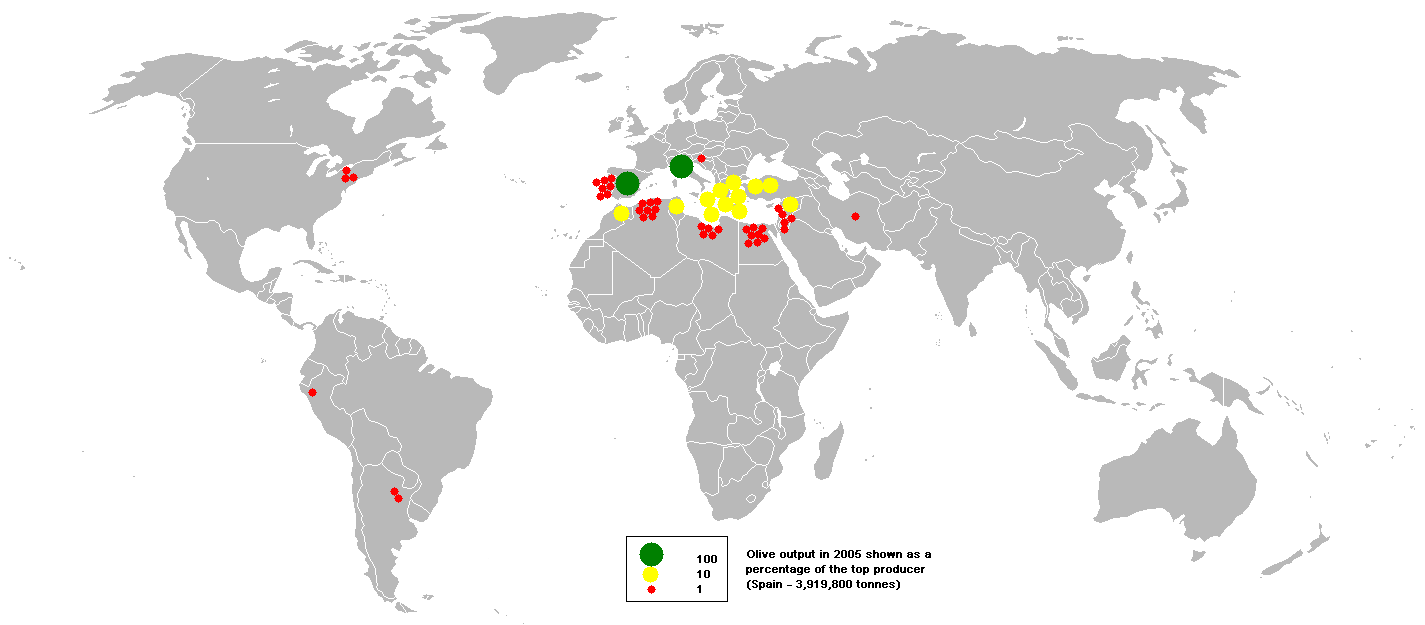
L'oléiculture mondiale en 2005.

### Europe
| Le graphique qui aurait dû être présenté ici ne peut pas être affiché car il utilise l'ancienne extension Graph, désactivée pour des questions de sécurité. Des indications pour créer un nouveau graphique avec la nouvelle extension Chart sont disponibles ici . |
| Source: Eurostat Olive trees - Area by age and density classes (area in ha) [orch_olives3] |

| Le graphique qui aurait dû être présenté ici ne peut pas être affiché car il utilise l'ancienne extension Graph, désactivée pour des questions de sécurité. Des indications pour créer un nouveau graphique avec la nouvelle extension Chart sont disponibles ici . |
| Source: Eurostat Olive trees - Area by age and density classes (area in ha) [orch_olives3] |

### Espagne

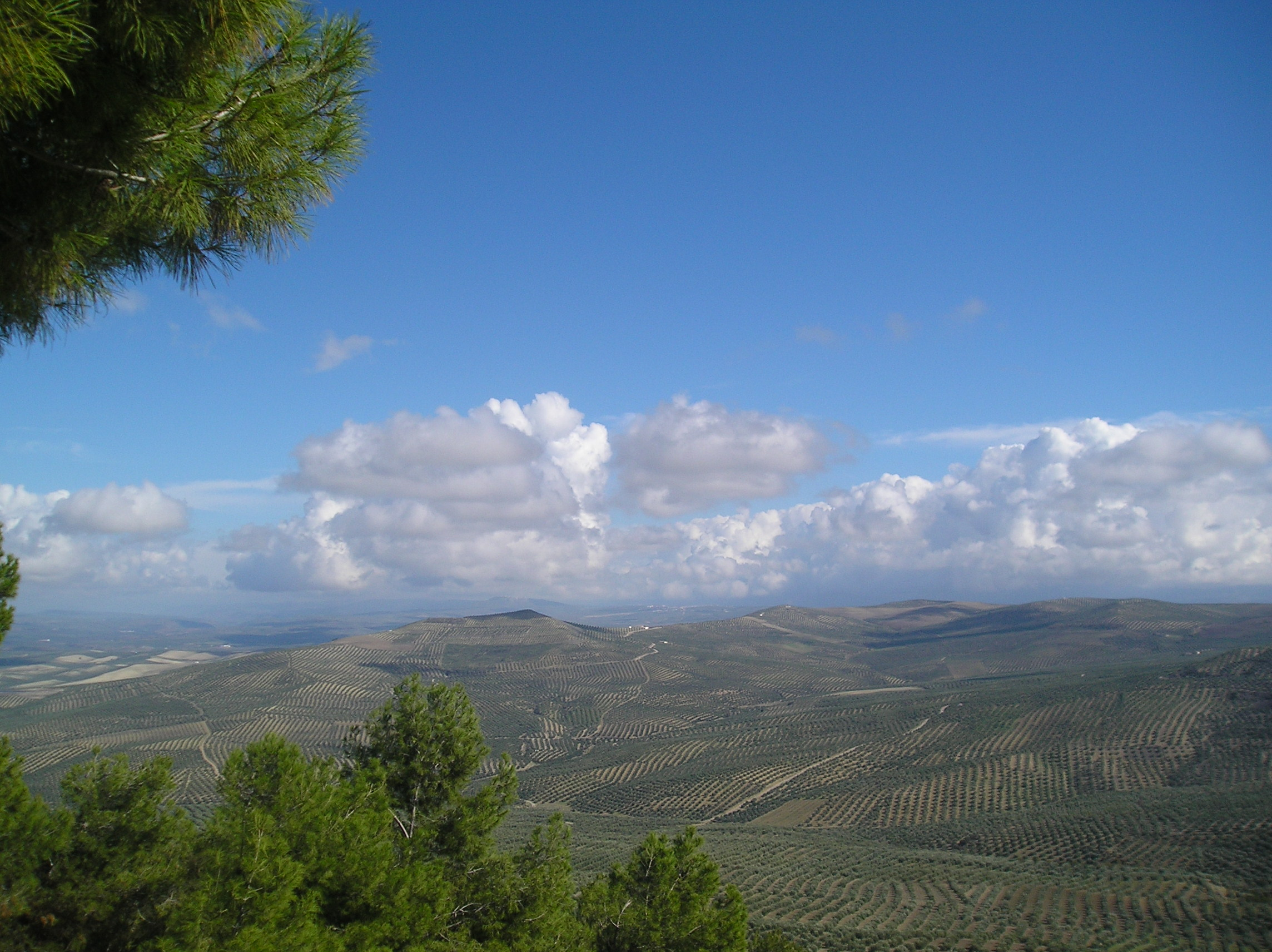
Oliveraie en Andalousie.

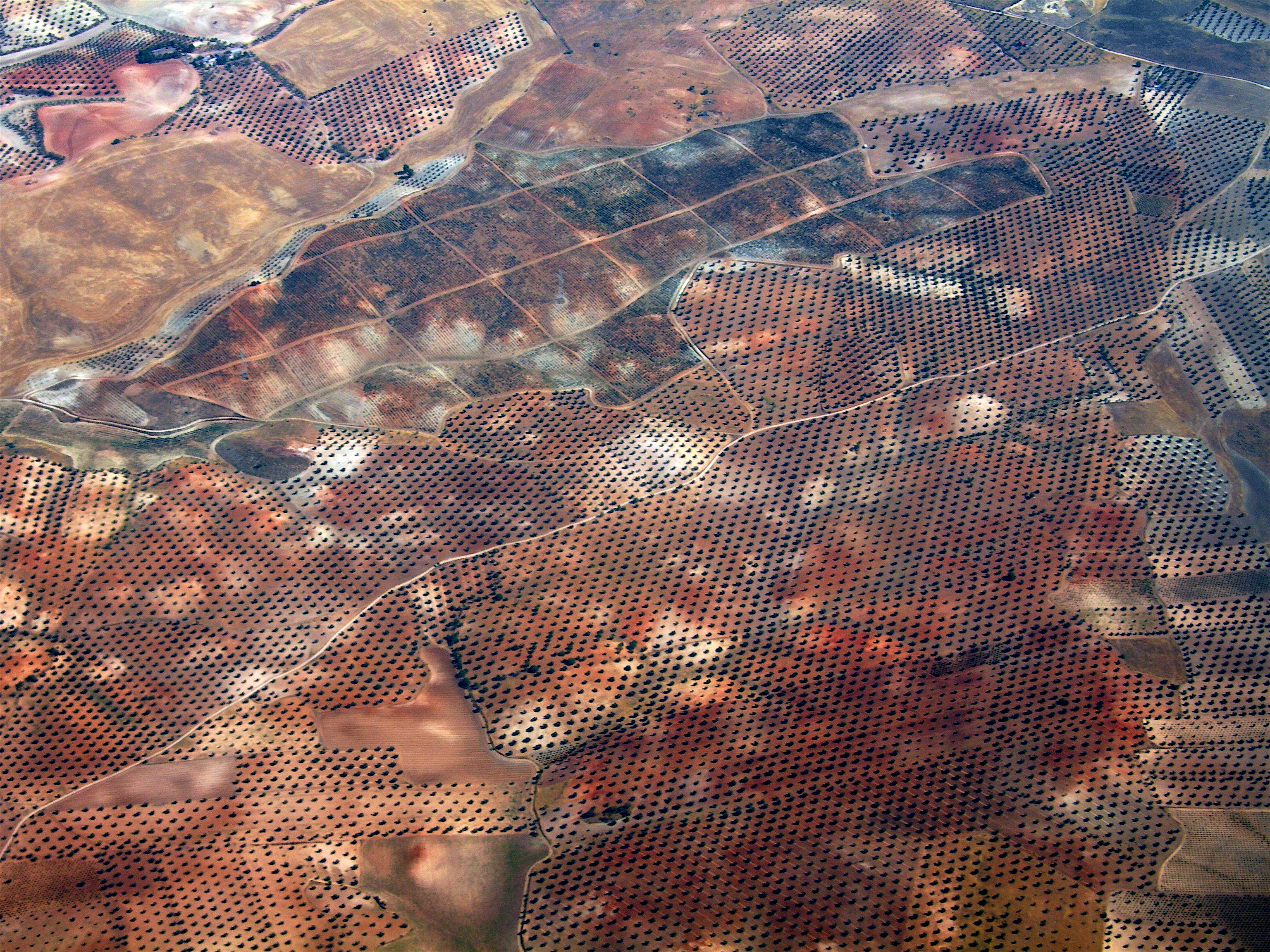
Oliveraie au sud-est de Madrid.

Le premier pays oléicole mondial est l'Espagne. On ne sait pas précisément à quand y remonte la culture de l’olivier, mais on admet généralement qu’elle y fut introduite par les Phéniciens lors de leur colonisation de la Méditerranée occidentale il y a environ 3 000 ans, et qu’elle fut ensuite développée par les Romains.
En 2005, on estimait le nombre des oliviers à 309 000 000, cultivés sur une superficie de 1 199 090 hectares avec un rendement de 32,69 q/ha. L’oliveraie espagnole est traditionnellement petite (en moyenne 3,5 ha), familiale, avec une culture en régime pluvial de plantations anciennes. Après une régression des surfaces cultivées dans les années 1970 et une stagnation dans les années 1980, les années 1990 ont vu une forte expansion des zones exploitées et le développement de techniques d’irrigation dans 25 % des exploitations.
L’olivier est cultivé dans 13 des 17 Communautés autonomes d'Espagne, mais cette culture est surtout concentrée dans la moitié méridionale de la péninsule. Quatre régions concentrent 96 % de toute la production espagnole : l’Andalousie (62,7 % de la surface cultivée pour 82,6 % de la production nationale), la Castille-La Manche (13,8 % de la superficie pour 6,3 % de la production), l’Estrémadure (9,8 % de la superficie mais 3,9 % de la production) et la Catalogne (4,5 % de la superficie et 3,2 % de la production). Les autres régions de production importante sont la Communauté valencienne (3,9 % de la superficie) et l’Aragon (2,3 % de la superficie).
Le patrimoine végétal est caractérisé par l’Antiquité et la grande diversité des cultivars. Sur les 262 variétés recensées, 23 représentent la base des plantations dans leurs régions respectives et 5 d’entre elles occupent presque 70 % de la surface cultivée : Picual, Cornicabra, Hojiblanca, Lechín et Manzanilla. Parmi les autres variétés, on peut citer : Arbequina, Blanqueta, Cañivano blanco, Cañivano negro, Carrasqueño, Carrasqueño de Alcaudete, Carrasqueño de la Sierra, Cornezuelo, Empeltre, Farga, Frantoio, Gordal sevillana, Morrut, Negral, Nevadillo negro, Nevadillo blanco, Nevado azul, Oblonga, Pico limón, Picudo, Rapasayo, Verdial de Alcaudete, Verdial de Badajoz, Verdial de Huevar, Verdial de Velez-Málaga, et Villalonga.

Carte des huiles bénéficiant de l'appellation d'origine protégée (AOP) en Espagne.

L’oléiculture joue un grand rôle économique comme monoculture dans les zones déshéritées et avec les industries dérivées nécessaires aux importants échanges commerciaux internationaux, plaçant l’Espagne au premier rang des exportateurs mondiaux d’huile d’olive et d’olives de table. Sur la période 2000-2006, l'Espagne a produit en moyenne annuellement 1 078 800 tonnes d'huile d'olive pour une consommation de 589 100 tonnes et 496 900 tonnes d'olives de table pour une consommation de 185 700 tonnes. On compte 1 860 huileries, dont au moins 56 % en coopératives, et leur modernisation au cours des dernières années a permis l’amélioration de la qualité de l'huile et la diminution de la pollution de l’environnement par les margines. On enregistre 574 unités de conditionnement, bien que 70 % du marché soit contrôlé par une dizaine d’entreprises. Il existe aussi 54 entreprises d’extraction d’huile de grignons et 40 raffineries, ainsi que 397 confiseries.
Les olives de table et les huiles d'olive espagnoles bénéficiant selon la réglementation européenne de la dénomination « appellation d'origine protégée » (AOP) et « indications géographiques protégées » (IGP) sont Aceite de La Rioja, Aceite de Mallorca-Aceite mallorquín-Oli de Mallorca-Oli mallorquí, Aceite de Terra-Oli de Terra Alta, Aceite del Bajo Aragón, Aceite Monterrubio, Antequera, Baena, Gata-Hurdes, Les Garrigues, Montes de Granada, Montes de Toledo, Poniente de Granada, Priego de Córdoba, Sierra de Cádiz, Sierra de Cazorla, Sierra de Segura, Sierra Mágina, Siurana.

### Italie

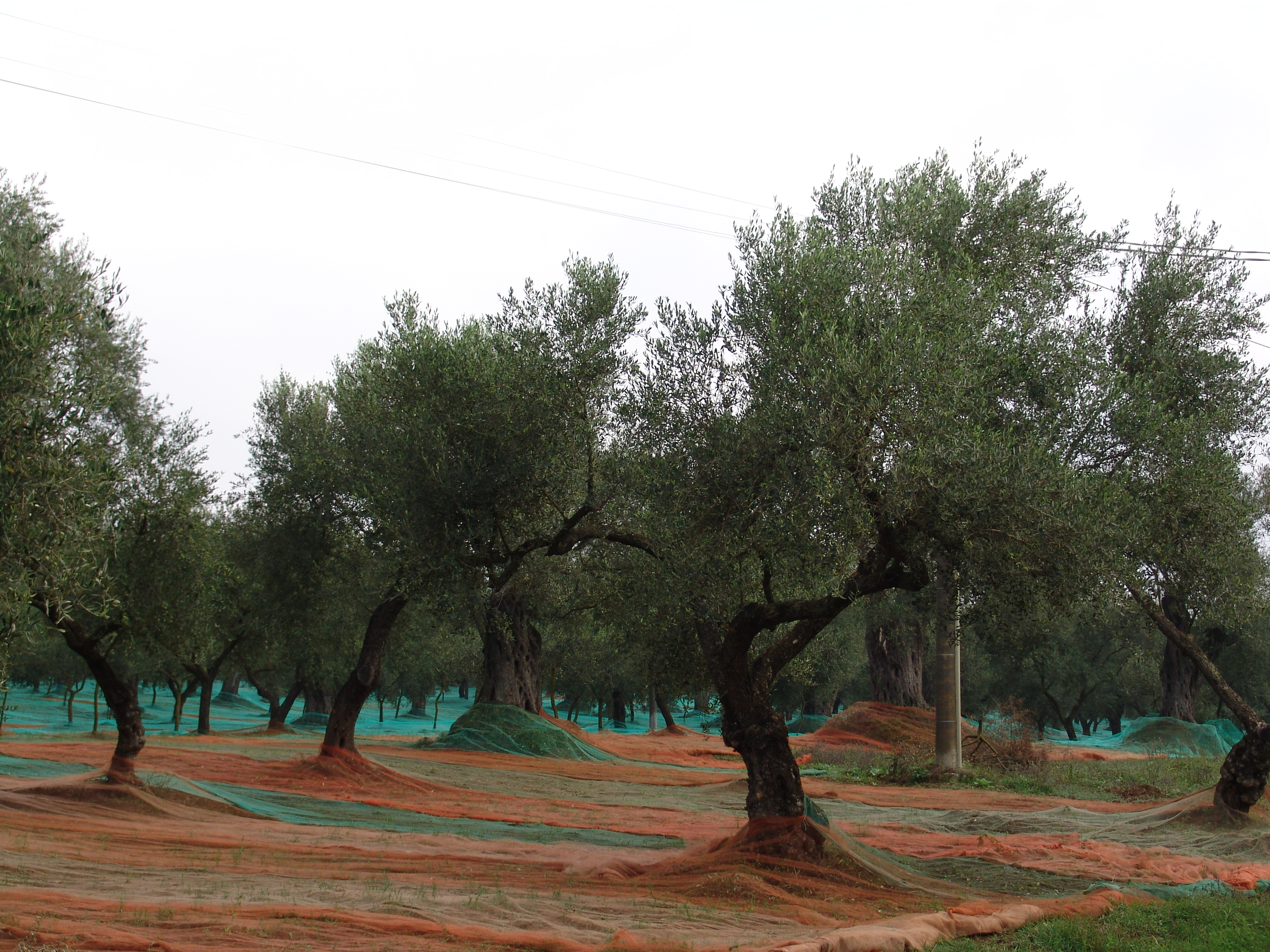
Oliveraie en Calabre (Italie).

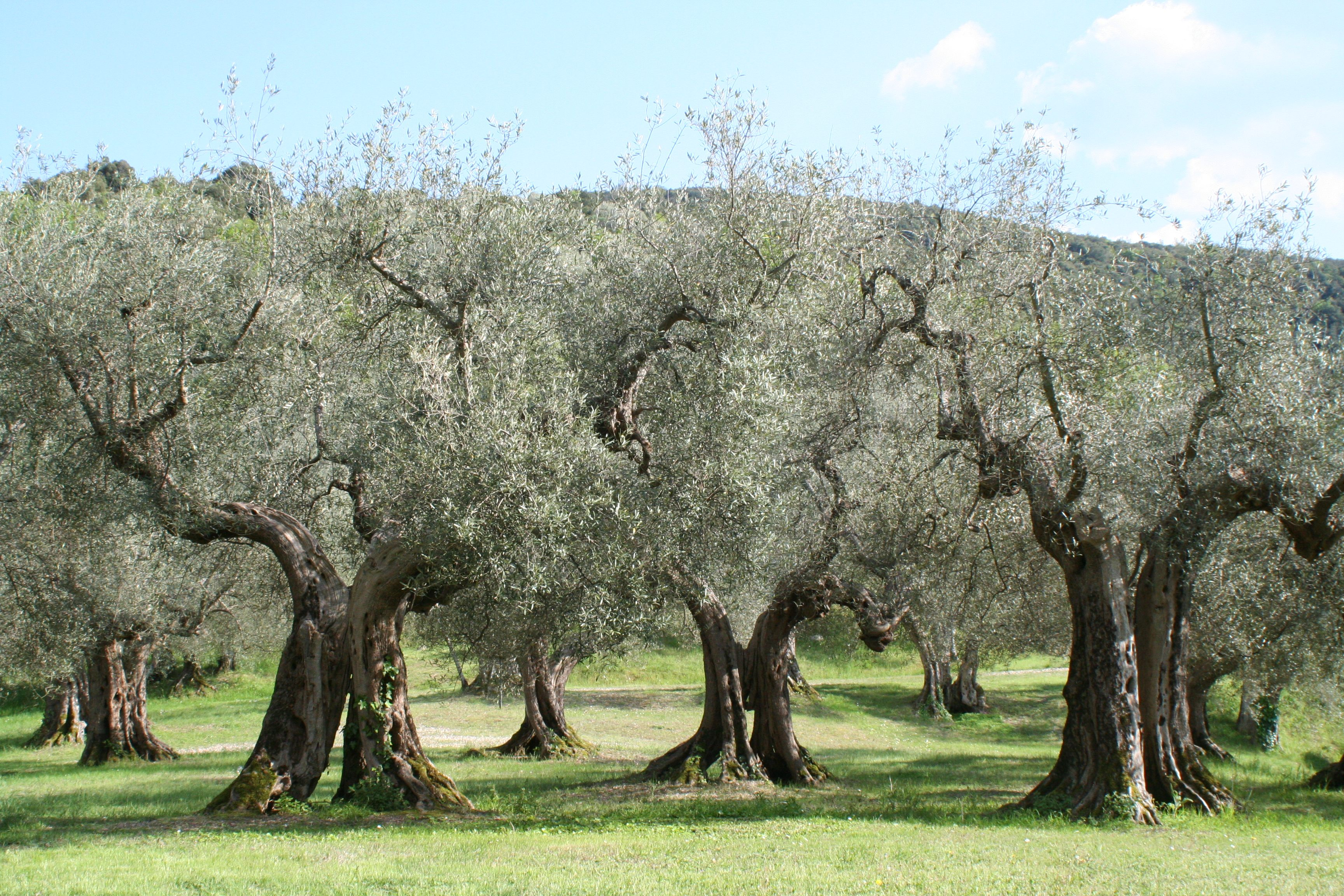
Oliveraie en Ombrie (Italie).

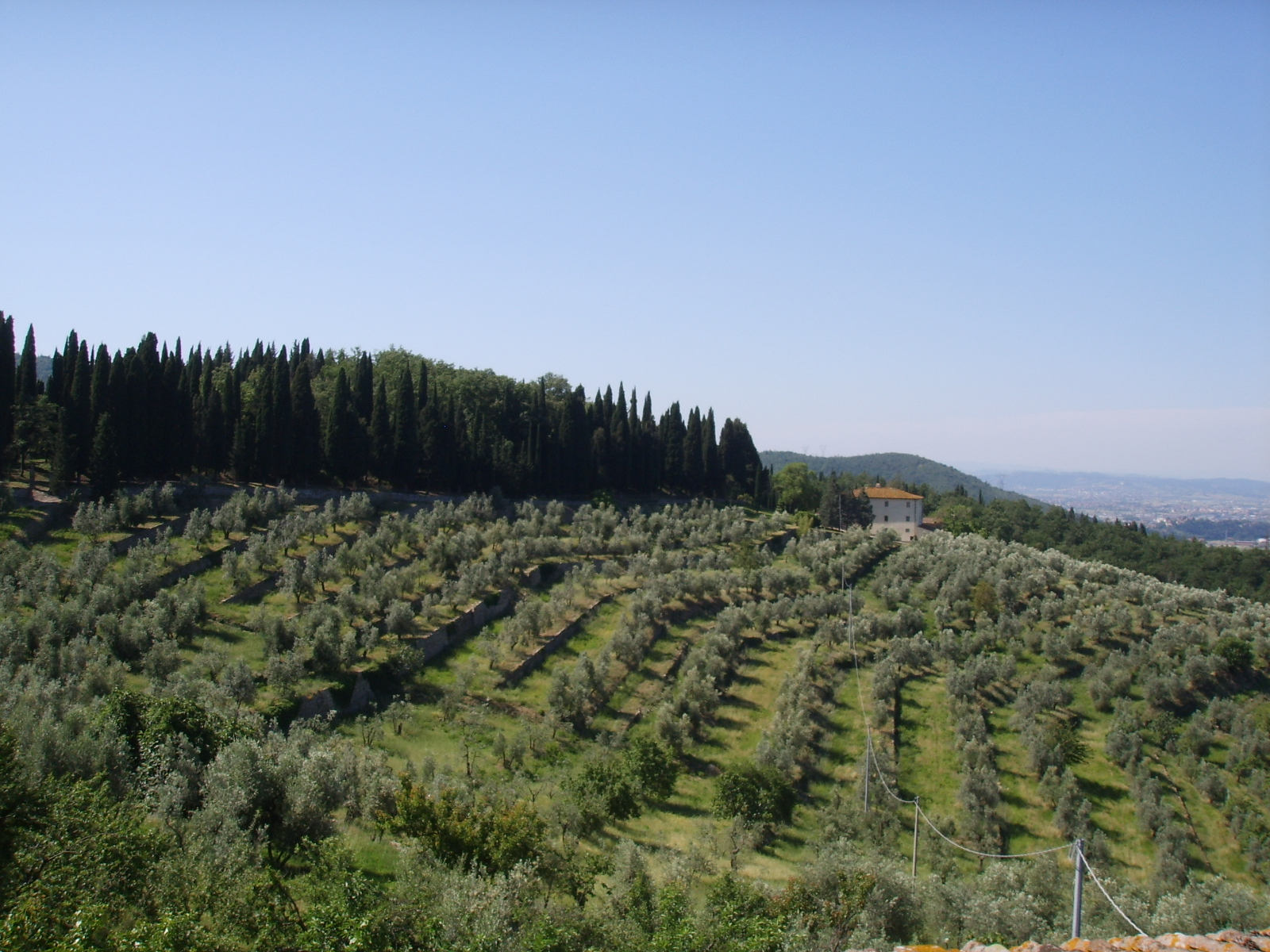
Oliveraie en Toscane (Italie).

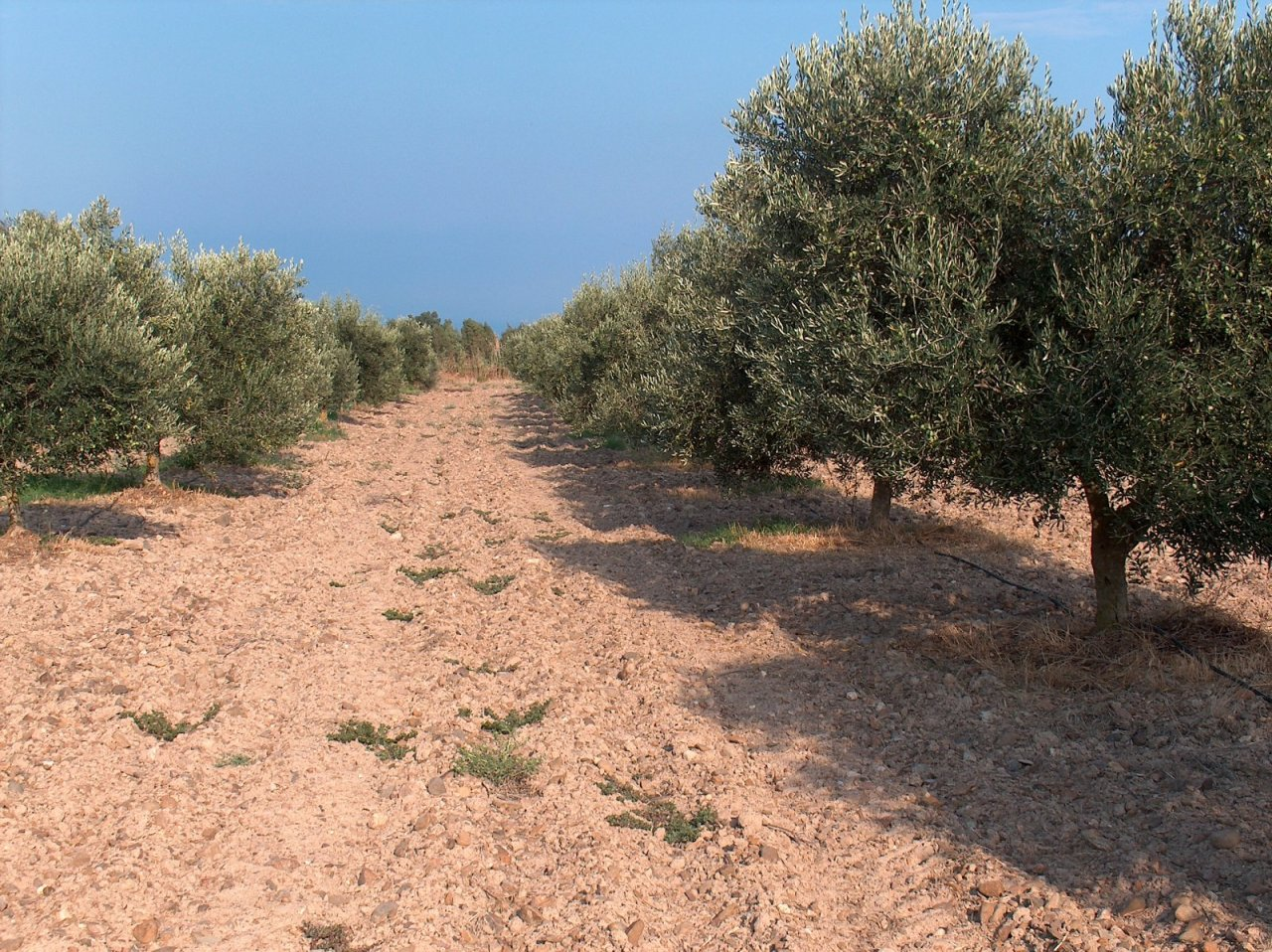
Oliveraie en Sardaigne (Italie).

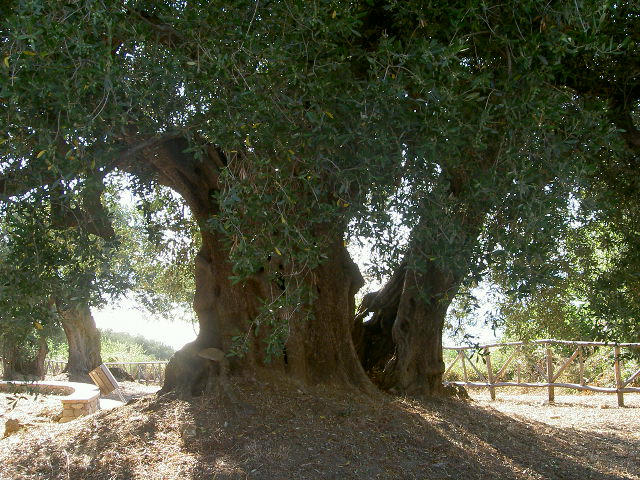
Olivier séculaire en Campanie.

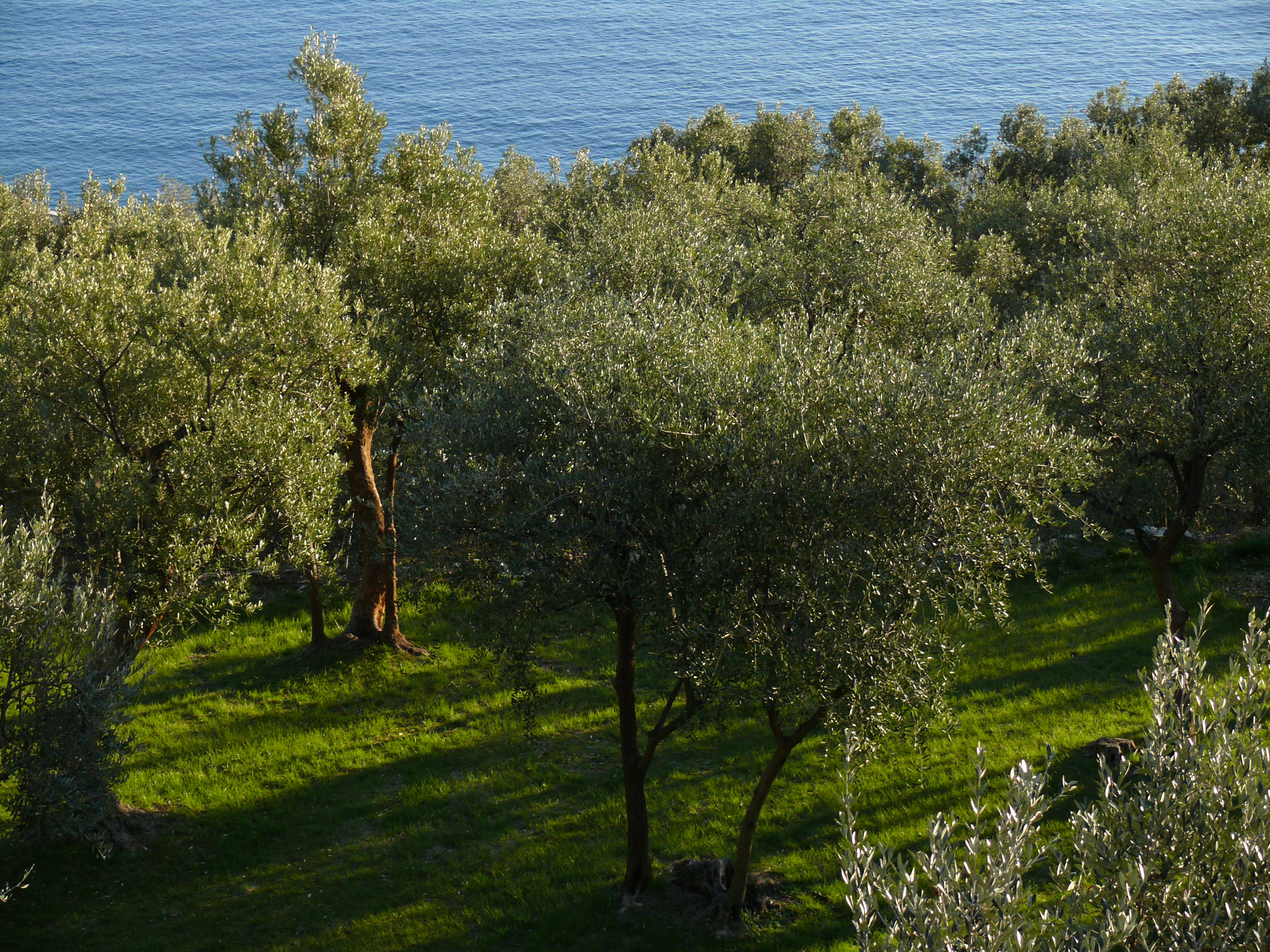
Oliveraie en Ligurie (Italie).

Le deuxième pays oléicole mondial est l'Italie. L'olivier était absent de l'Italie il y a 2 600 ans sous le règne de Tarquin l'Ancien selon Pline l'Ancien, et il aurait été introduit par les Grecs dans leurs colonies du sud de la péninsule. Son expansion vers le nord fut lente et liée à la conquête des différentes territoires par Rome. Dès le règne de l’empereur Auguste, au Ier siècle de notre ère, Rome devint le centre d’un système économique colonial et l’économie connut une forte croissance avec un intense commerce de l’huile. On sait peu de choses sur la période médiévale, mais la grande crise économique du XVIIe siècle porta un rude coup aux grandes propriétés du sud et entraîna le développement et la modernisation de l’oléiculture au centre et au nord de la péninsule. Le grand apogée de la culture de l’olivier en Italie eut lieu au cours de la première moitié du XIXe siècle.
La culture de l’olivier est présente dans 18 des 20 régions italiennes, mais 84,6 % de la production se concentre dans les régions méridionales comme les Pouilles (32,5 % sur 32 % de la surface cultivée), la Calabre (25,5 % sur 16 % de la superficie cultivée) et la Sicile (10,3 % sur 15 % de la surface oléicole). Les autres grandes régions productrices sont la Latium, la Campanie, l'Ombrie et la Toscane. On compte environ un million de producteurs sur des exploitations en moyenne inférieures à 2 ha et réunis en 190 associations et cinq unions nationales. Après un développement dans les années 1960 et une stagnation dans les années 1970, l’oléiculture a connu un désinvestissement et le gel catastrophique de 1985, entraînant la disparition d’environ 6 % du parc cultivé.
On estime qu'en 2005, 237 900 000 oliviers étaient cultivés sur une superficie de 1 141 270 ha avec un rendement de 33,7 q/ha. Pour la période 2000-2006, l'Italie a produit en moyenne annuellement 669 000 tonnes d'huile d'olive pour une consommation de 795 300 tonnes et 64 900 tonnes d'olives de table pour une consommation de 146 900 tonnes.
Les huiles d'olive italiennes bénéficient selon la réglementation européenne de la Denominazione di origine protetta (DOP) et de l’Indicazione geografica protetta (IGP).
Voici les différentes variétés d'olives cultivées en Italie[source insuffisante] :
- À l'échelle nationale : Frantoio, Leccino, Maurino, Moraiolo, Pendolino.
- Dans les Abruzzes : Dritta, Gentile del Chieti, Intosso, Morella, Nebbio, Raja, Toccolana.
- Dans le Basilicate : Carolea, Cima di Melfi, Coratina, Majatica di Ferrandina, Nostrale (ou Ogliarola), Ogliarola del Bradano, Palmarola o Fasolina, Rapollese di Lavello.
- En Calabre : Borgese, Carolea, Cassanese (ou Grossa di Cassano), Ciciarello, Dolce di Rossano, Grossa Di Gerace, Mafra, Napoletana, Ogliara, Ottobratica, Pennulara, Rossanese, Sinopolese, Tombarello, Tonda di Strongoli, Tondina o Roggianella, Zinzifarica.
- En Campanie : Carpellese, Cornia, Minucciola, Ogliarola, Olive, Pisciottana, Ravec, Rotondello, Salella.
- En Émilie-Romagne : Capolga, Carbuncion di Carpineta, Colombina, Coreggiolo, Ghiacciolo, Grappuda, Nostrana di Brisighella, Orfana, Rossina, Selvatico.
- Dans le Frioul-Vénétie Julienne : Bianchera (ou Belica), Buga, Carbona, Leccio del Corno.
- Dans le Latium : Canino, Caninese, Carboncella, Oliva Itrana, Olivago, Olivastrone, Raja, Rosciola, Salviana.
- En Ligurie : Colombaia, Lavagnina, Merlina, Mortina, Pignola (ou Pinola), Pignola di Arnasco (ou Arnasca), Razzola, Rossese, Taggiasca.
- En Lombardie : Lombardia, Casaliva, Gargnano, Grignano, Negre, Sbresa.
- Dans les Marches : Ascolana dura, Ascolana tenera, Canino, Carboncella, Coroncina, Dritta, Leccio del corno, Mignola, Nebbia, Orbetana, Piantone di Falerone, Piantone di Mogliano, Raggia, Raggiola, Rosciola, Sargano di Fermo.
- Dans le Molise : All'acqua di Montenero, Aurina, Cerasa di Montenero, Gentile di Larino, Oliva nera di Colletorto, Olivastro, Olivastra di Montenero, Paesana Bianca, Rosciola, Saligna di Larino, Sperone di gallo.
- En Ombrie : Ascolana tenera, Dolce Agoglia, Rajo, San Felice.
- Dans les Pouilles : Bella di Cerignola, Cellina Barese, Cellina di Nardò, Cima di Bitonto, Cima di Mola, Ciliero, Coratina (ou Racioppa), Leccese, Massafrese, Monopolese, Nasuta, Ogliarola Barese (ou Paesana), Ogliarola Garganica, Oliarola di Lecce, Pizzuta, Provenzale (ou Peranzana), Rotondella, Sant'Agostino, Termite di Bitetto.
- En Sardaigne : Bosana (ou Vari), Cariasina, Cipressino (ou Frangivento), Corsicana, Nera di Gonnos (ou Tonda di Cagliari), Nera di Oliena (ou Vari), Nocellara, Pibireddu, Pizz'e carroga (ou Bianca), Semidana.
- En Sicile : Biancolilla, Brandofino, Buscionetto, Cerasuola, Giarraffa, Mandanici, Moresca, Minuta, Nocellara del Belice, Nocellara dell'Etna, Nocellara Messinese, Ogliarola Messinese, Ottobratica, Santagatese, San Benedetto, Tonda Iblea, Verdello.
- En Toscane : Americano, Arancino, Belmonte, Ciliegino, Coreggiolo, Filare, Frantoio oder Razzo, Grappolo, Gremignolo, Grossolana, Larcianese, Lazzero, Leccio del Corno, Leccione, Madonna dell’Impruneta, Maremmano, Marzio, Melaiolo, Morchiaio, Morcone, Mignolo, Ogliarola Seggianese, Olivastra, Olivastra Seggianese, Olivo Bufalo, Pesciatino, Piangente, Pitursello, Punteriolo, Razzio, Razzo, Rossello, Rosellino, San Francesco, Santa Caterina, Scarlinese, Tondello.
- Dans le Trentin et le Haut-Adige : Casaliva, Favarol, Fort, Lezzo, Morcai, Razza, Rossanel, Trep.
- En Vénétie : Casaliva (ou Drizar), Favarol, Fort, Grignano, Leccio del Corno, Lezzo, Padanina, Matosso, Morcai, Rasara, Razza, Rondella, Rossanel, Trep.

L'Italie combine le paradoxe d'être le deuxième producteur mondial ainsi que le premier importateur et consommateur mondial ! Alors que la consommation s'est fortement accrue, la surface cultivée a diminué et l'on constate depuis le début des années 1990 la diminution du nombre d'huileries (passant de 7 500  à   5 744 établissements équipés à 52,8 % de système d'extraction en continu), de raffineries (passant de 20 à 15), d'usines d'extraction de l'huile de grignons (passant de 50 à 30) et d'entreprises de conditionnement (passant d'environ 650 à 329). Ce phénomène est lié d'un côté à la disparition de l'aide à la consommation à partir de la campagne 1998-1999 et d'un autre, aux difficultés observées sur un marché où la croissance des coûts n'est pas compensée par une marge significative de rentabilité, surtout pour les petites entreprises.

### Grèce

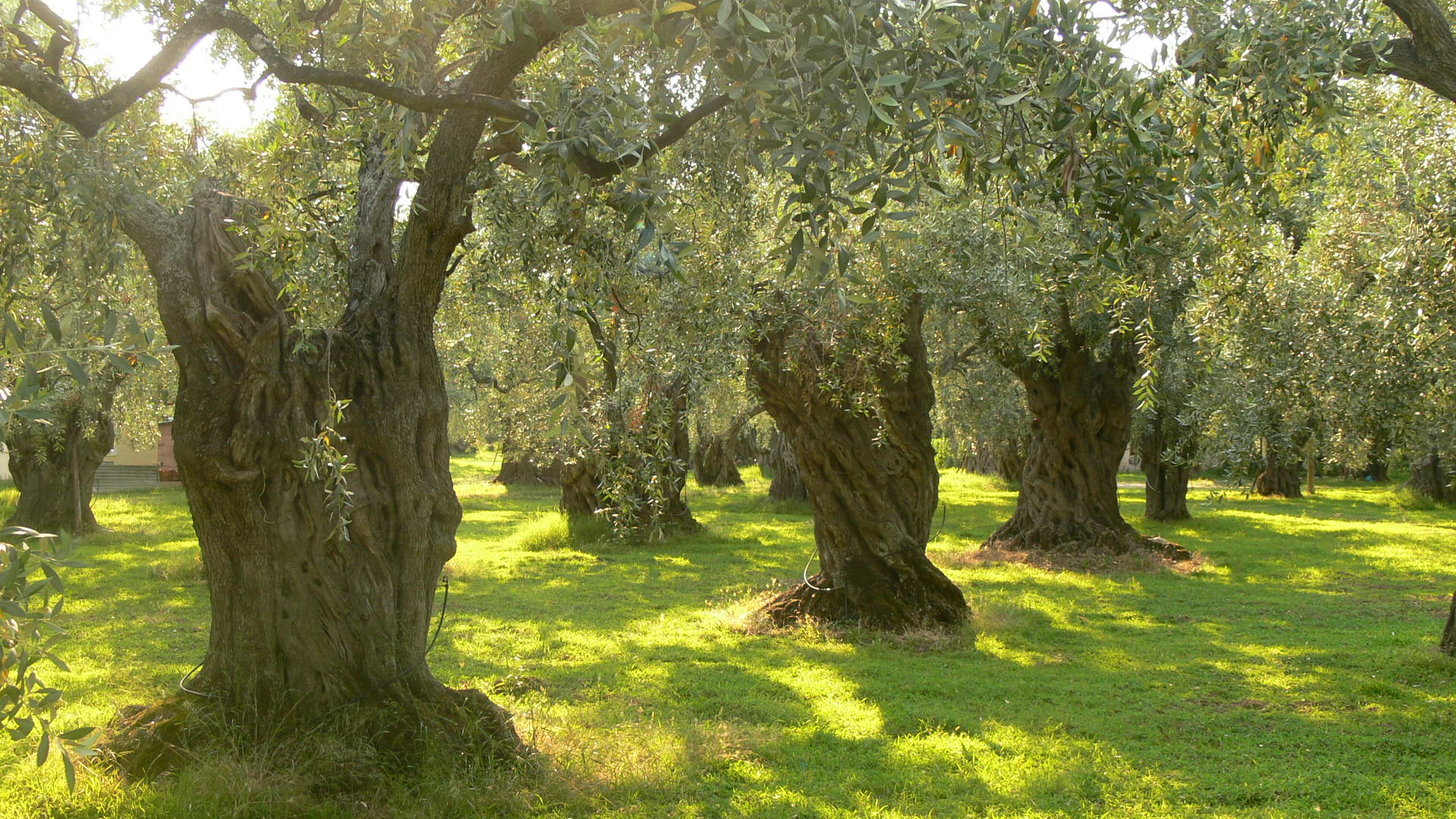
Oliveraie à Thassos (Grèce).

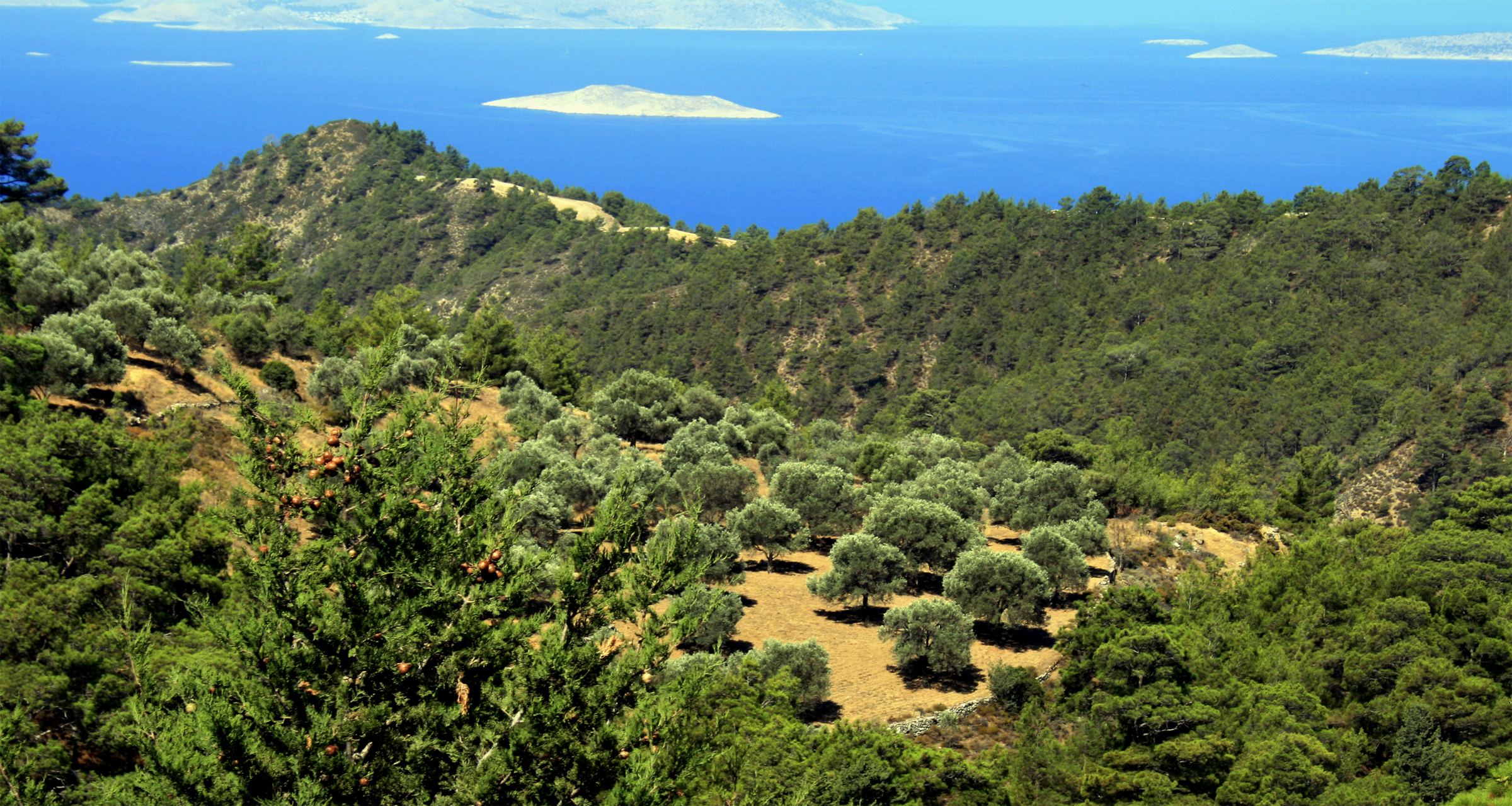
Oliveraie à Rhodes (Grèce).

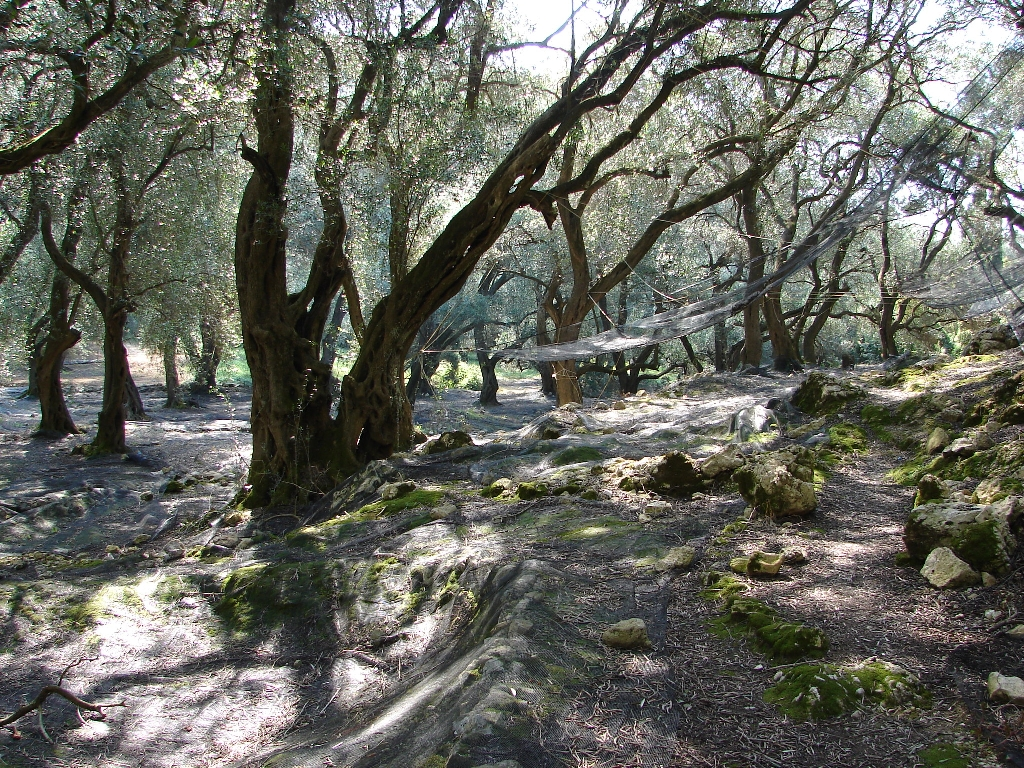
Oliveraie à Corfou (Grèce).

Au troisième rang des pays oléicoles vient la Grèce, dont les habitants sont actuellement les plus grands consommateurs d’huile d’olive du monde, avec une consommation moyenne par habitant et par an d’environ vingt-cinq kilos représentant plus de 50 % des huiles végétales consommées. Le pays cultive en 2005 une superficie de 797 030 hectares avec un rendement de 33,38 q/ha. Pendant la période de 2000 à 2006, la Grèce a produit en moyenne annuellement 394 900 tonnes d'huile d'olive pour une consommation de 272 700 tonnes et 107 800 tonnes d'olives de table pour une consommation de 32 600 tonnes.
L'oléiculture en Grèce remonte à quatre mille ans. L’olivier et son huile ont eu un rôle essentiel dans la vie et les coutumes des anciens grecs, en leur fournissant lumière, nourriture, et produits thérapeutiques et cosmétiques. Ceux-ci considéraient l’olivier comme la principale culture de la Méditerranée et l’huile d’olive comme le seul produit alimentaire pouvant être exporté à Athènes selon les Lois de Solon, qui promulgua les premiers décrets réglementant la plantation des oliviers au VIe siècle av. J.-C. Grecs et phéniciens ont propagé la culture de l'olivier à travers la Méditerranée occidentale.
Le patrimoine oléicole est localisé dans la Chalcidique et dans la partie ouest de la Grèce continentale, dans le Péloponnèse, en Crète, ainsi que dans les îles des mers Ionienne et Égée. Près de 80 % de la production oléicole nationale provient du Péloponnèse (37 %, surtout en Messénie et en Elide), de Crète (30 %, surtout à Héraklion et La Canée) et des îles Ioniennes (12 %, surtout à Corfou).
Les variétés les plus cultivées pour l'huile sont Koroneiki, Mastoidis et Adramitini, tandis que celles destinées à l’élaboration des olives de table sont Konservolia (variété à double aptitude), Kalamata (variété à double aptitude) et enfin Chalkidiki.
Les huiles d'olive grecques bénéficiant selon la réglementation européenne d'une dénomination « Appellation d'origine protégée » (AOP) et « Indications Géographiques Protégées » (IGP) sont Agios Mathaios Kerkyras, Apokoronas Hanion Kritis, Archanes Iraklio Kritis, Exeretiko partheno eleolado: Thrapsano, Finiki Lakonias, Kalamata, Kefalonia, Kolymvari Hanion Kritis, Kranidi Argolidas, Krokees Lakonias, Hania Kritis, Lakonia, Lesbos, Lygourgio Asklipiou, Olympia, Petrina Lakonias, Peza Iraklio Kritis, Preveza, Rhodos, Samos, Sitia Lasithi Kritis, Thassos, Viannos Iraklio Kritis, Vorios Mylopotamos Rethymnis Kritis, Zakynthos.
Le secteur de la transformation industrielle a fait l’objet d’une modernisation sensible depuis 1975, et la plupart des huileries traditionnelles ont été remplacées par des installations améliorées, équipées de systèmes d'extraction en continu. En 1998–1999 la Grèce disposait de vingt-sept sites industriels de raffinage, de quarante-deux unités d’extraction d’huile de grignon, de 90 installations de conditionnement et de plus de deux-cents unités d’élaboration d’olives de table.

### Tunisie

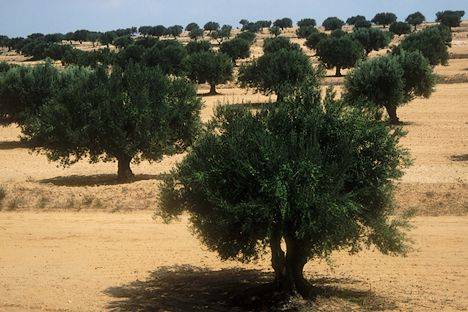
Oliveraie près de Sfax (Tunisie).

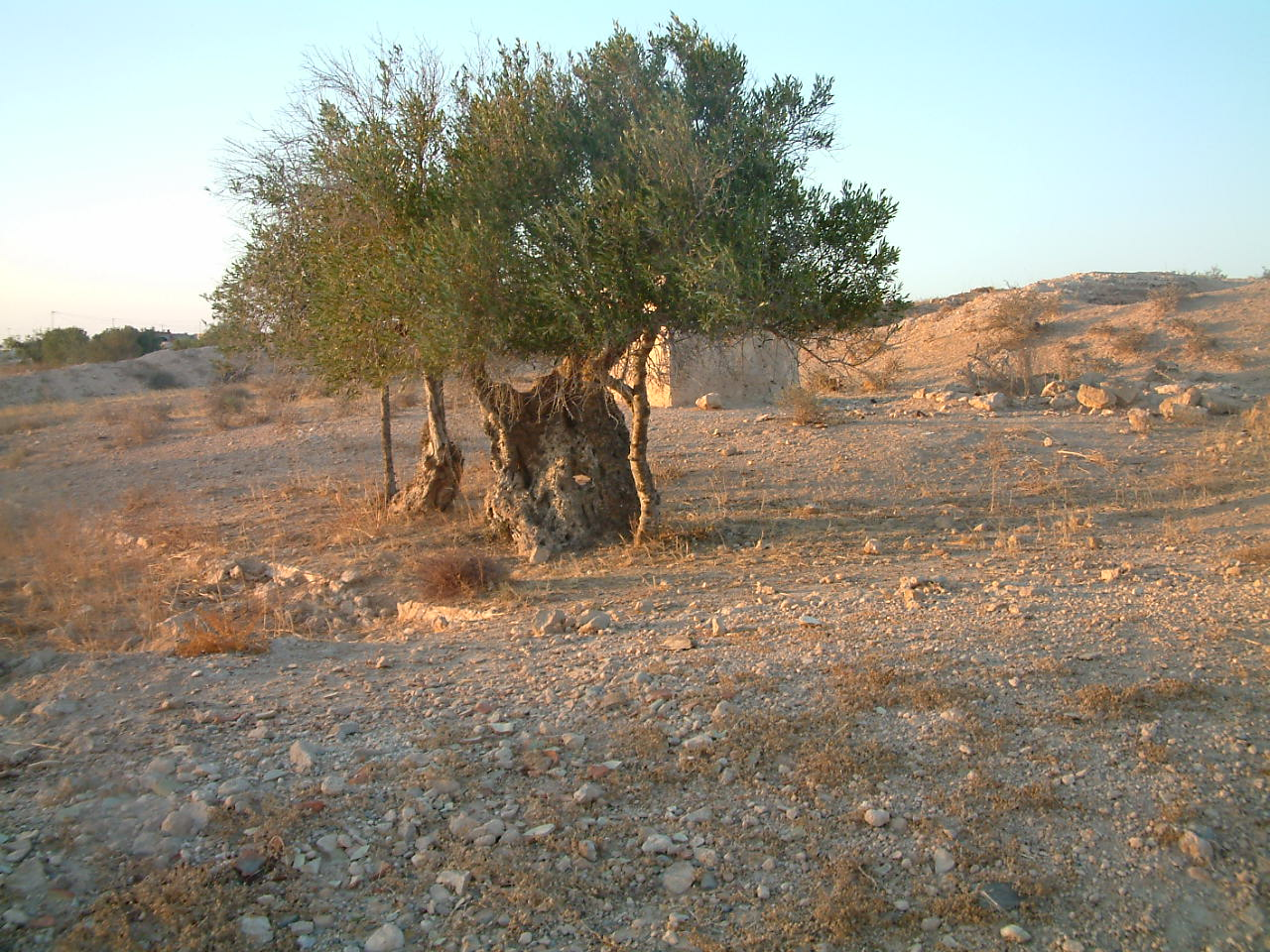
Olivier séculaire à Djerba (Tunisie).

La Tunisie est le pays du sud de la Méditerranée le plus important dans le domaine de la production oléicole et la plus grande puissance mondiale dans ce secteur en dehors de l’Union européenne, au quatrième rang mondial. La culture de l’olivier est dans ce pays une tradition millénaire introduite par les phéniciens et développée par les autres civilisations qui se succédèrent sur son sol.
L’oléiculture tunisienne joue un rôle essentiel dans la vie socio-économique du pays en faisant vivre directement ou indirectement plus d’un million de personnes et en limitant l’exode rural, car c’est la seule culture viable dans les zones moins favorisées. Le commerce international de l’huile d’olive représente 50 % des exportations agricoles (5,5 % des exportations totales) et constitue la cinquième source de devises du pays.
En 2005, la Tunisie est au deuxième rang mondial pour la superficie cultivée (1 500 000 ha). et au quatrième rang mondial en nombre d’arbres (65 000 000). 85 % des exploitations sont inférieures à 5 ha. Le rendement (400 kg/ha en moyenne) et la densité des plantations dépendent des ressources en eau : en général 100 oliviers par hectare au nord (200 avec irrigation), 60 oliviers par hectare au centre et 20 oliviers par hectare au sud. Sur la période 2000–2006, la Tunisie a produit en moyenne 144 500 tonnes par an d’huile d’olive pour une consommation nationale de 42 300 t/an, et 15 000 tonnes par an d’olives de table pour une consommation locale de 14 100 t/an.
Le patrimoine variétal tunisien est constitué d’une grande variété de cultivars. Parmi les variétés à huile, on peut citer Chemlali, Chetoui, Oueslati, Gerboua, Zalmati, Zarazi, Barouni et Chemlali de Gafsa. En ce qui concerne les variétés à olives de table, on peut citer Meski, Besberi, Bidh el Haman, Limli et Limouni. Néanmoins, les oliveraies sont constituées essentiellement de deux variétés principales : la Chemlali de Sfax occupant 60 % de la surface oléicole et la Chetoui, qui est une variété à double aptitude occupant 35 % de la surface oléicole du pays surtout dans la bande côtière septentrionale.
Le secteur de la transformation est en pleine mutation des pratiques artisanales vers des pratiques industrielles. On compte 1 571 huileries dont la moitié fonctionnent encore de manière traditionnelle, mais la capacité de production a été multipliée par 3,5 en deux décennies et la qualité s'est améliorée. Il existe aussi dans le pays 14 raffineries et 14 unités d’extraction d’huile de grignons sous-employées et 41 unités de conditionnement avec un fort potentiel d’exportation. C’est la région de Sfax qui est la plaque tournant de l’économie oléicole avec 56 exportateurs et 1 300 huileries. Par un accord d’avril 1976 avec la Communauté européenne, la Tunisie bénéficie de conditions privilégiées d’accès au marché communautaire pour divers produits, dont l’huile d’olive. L’exportation est la destination de 70 % de l’huile produite, et la Tunisie représente 32 % des exportations mondiales pour une production de seulement 8,3 % de la production mondiale, ce qui a amené l'état à prendre des mesures en faveur de ce secteur stratégique, comme l'octroi de crédits pour le développement ou la promotion et l'exonération de la taxe sur la valeur ajoutée.

### Turquie
Au cinquième rang des pays oléicoles se place la Turquie, cultivant en 2005 une superficie de 649 350 ha avec un rendement de 13,09 quintaux par hectare. Pendant la période 2000-2006, la Turquie a produit en moyenne annuellement 119 800 tonnes d'huile d'olive pour une consommation de 55 600 tonnes et 186 500 tonnes d'olives de table pour une consommation de 136 700 tonnes.

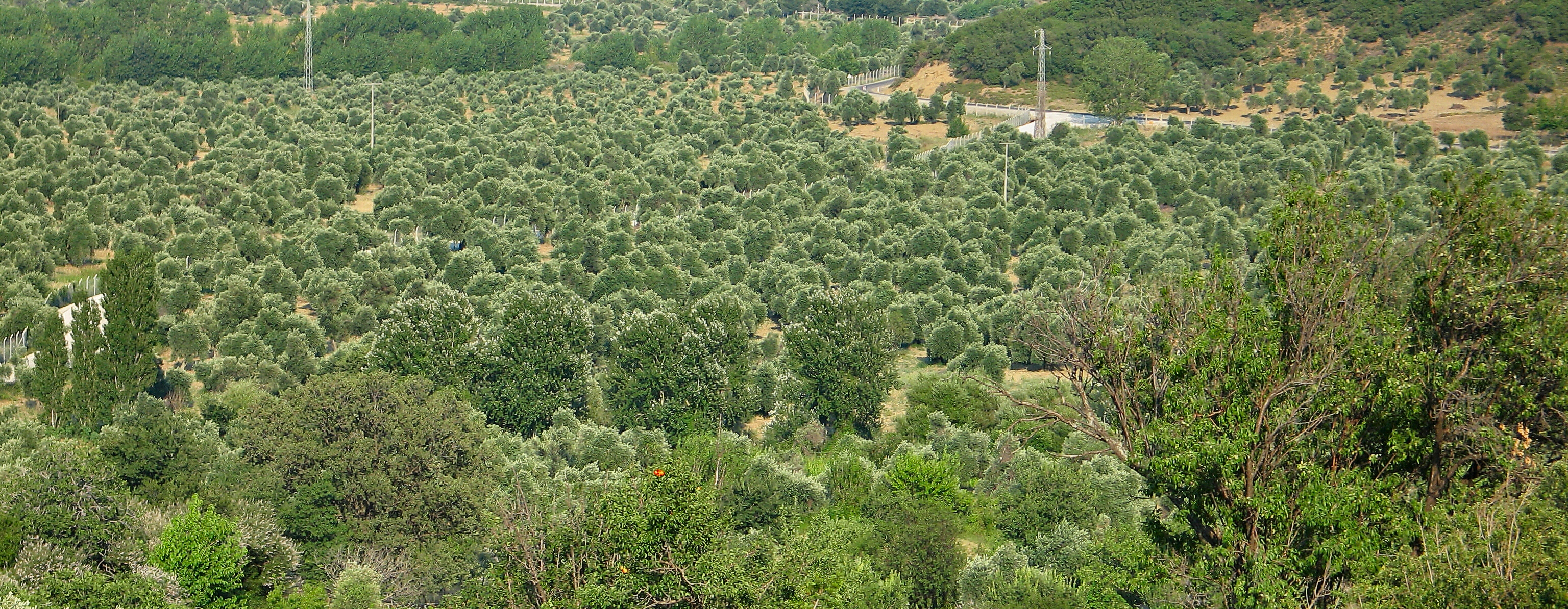
Oliveraie à Zeytinli, Gökçeada (Turquie).

L'oléiculture est pratiquée traditionnellement en Turquie depuis des temps immémoriaux, comme l'attestent les textes hittites, et l'olivier est généralement cultivé dans les zones littorales. La région de la mer Égée à l'ouest, est la principale zone oléicole avec 67,7 % des arbres et 75 % de la production. Vient ensuite la région de Marmara au nord, avec 15,6 % des arbres et 11 % de la production. Puis l'on trouve la région méditerranéenne (11,3 % du total), l’Anatolie du sud-est (5 % du total) et la mer Noire (0,4 %). Environ 70 % de la surface cultivée est consacrée à la production d’huile, contre 30 % à l’élaboration d’olives de table (65 % dans la région de la mer Égée et 20 % autour de la mer de Marmara), bien que la plupart des variétés cultivées soient de double aptitude.
Parmi les variétés utilisées principalement pour l'huile, mais aussi pour les olives de table, on citera Ayvalik (19 %) et Memecik (45,5 %, Égée), Erkence et Memeli (diffusée surtout à Izmir). Parmi les variétés strictement réservées à la table, on citera Domat (Égée), Izmir Sofralik (Izmir) et Uslu (1 %), bien que la variété Gemlik très répandue (11 % des oliviers turcs, et 80 % autour de la mer de Marmara) et à double usage soit la plus utilisée pour la préparation des olives de table.
L'oléiculture en Turquie est caractérisée par la prépondérance des exploitations familiales (320 000, dont 14 % regroupées au sein de trois coopératives), leur petite taille (inférieure à 5 ha dans 75 % des cas) et le large emploi de la main-d’œuvre directe, ce qui donne au secteur oléicole un rôle social très important.
La Turquie est un pays caractérisé par un énorme potentiel de production, mais celle-ci subit de fortes variations d’une région à l’autre. En outre, l’absence de soin au moment de la récolte et du transport des olives, associée à des carences dans le processus d’élaboration, obligent à raffiner une grande partie de l’huile d’olive pour améliorer sa qualité. Les dernières statistiques du ministère de l’Agriculture recensaient 1 030 huileries, dont quatre-cent-trente équipées de systèmes modernes d’élaboration en continu, alors que les six-cents autres conservaient les techniques traditionnelles. On compte aussi dix sites industriels de raffinage situés dans les provinces d’Izmir et de Balıkesir.

### Autres pays méditerranéens
Ces pays se trouvent :
- en Europe : Portugal[119], France[120], Chypre[121], Malte[122], Albanie[123], Croatie[124], Slovénie[125], Serbie[126] ;
- en Afrique du Nord : Maroc[127], Algérie[128], Tunisie[129], Libye[130], Égypte[131] ;
- au Moyen-Orient : Israël[132], Palestine[133], Liban, Syrie[134], Jordanie[135], Iran[136].

| moyenne 2000–2006 (en tonnes par an) | Huiles d’olive production | Huiles d’olive consommation | Olives de table production | Olives de table consommation | Surface cultivée Ha en 2005 | Rendement q/ha en 2005 |
| ------------------------------------ | ------------------------- | --------------------------- | -------------------------- | ---------------------------- | --------------------------- | ---------------------- |
| Tunisie                              | 144 500                   | 42 300                      | 15 000                     | 14 100                       | 1 500 000                   | 4,00                   |
| Maroc                                | 160 800                   | 54 700                      | 191 700                    | 29 400                       | 1 204 700                   | 10,25                  |
| Algérie                              | 34 300                    | 35 300                      | 59 300                     | 60 800                       | 239 350                     | 13,22                  |
| Égypte                               | 2 300                     | 2 200                       | 172 400                    | 138 300                      | 49 000                      | 63,26                  |
| Libye                                | 8 600                     | 9 800                       | 3 200                      | 6 700                        | 130 860                     | 16,5                   |
| Syrie                                | 134 500                   | 117 300                     | 138 700                    | 122 800                      | 500 000                     | 12,4                   |
| Jordanie                             | 24 200                    | 21 700                      | 23 900                     | 22 000                       | 64 520                      | 17,53                  |
| Palestine                            | 15 800                    | 10 300                      | 6 900                      | 8 000                        | ?                           | ?                      |
| Israël                               | 5 800                     | 14 900                      | 15 300                     | 20 800                       | 22 000                      | 13,18                  |
| Liban                                | 6 000                     | 5 800                       | 6 300                      | 7 300                        | 58 000                      | 15,52                  |
| Iran                                 | 3 000                     | 3 600                       | 10 000                     | 10 000                       | 13 000                      | 31,54                  |
| Portugal                             | 31 400                    | 66 900                      | 10 400                     | 13 400                       | 380 000                     | 7,50                   |
| France                               | 4 200                     | 96 400                      | 2 000                      | 48 200                       | 18 340                      | 9,80                   |
| Chypre                               | 6 300                     | 5 500                       | 8 000                      | 8 000                        | 13 740                      | 11,95                  |
| Croatie                              | 5 100                     | 5 300                       | 800                        | 900                          | 18 000                      | 20,33                  |
| Serbie                               | 500                       | 500                         | 500                        | 700                          | ?                           | ?                      |
| Slovénie                             | 400                       | 1 500                       | 0                          | 400                          | 780                         | 34,40                  |

#### Syrie

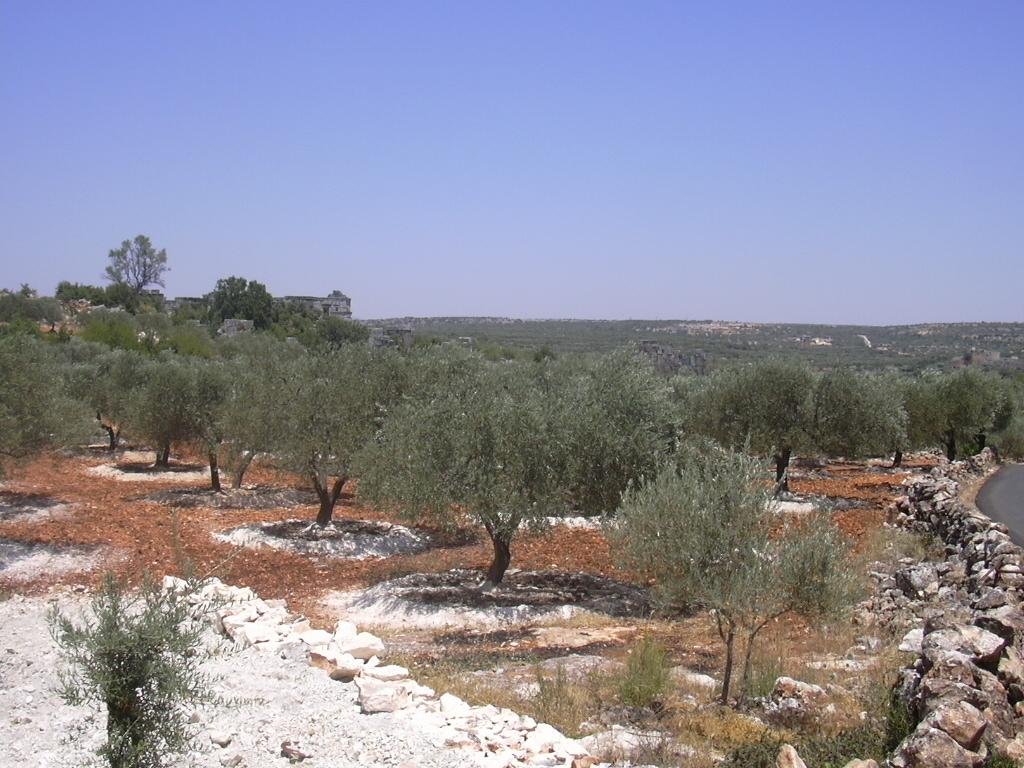
Oliveraie près de Idlib (Syrie).

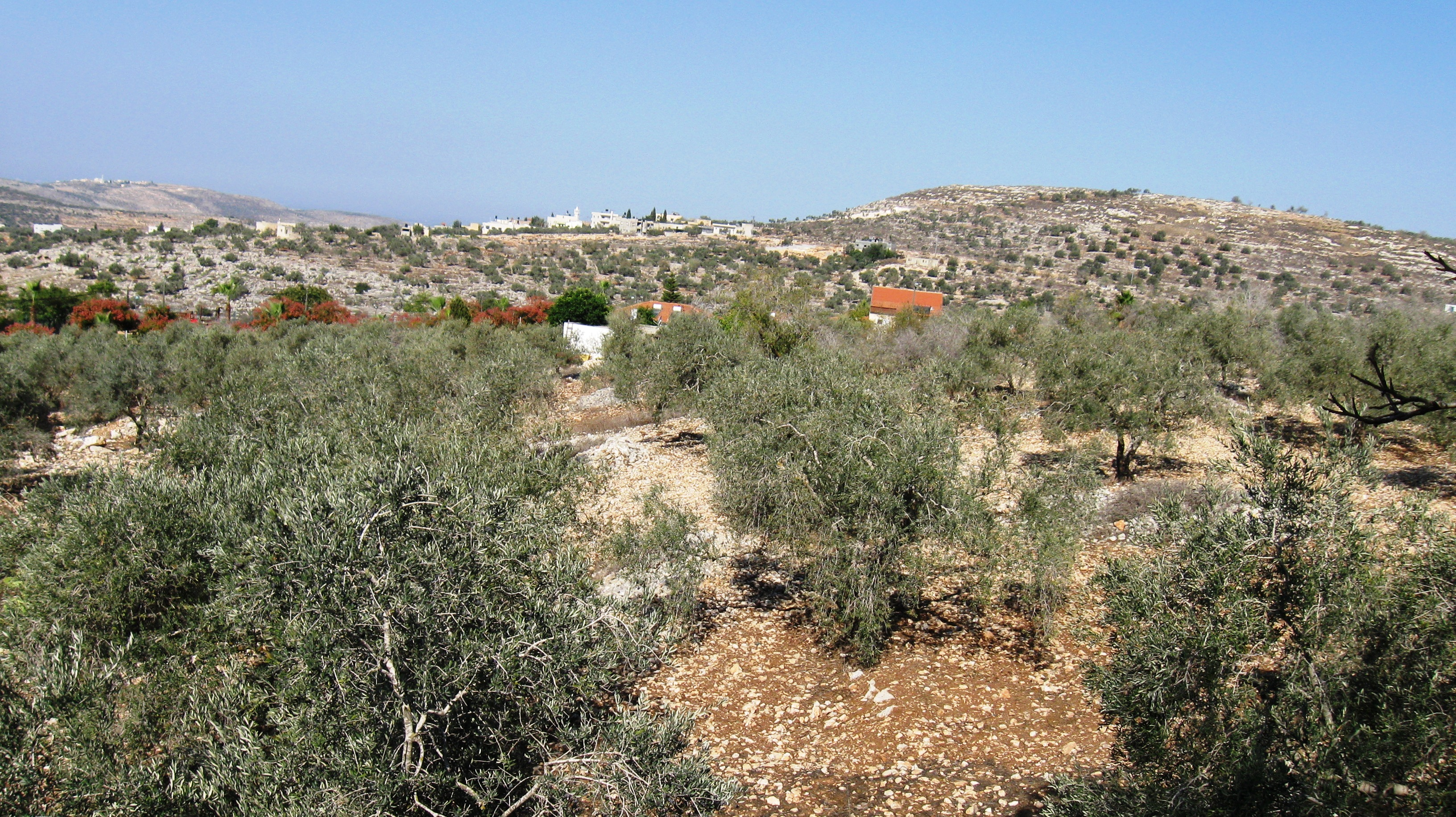
Oliveraie à Kedumim (colonie israélienne en Cisjordanie).

La Syrie est la grande puissance oléicole du Proche-Orient et est considérée comme la source de la diffusion historique de l’olivier à travers la Méditerranée. L’oléiculture y joue un rôle socio-économique essentiel en fournissant du travail directement et indirectement par les industries oléicoles, ainsi qu'une base de l’alimentation des Syriens, qui consomment la production nationale en presque totalité.
En 2005 la superficie cultivée était de 500 000 ha, à 94 % en régime pluvial avec une densité moyenne de 100 oliviers par hectare (120 à 150 avec irrigation) et des rendements moyens de 1 025 kg/ha. Au début des années 2000, 80 % de la centaine de milliers d'exploitations étaient inférieures à 5 ha et l'oléiculture n'occupait que 30 % des surfaces cultivées. Sur la période 2000–2006, la Syrie a produit 134 500 tonnes par an d’huile d’olive et en a consommé 117 300 t/an, alors qu’elle a produit 138 700 tonnes par an d’olives de table pour en consommer 122 800 t/an. Les échanges internationaux sont très limités et réglementés par divers ministères.
Jusqu’à une date récente, les plantations se limitaient pratiquement aux régions occidentales et côtières (Lattaquié, Idlib, Alep, Tartous), mais s’étendent actuellement aux zones méridionale et centrale (Homs, Hama, Damas, As-Suwayda, Quneitra), et plus lentement vers l’est du pays. En tant que berceau de l’oléiculture, la Syrie a vu se développer de nombreuses variétés de cultivars. Parmi les variétés à huile, on peut citer la Sorani (double aptitude, au nord du pays), la Zaity (autour d’Alep, 30 % de la superficie) et la Doebli (double aptitude, autour de Lattaquié et de Tartous). Parmi les variétés à olives de table, on peut citer l’Abou-Satl (principalement dans l'oasis de Palmira), et la Kaissy (dans le nord et les nouvelles zones oléicoles du sud). Il existe des « indications géographiques protégées » concédées au niveau national pour les huiles d'olive vierges, comme les huiles de Bara, d'Alchuzer, Orientale, Méditerranéenne et Al-Ravvabi.
L’oléiculture est un secteur qui fait l’objet de l’attention et du soutien du gouvernement pour accroître la production en quantité et en qualité. De nouvelles zones ont été mises en valeur dans les années 1980 avec un taux annuel d'expansion de 5 %, et des centres de recherche et de formation en oléiculture ont été créés. Les huileries traditionnelles ne représentent plus que 7,5 % du total et les systèmes d’extraction de l'huile en continu deviennent la norme. On compte en outre 25 unités d’extraction d’huile de grignons et 30 unités d’élaboration des olives de table.

#### France

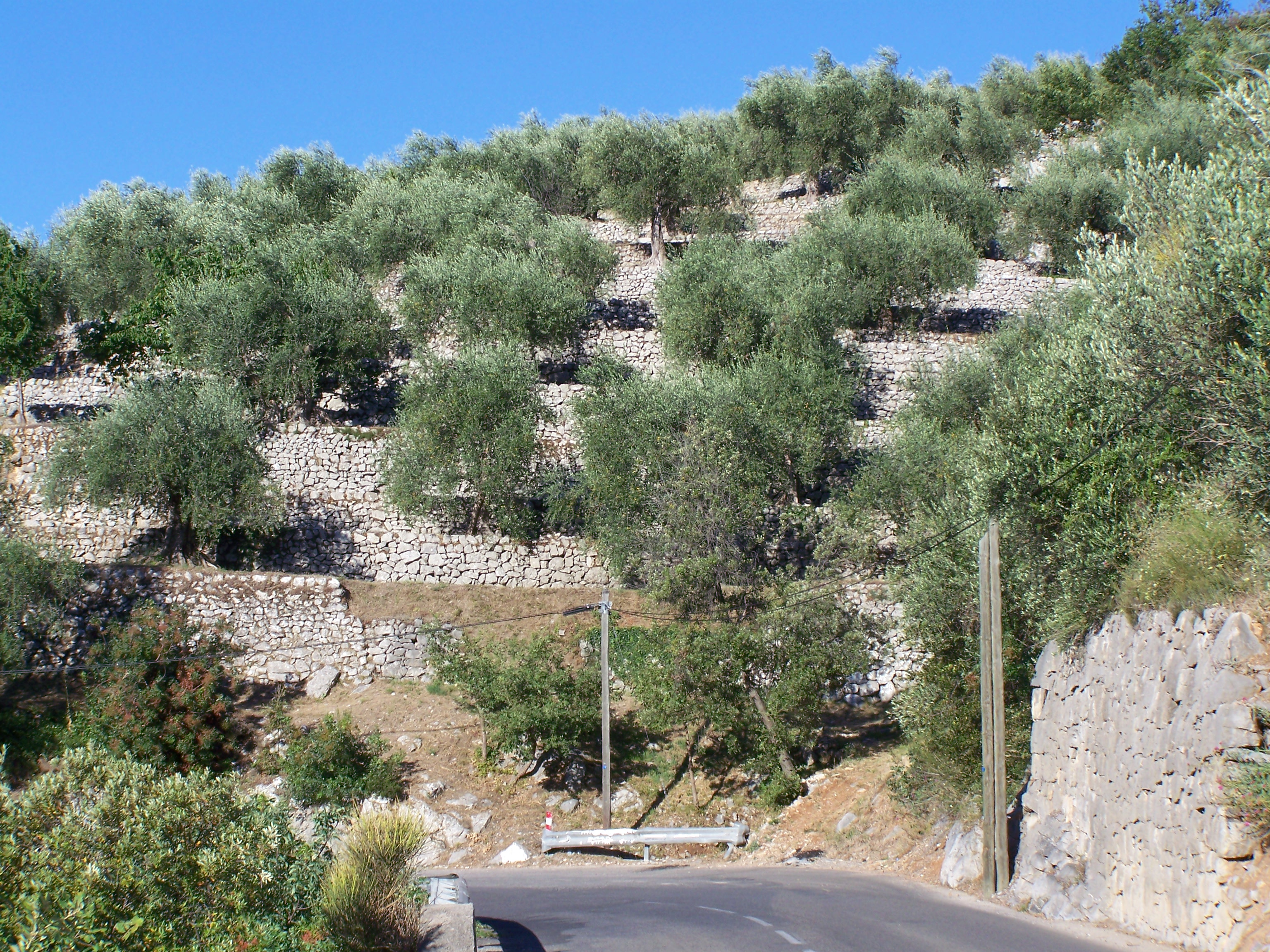
Oliviers « cailletiers » cultivés sur restanques à Levens.

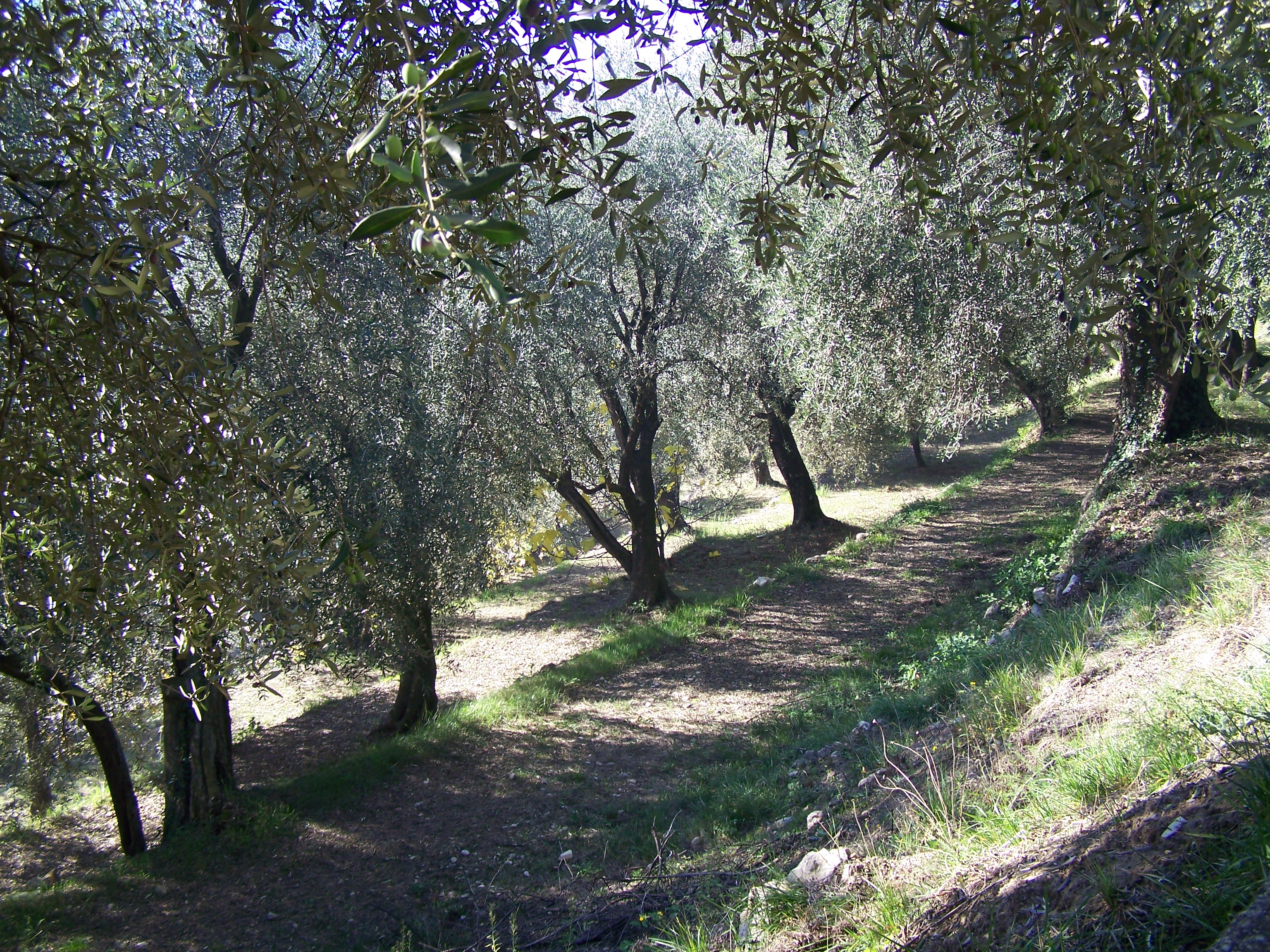
Oliviers sur restanques dans les collines niçoises.

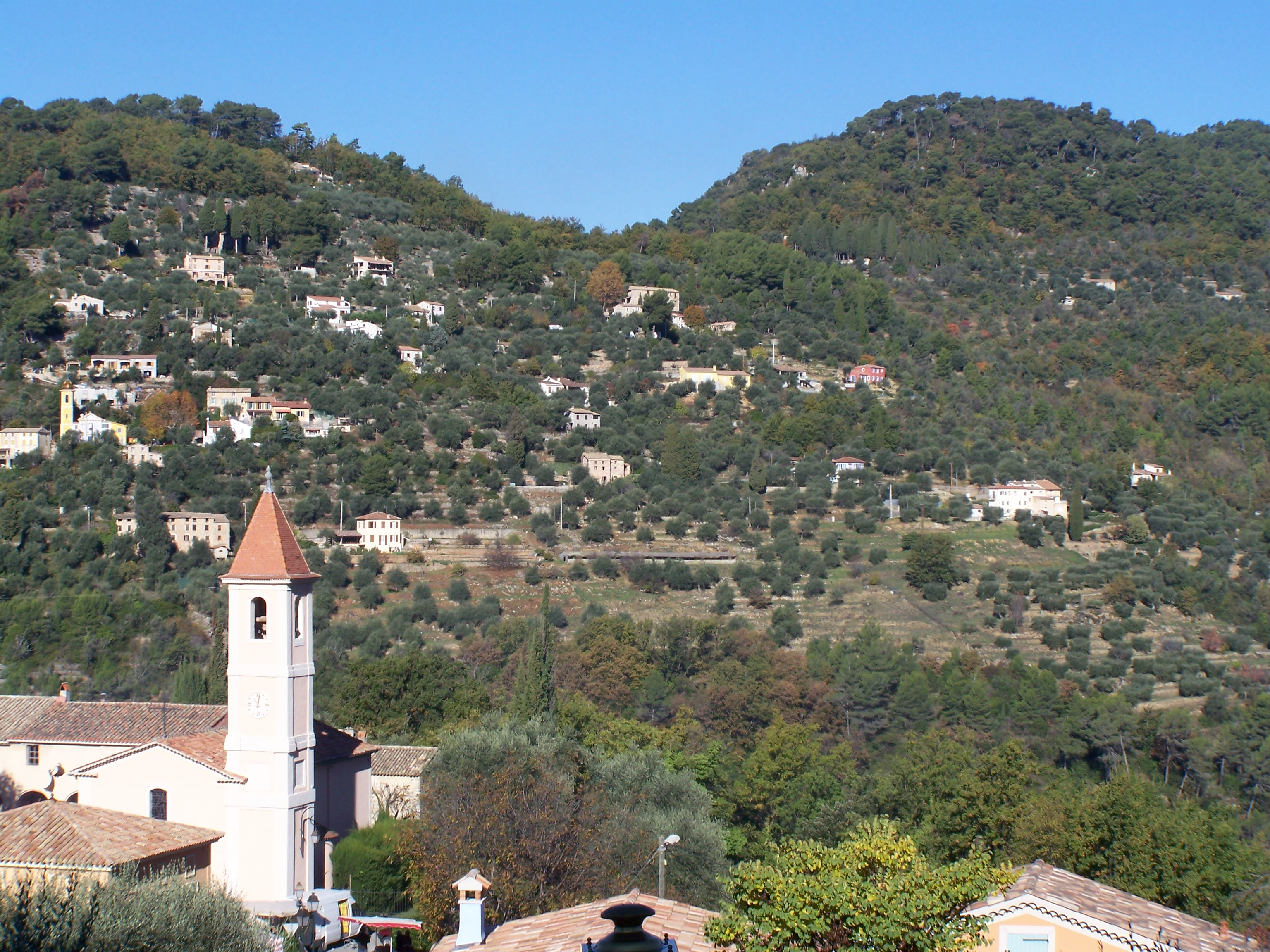
Oliveraie dans l'arrière-pays niçois.

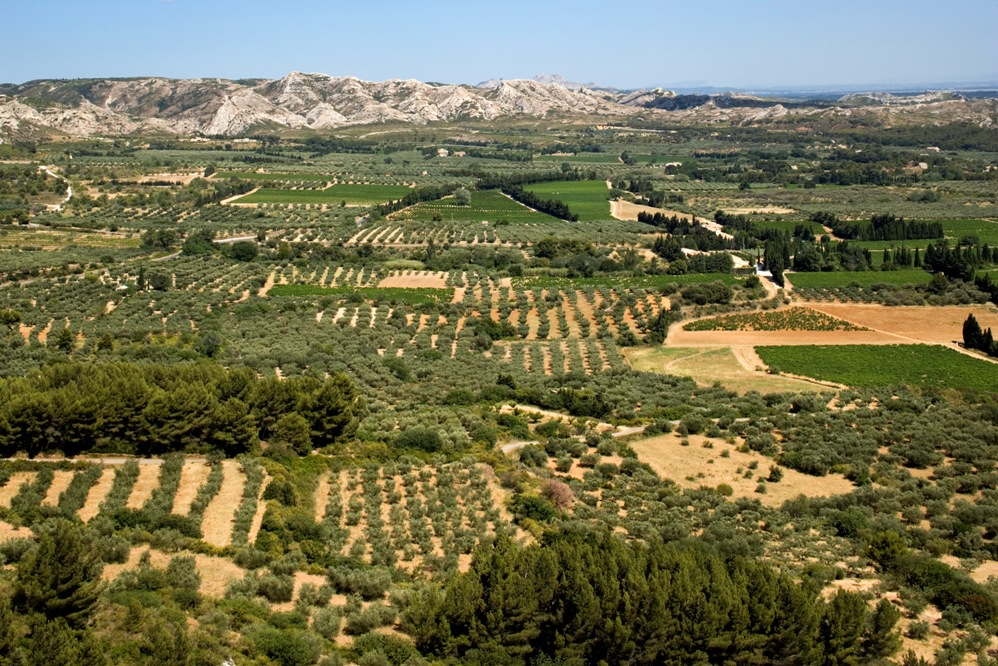
Oliveraie dans les Baux-de-Provence.

La France possède un climat méditerranéen dans la région côtière du sud-est. Dans cette région, la culture de l'olivier remonte à l'arrivée des Grecs et a été développée par l'empire romain. Elle a longtemps assuré le même rôle alimentaire et social qu'en Italie ou en Espagne. Sa croissance est favorisée par François Ier, qui l’exempte de la dîme en 1535 ce qui permet son extension jusqu’à Valence et Sisteron. En 1840, à l'apogée de son développement, l'oléiculture française est estimée à près de vingt-six millions d'arbres, soit un verger de 150 000 ha. Mais deux phénomènes la font péricliter. Tout d'abord, la révolution industrielle, grosse demandeuse de produits alimentaires, a provoqué en Provence, et surtout dans le Languedoc, une reconversion au XIXe siècle vers la viticulture[réf. nécessaire]. L’huile d’olive métropolitaine est concurrencée par les huiles moins chères de l’Empire colonial : l'huile d’olive de Tunisie, et huile d'arachide. Le gel de 1956 tue six millions des onze millions de pieds d’oliviers, et l’oliveraie continue sa chute jusqu’en 1995 avec seulement deux à trois millions de pieds récoltés (sur six millions de pieds).
En France, en 2005, la zone de culture actuelle de l'olivier est assez restreinte et couvre 18 340 ha. Elle comprend la zone littorale bordant la mer Méditerranée, la vallée du Rhône jusqu'au sud de Montélimar, ainsi que la Corse. On constate la présence d'oliviers à caractère ornemental jusqu’au 45e parallèle (par exemple à Valence dans la Drôme, ou Bordeaux en Gironde). Par tradition la présence de l'olivier correspond en climatologie au climat de type méditerranéen. Dans cette zone, toutes les variétés sont cultivables, pour toutes les utilisations : huile, olives vertes ou noires.
Voici les différentes variétés d'olives les plus cultivées en France : Aglandau (ou Verdale de Carpentras, Berruguette, représentant 21 % de la production française d'huile d'olive), Cailletier, Cayon, Grossane, Olivière, Picholine, Salonenque (ou Plant de Salon), Tanche, Bouteillan.
Les principales régions de production sont la région Provence-Alpes-Côte d'Azur (61 % de la production), l'Occitanie (17 % avec particulièrement les variétés Lucques et Olivière), la région Auvergne-Rhône-Alpes (12 %) et la Corse (10 % avec souvent la variété Sabine). Depuis l'an 2000, la France produit en moyenne 4 200 tonnes d'huile par an, mais en consomme une moyenne annuelle de 96 400 tonnes, importée principalement d'Espagne, d'Italie et de Grèce. Elle réexporte cependant une part de ses importations vers la Belgique, les États-Unis, l'Allemagne, où la consommation a très fortement augmenté ces dernières années[Quand ?]. Les exportations d'huiles d'olive françaises sont mineures.
En ce qui concerne les olives de table, la France en produit durant la même période une moyenne annuelle de 2 000 tonnes, mais elle en consomme en moyenne 48 200 tonnes par an, importées à 60 % hors de la Communauté européenne.
Il existe en France sept appellations d'origine protégée (AOP) selon la législation européenne pour les huiles d'olive de Nyons, de la vallée des Baux-de-Provence, d'Aix-en-Provence, de Haute Provence, de Nice, de Corse, et de Nîmes. Il existe aussi en France une appellation d'origine contrôlée (AOC) pour certaines olives et huiles d'olive :
- AOC « Huile d'olive de Nyons » par le décret du 10 janvier 1994[140] modifié par le décret du 26 novembre 2003[141].
- AOC « Huile d'olive de la vallée des Baux-de-Provence » par le décret du 27 août 1997[142].
- AOC « Huile d'olive d'Aix-en-Provence » par le décret du 13 décembre 1999[143].
- AOC « Huile d'olive de Haute-Provence » par le décret du 13 décembre 1999[144].
- AOC « Huile d'olive de Nice » par le décret du 20 avril 2001[145], modifié par le décret du 26 novembre 2004[146].
- AOC « Huile d'olive de Nîmes » (souvent avec la variété Picholine) par le décret du 17 novembre 2004[147].
- AOC « Huile d'olive de Corse » ou « Huile d'olive de Corse - Oliu di Corsica » par le décret du 26 novembre 2004[148].
- AOC « Huile d'olive de Provence » par le décret du 14 mars 2007[149].
- AOC « Olives noires de Nyons » (uniquement avec la variété Tanche) par le décret du 10 janvier 1994[150], modifié par le décret du 8 avril 1997[151].
- AOC « Olives noires de la vallée des Baux-de-Provence » (uniquement avec la variété Grossane) par le décret du 27 août 1997[152].
- AOC « Olives cassées de la vallée des Baux-de-Provence » (surtout avec la variété Salonenque) par le décret du 27 août 1997[153].
- AOC « Olive de Nice » (avec la variété Caillette) par le décret du 20 avril 2001[154].
- AOC « Olive de Nîmes » par le décret du 23 octobre 2006[155].
- AOC « Pâte d'olive de Nice » par le décret du 20 avril 2001[40].

### Reste du monde
Les Espagnols ont introduit l'olivier dans leurs anciennes colonies des Amériques et certains pays ont une production plus ou moins importante, comme l'Argentine, le Mexique, le Pérou (cultivant 52 620 ha avec un rendement de 60,8 q/ha pour 26 000 t/an d'olives de table), le Chili (cultivant 27 000 ha avec un rendement de 41,5 q/ha pour 9 100 tonnes par an d'olives de table) et les États-Unis (Californie). L'oléiculture commence à se développer aussi en Australie et en Afrique du Sud. Ces régions possèdent en effet un climat méditerranéen sur leurs façades maritimes méridionales.
| moyenne 2000–2006 (en tonnes par an) | Huile d’olive production | Huile d’olive consommation | Olives de table production | Olives de table consommation | Surface cultivée ha en 2005 | Rendement q/ha en 2005 |
| ------------------------------------ | ------------------------ | -------------------------- | -------------------------- | ---------------------------- | --------------------------- | ---------------------- |
| Argentine                            | 13 400                   | 5 500                      | 55 800                     | 14 800                       | 30 079                      | 31,52                  |
| Mexique                              | 2 300                    | 10 300                     | 11 000                     | 10 500                       | 5 150                       | 27,25                  |
| États-Unis                           | 1 000                    | 202 300                    | 93 900                     | 205 000                      | 12 960                      | 99,39                  |
| Australie                            | 3 400                    | 31 900                     | 3 300                      | 16 800                       | 5 000                       | 46,08                  |

La consommation annuelle des produits oléicoles augmente dans le monde, surtout dans les pays industrialisés de l'hémisphère Nord comme les États-Unis (202 300 tonnes d'huile et 205 000 tonnes d'olives), l'Europe du Nord (129 000 t d'huile et 98 600 t d'olives), le Canada (26 300 t d'huile et 23 000 t d'olives), le Japon (31 000 t d'huile et 2 300 t d'olives), l'Arabie saoudite (5 600 t d'huile et 18 800 t d'olives), et également le Brésil (24 100 t d'huile et 50 900 t d'olives) et l'Australie (31 900 t d'huile et 16 800 t d'olives).

## Photothèque

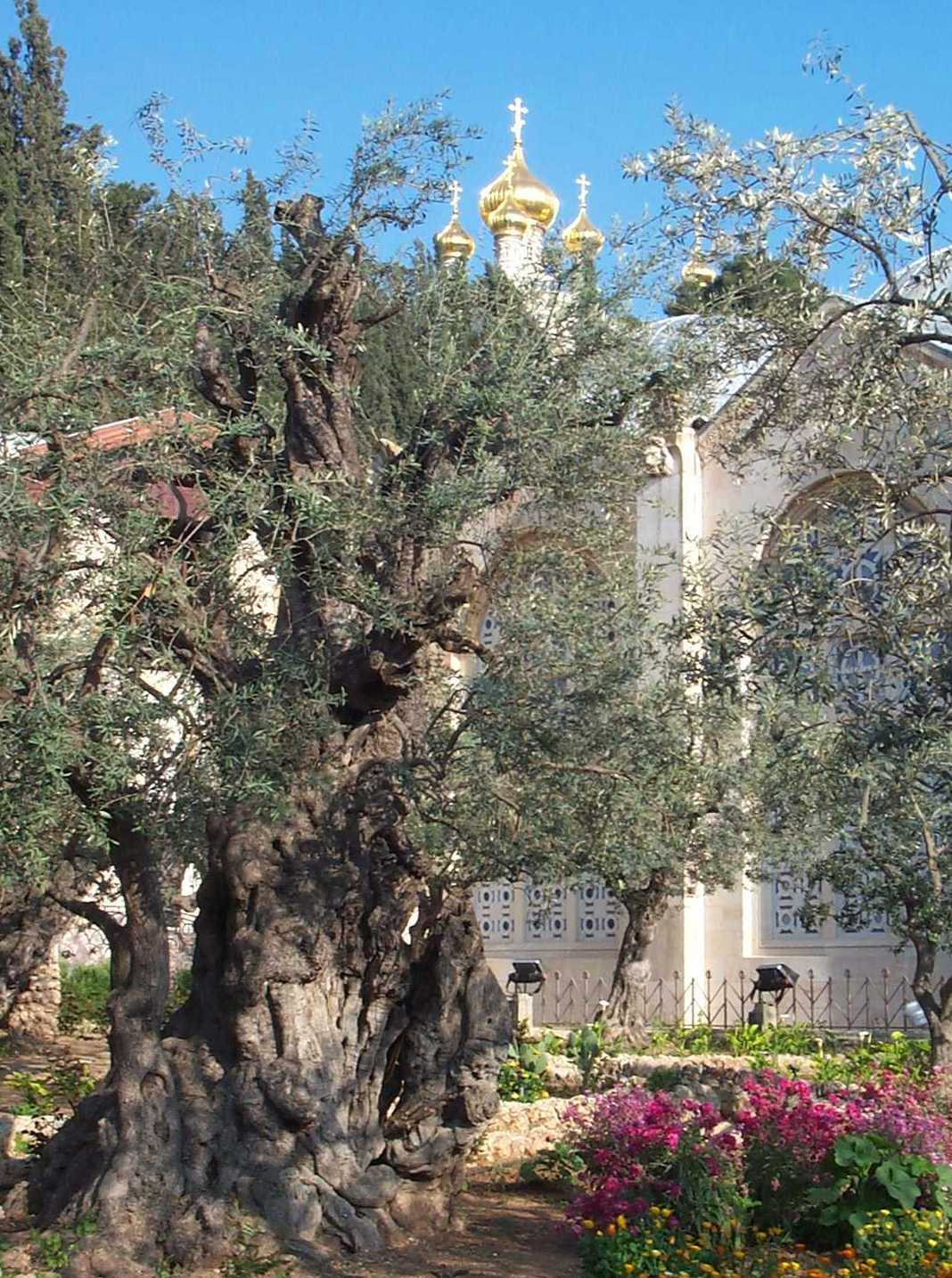
Olivier au Jardin de Gethsémani (Jérusalem).
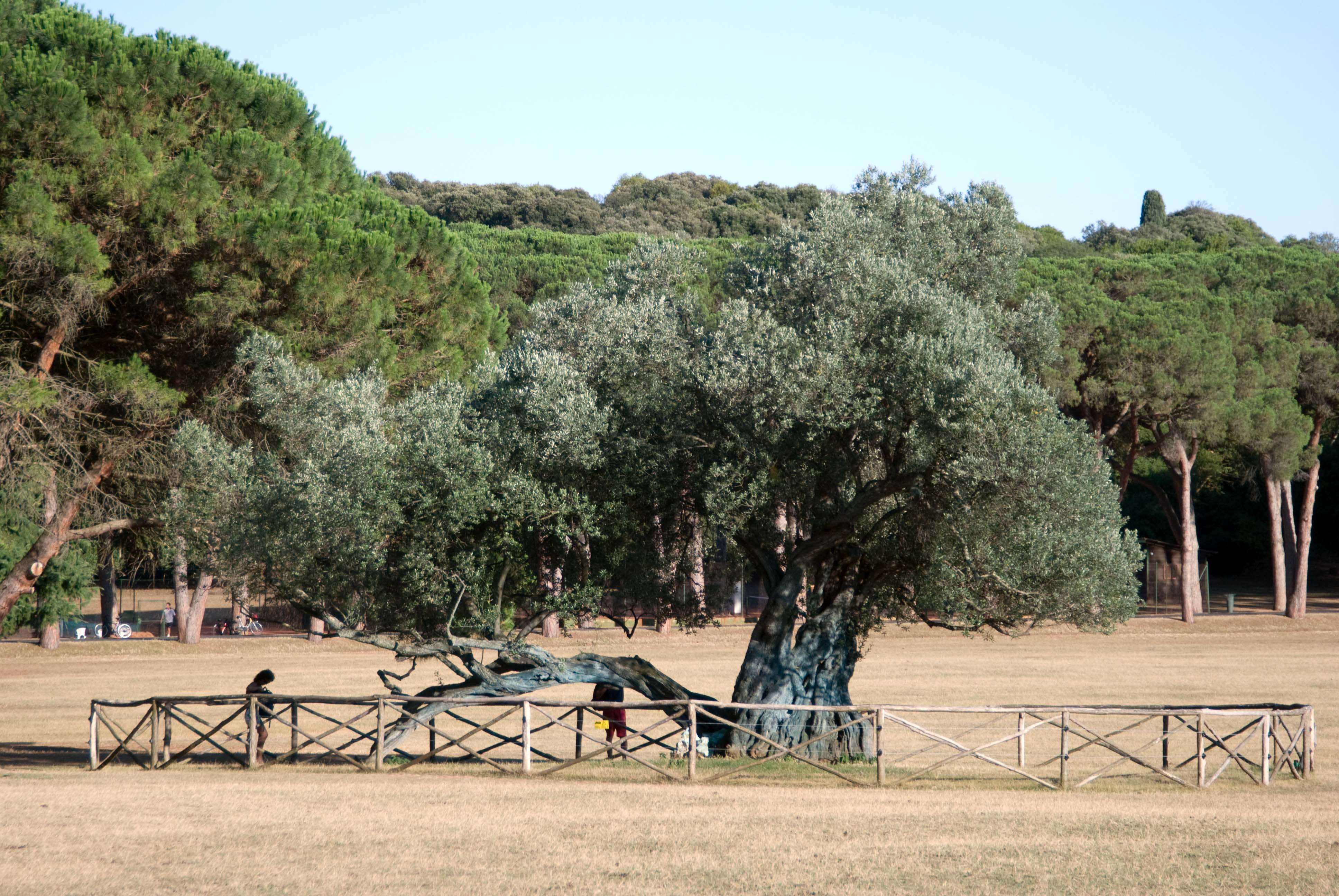
Olivier de 1 600 ans à Brioni (Croatie).
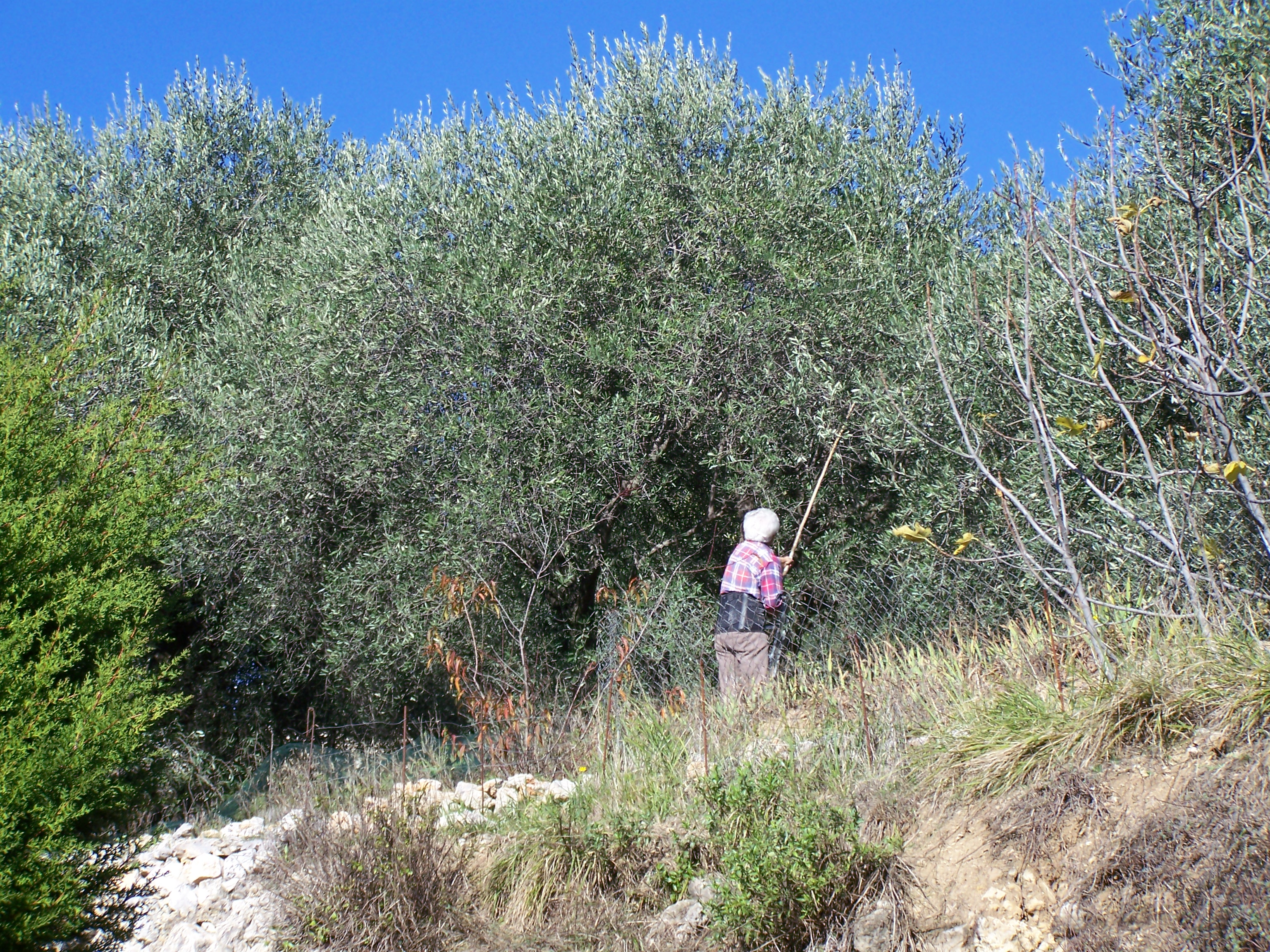
Gaulage des olives à Nice (France).
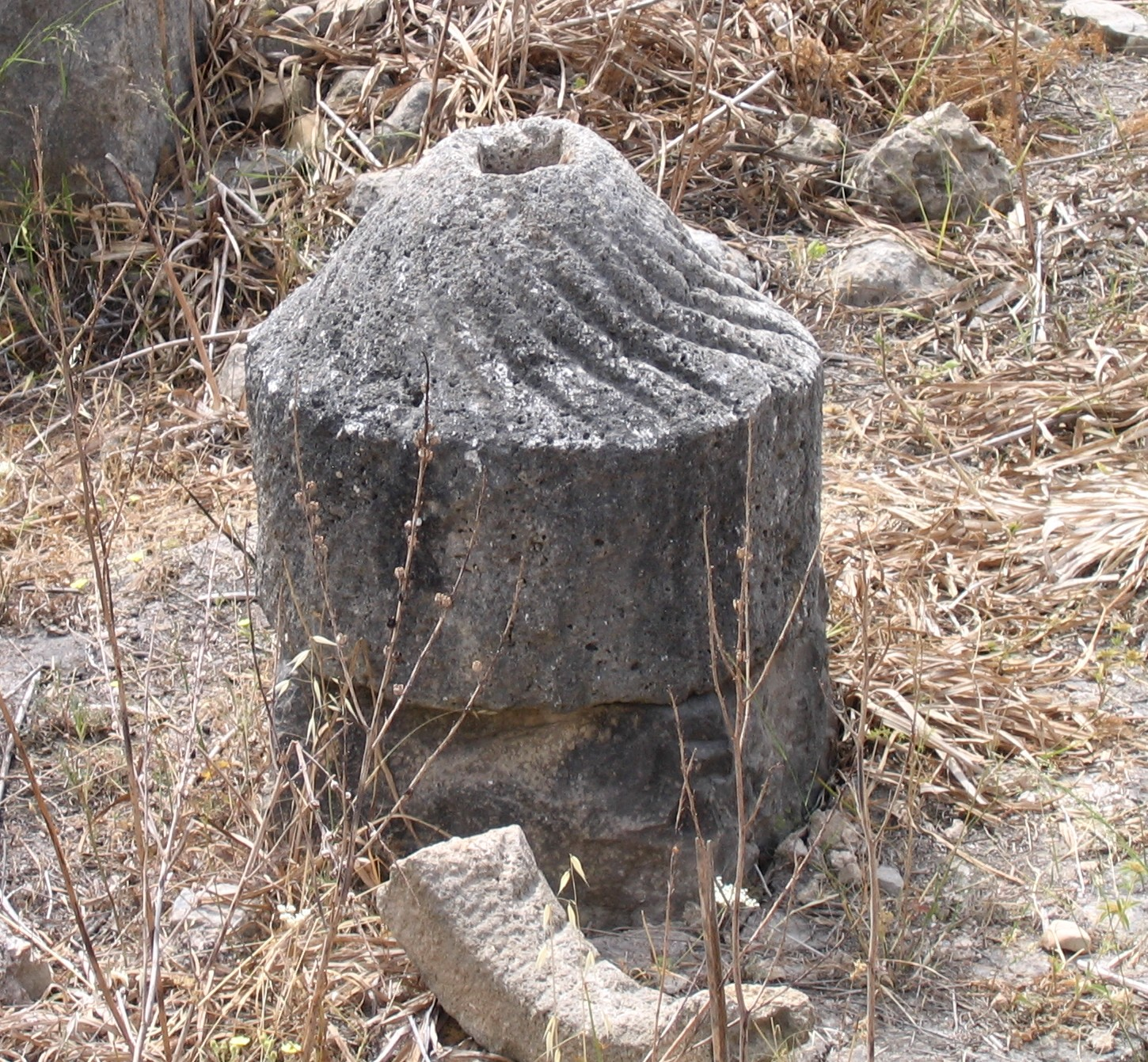
Meule à olive antique de Volubilis (Maroc).
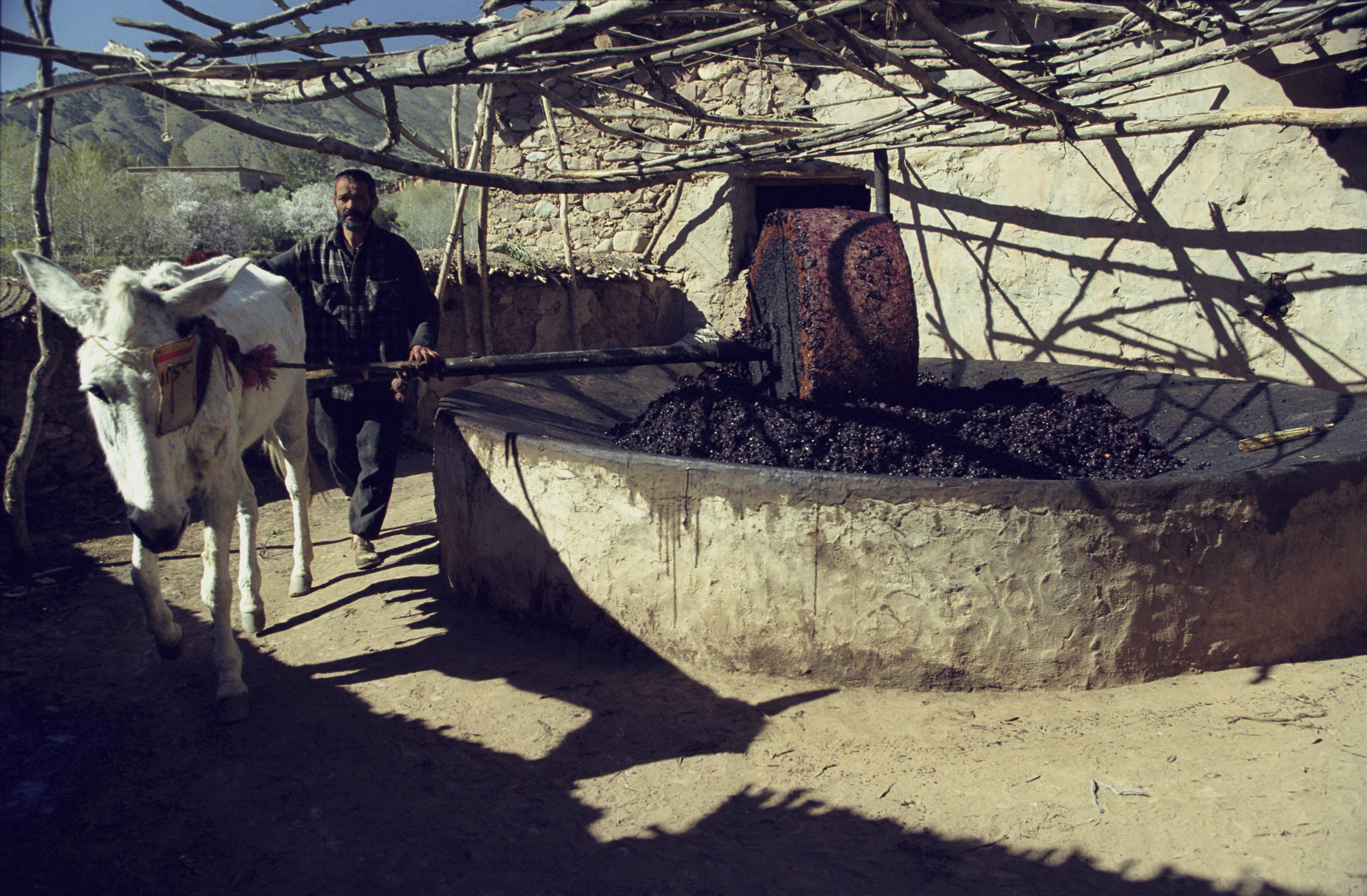
Moulin à olives (Maroc).
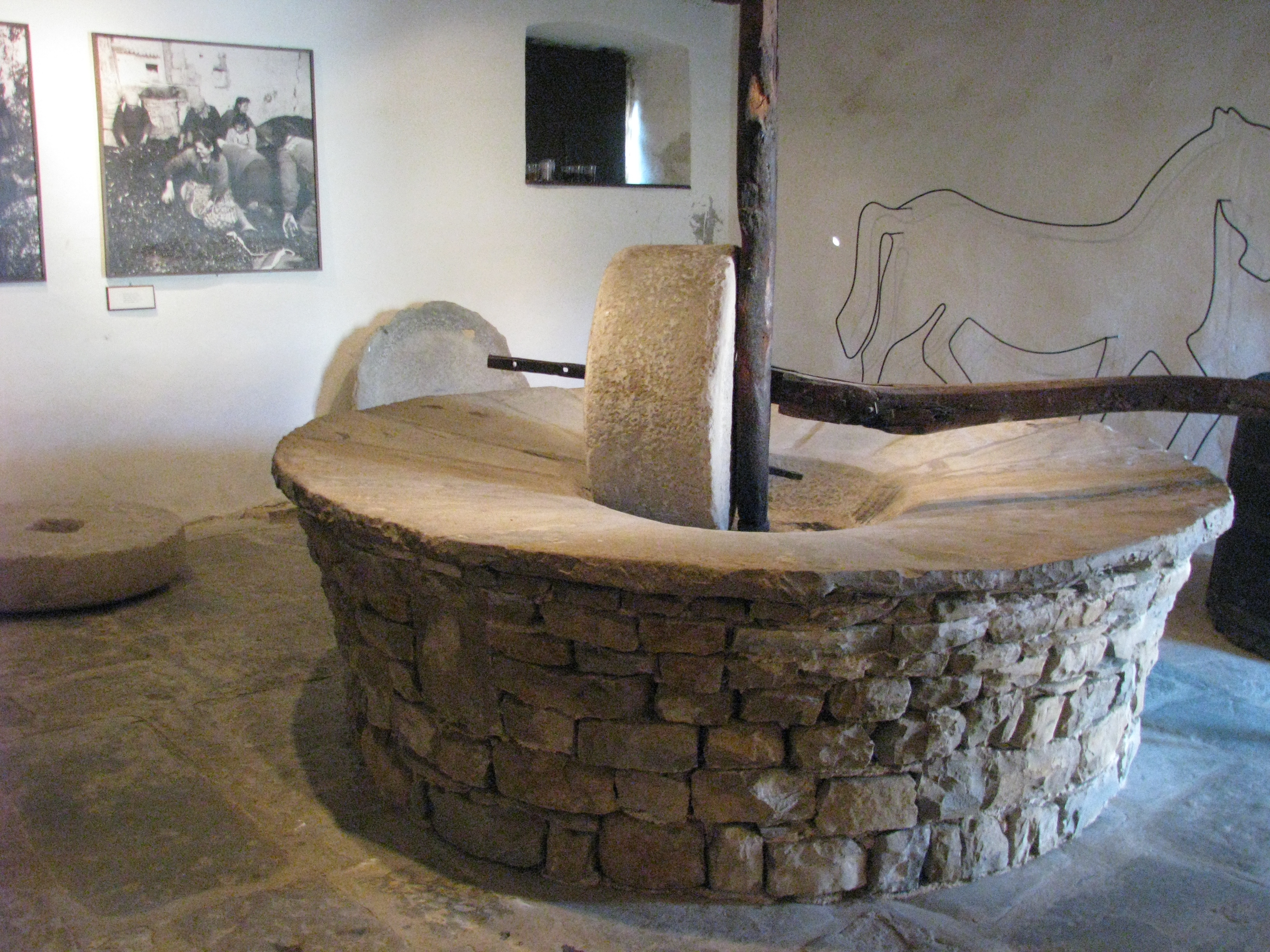
Moulin à olives (Slovénie).
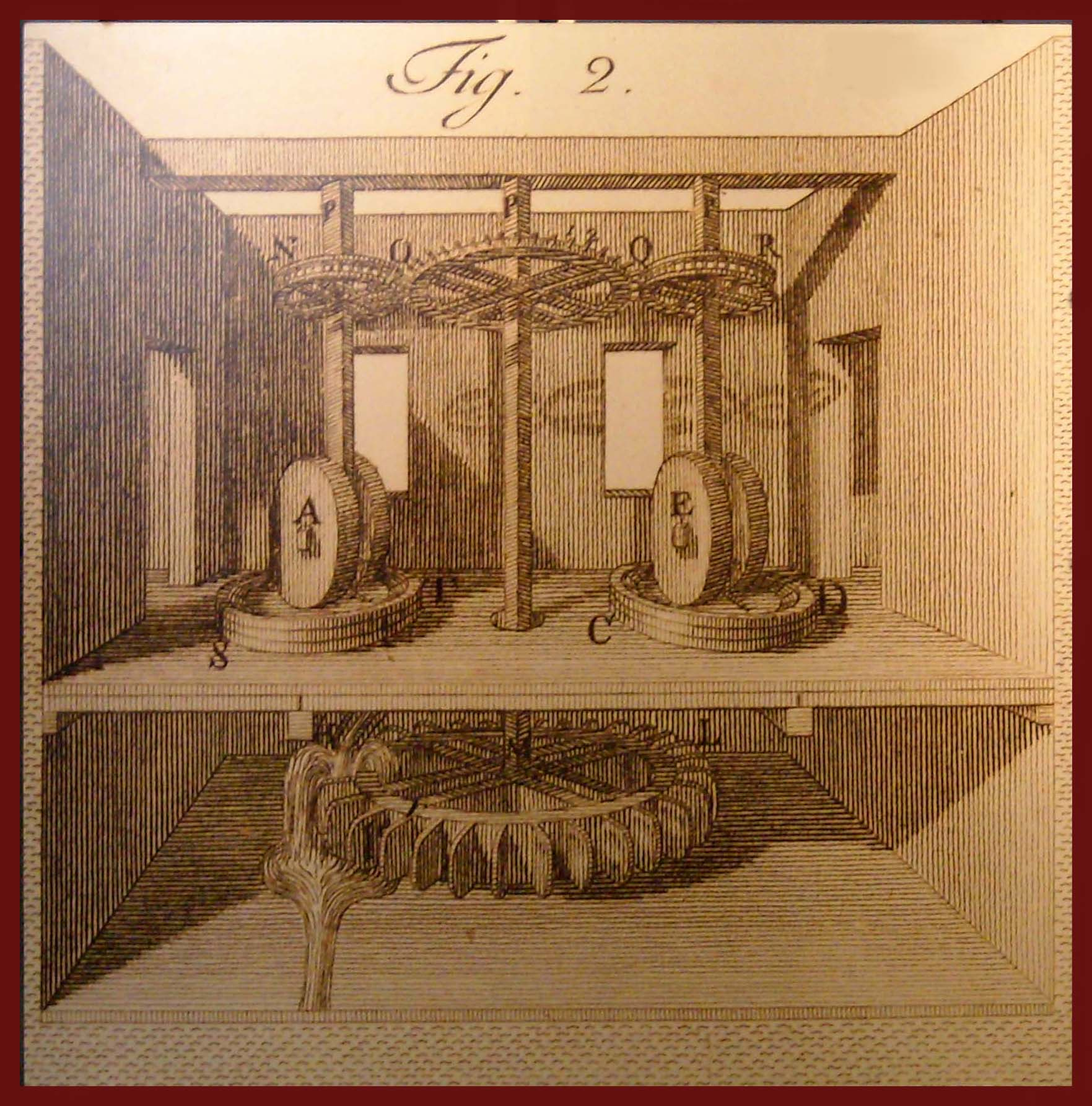
Moulin à huile hydraulique (1793, Imperia, Italie).
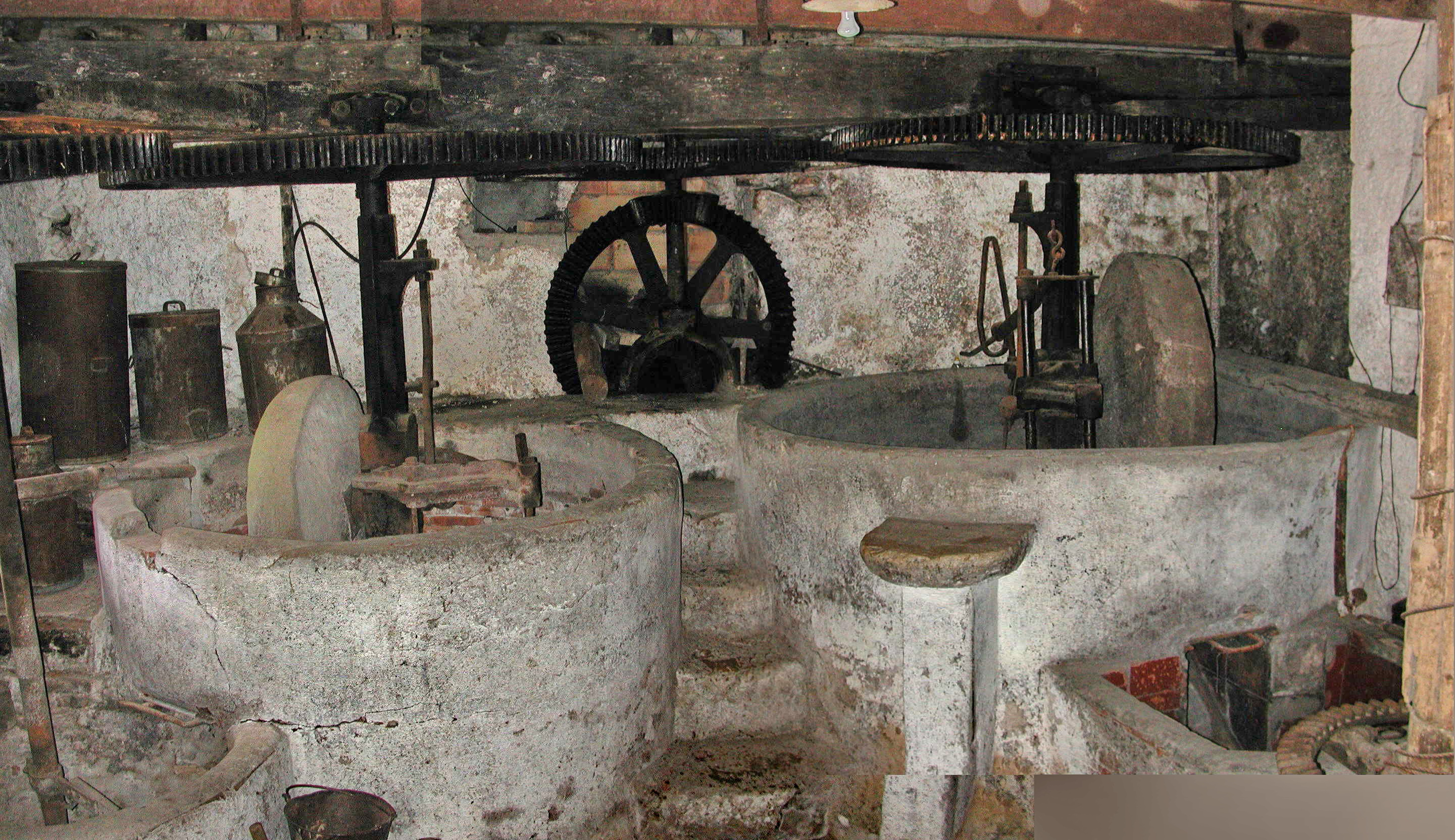
Ancien moulin à huile hydraulique (Var, France).
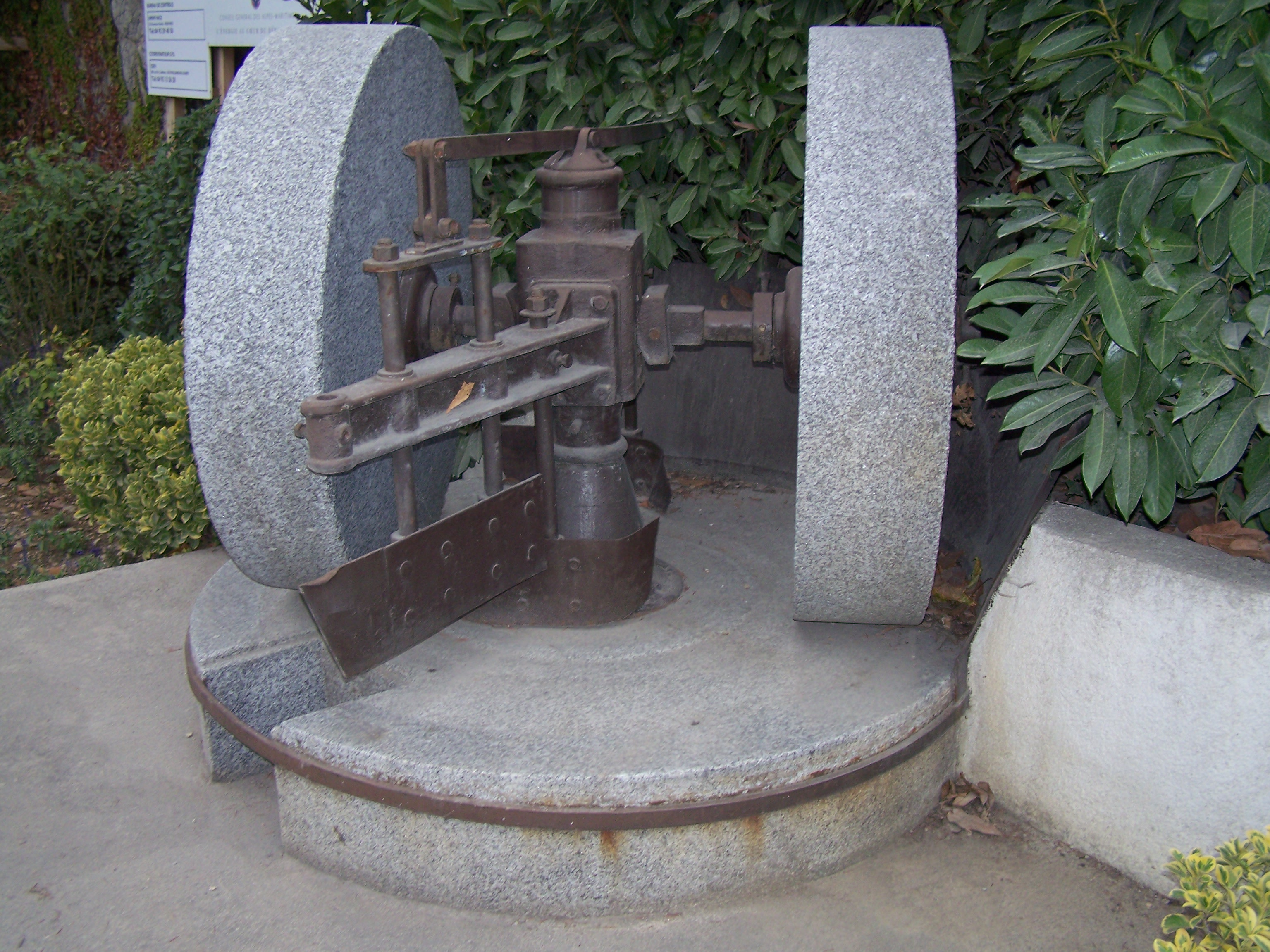
Meules traditionnelles verticales (France).
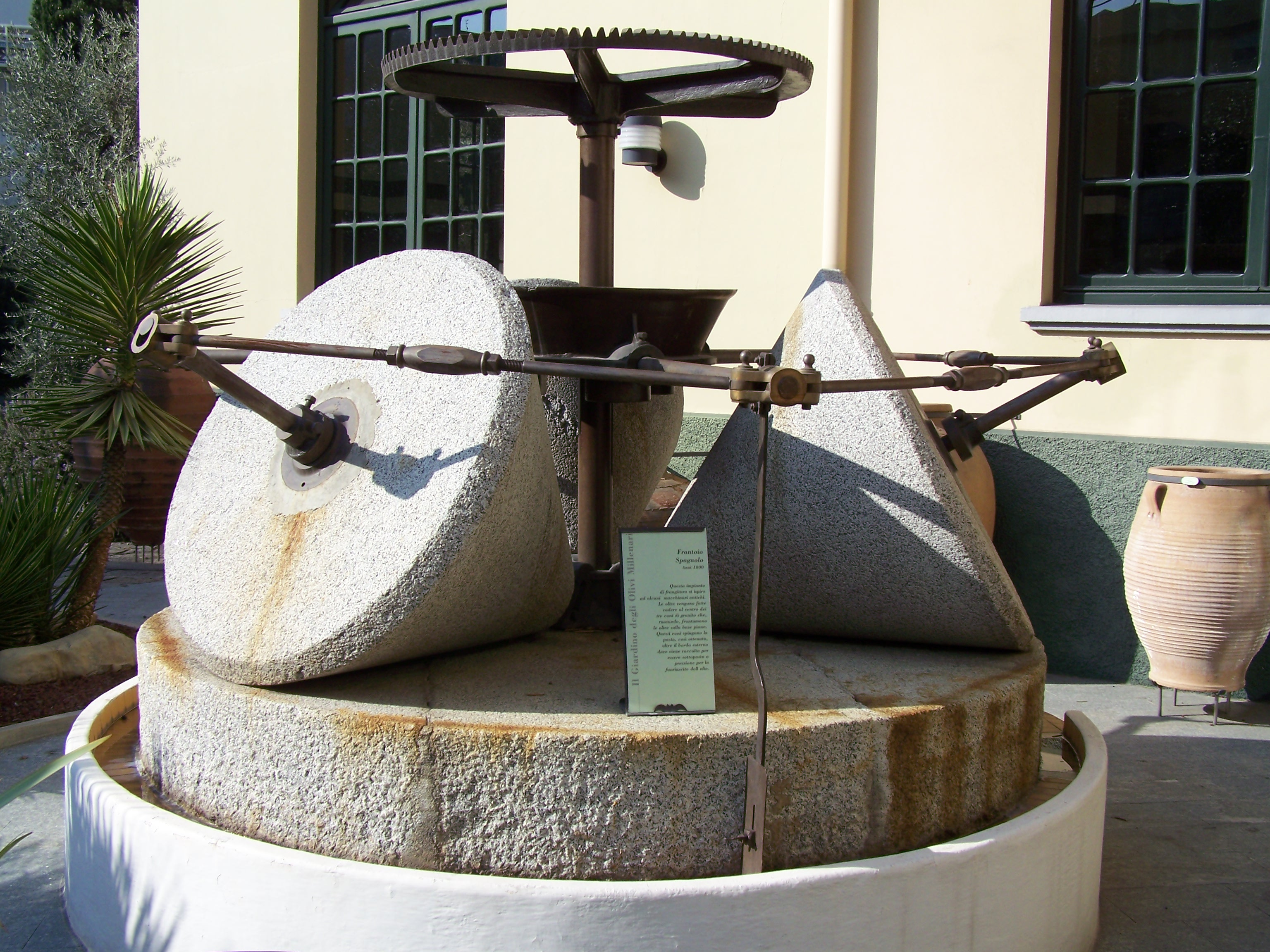
Meules coniques à olives (Espagne, XIXe siècle) au Museo dell'Olivo.
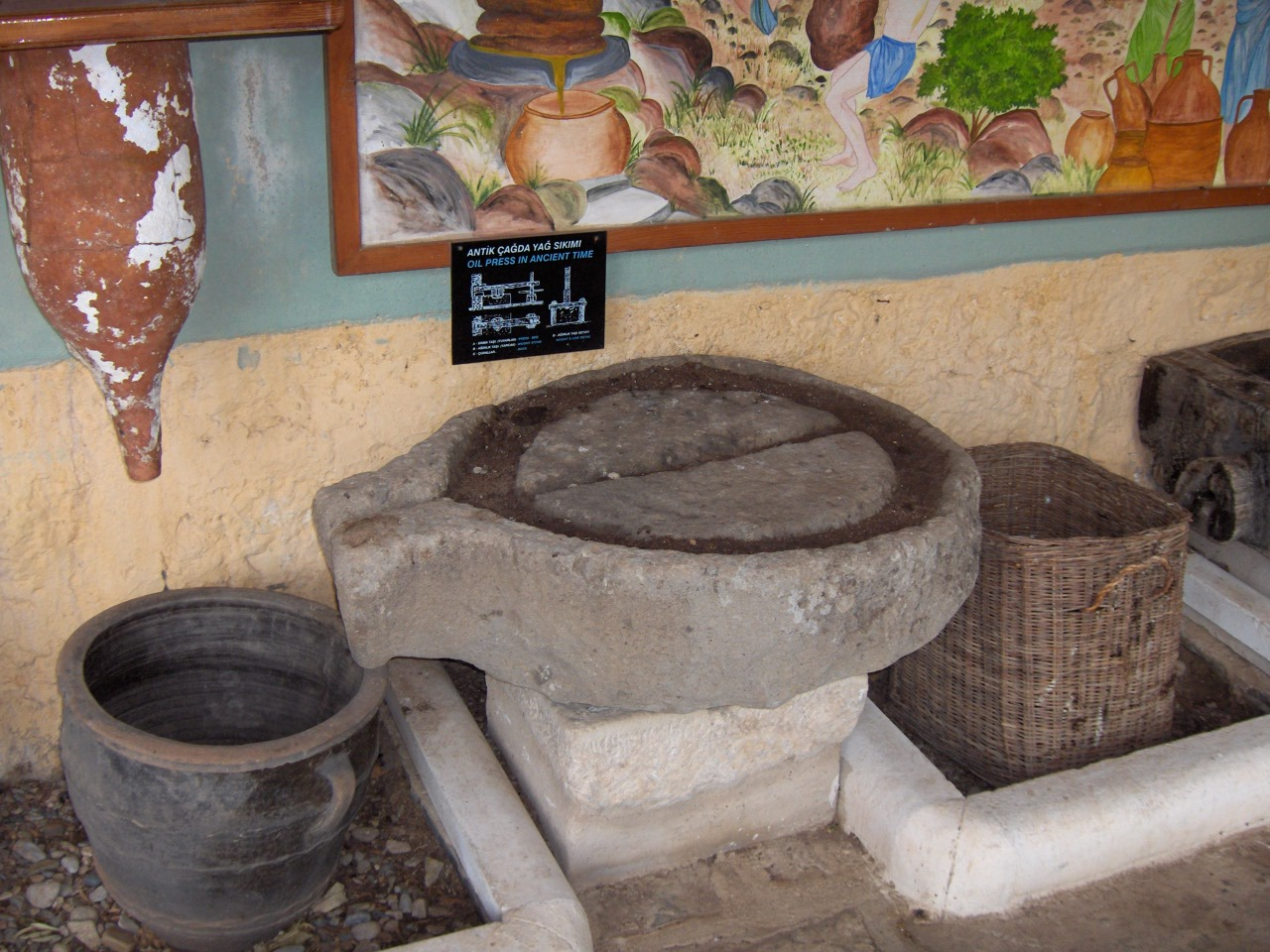
Ancien pressoir à huile à Bodrum (Turquie).
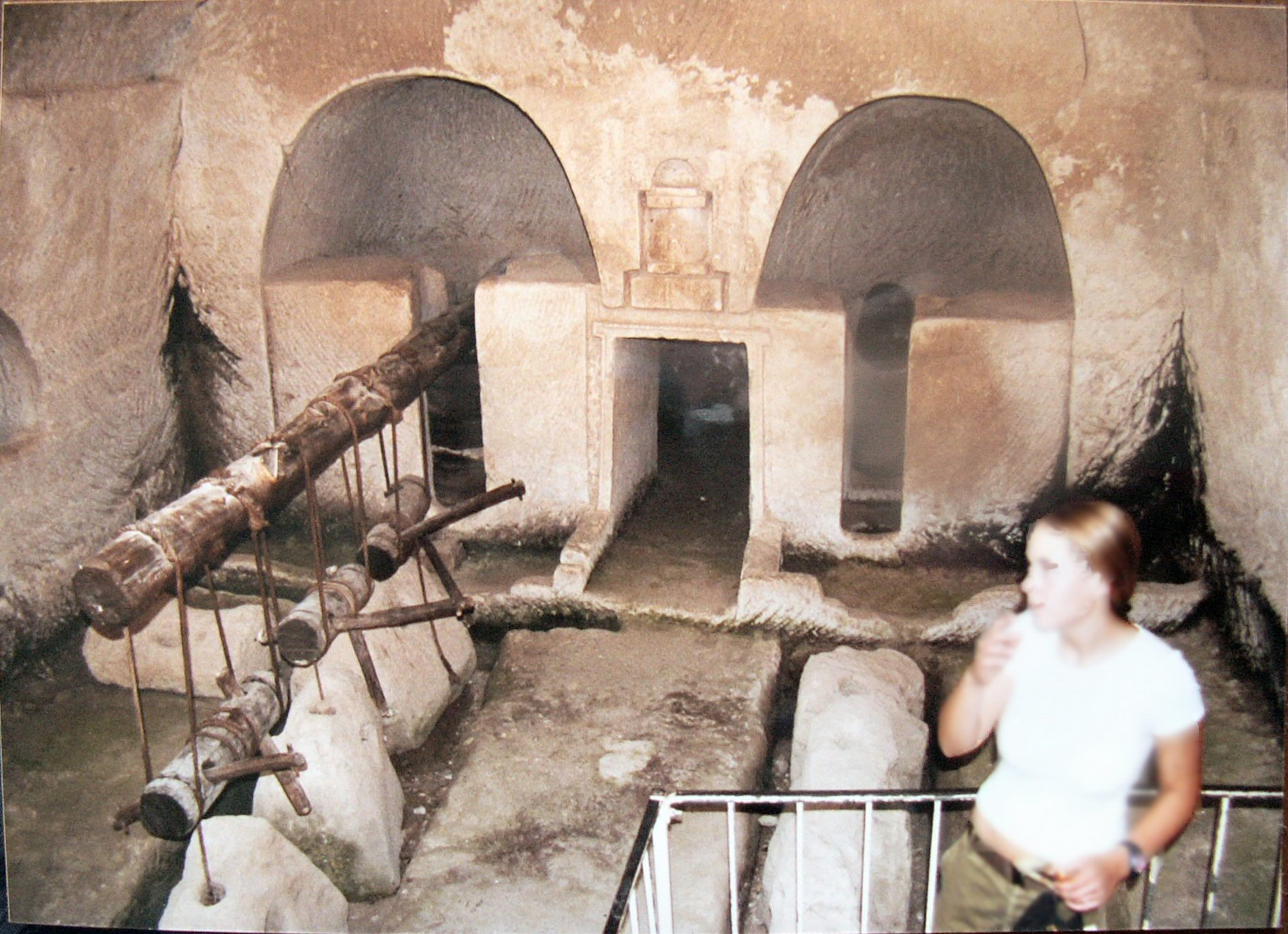
Pressoir « à arbre » avec poids.
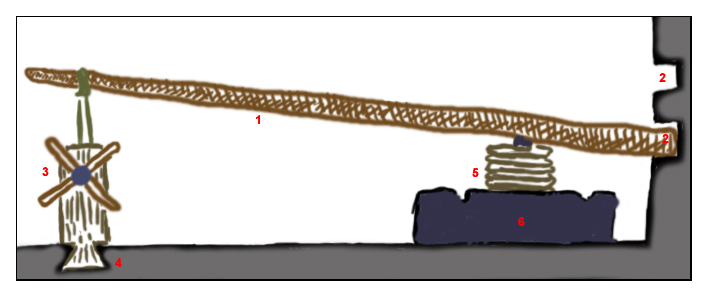
Schéma d'un pressoir « à arbre » avec cabestan.
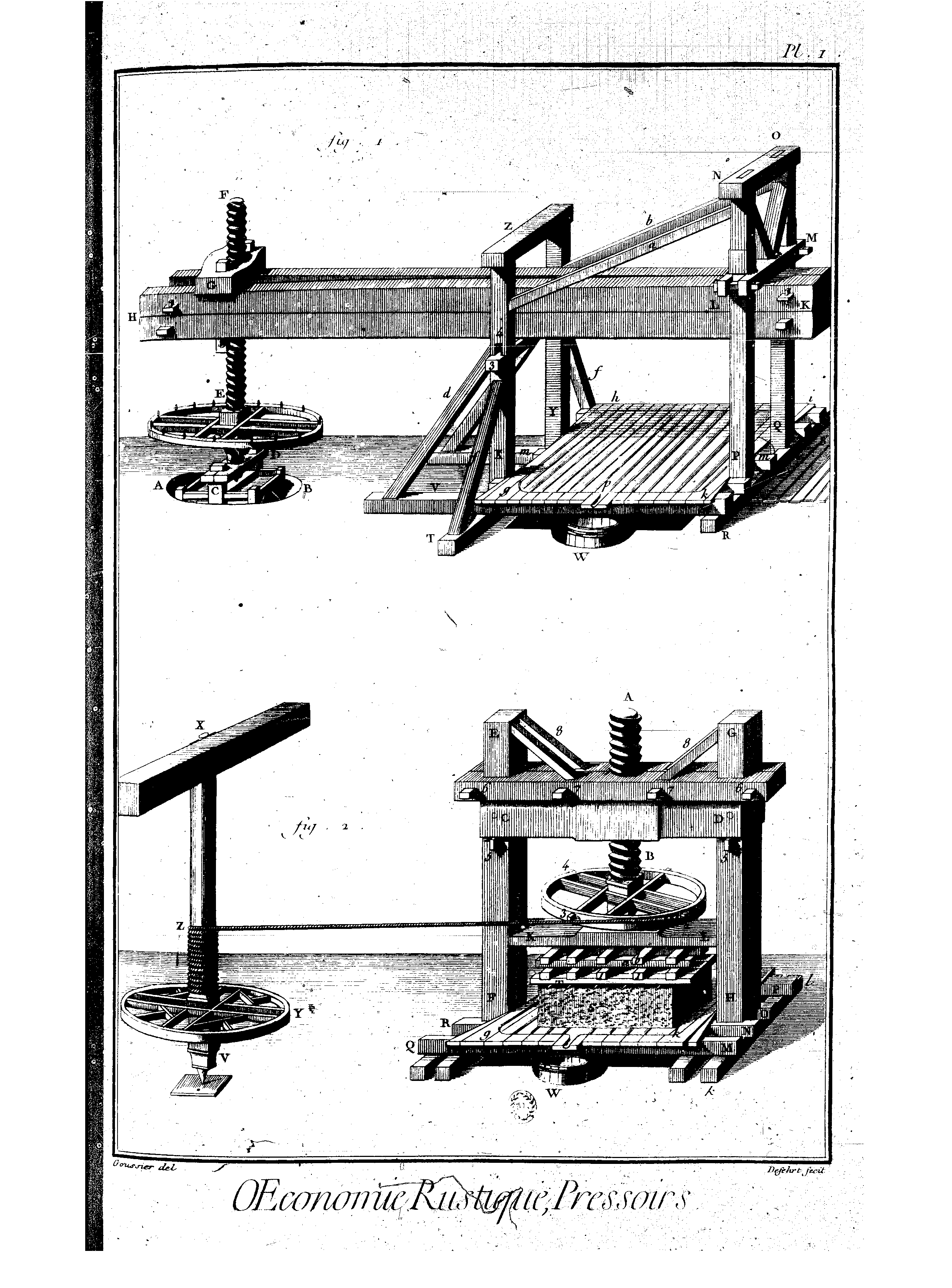
Pressoirs « à bascule » et « à chapelle ».
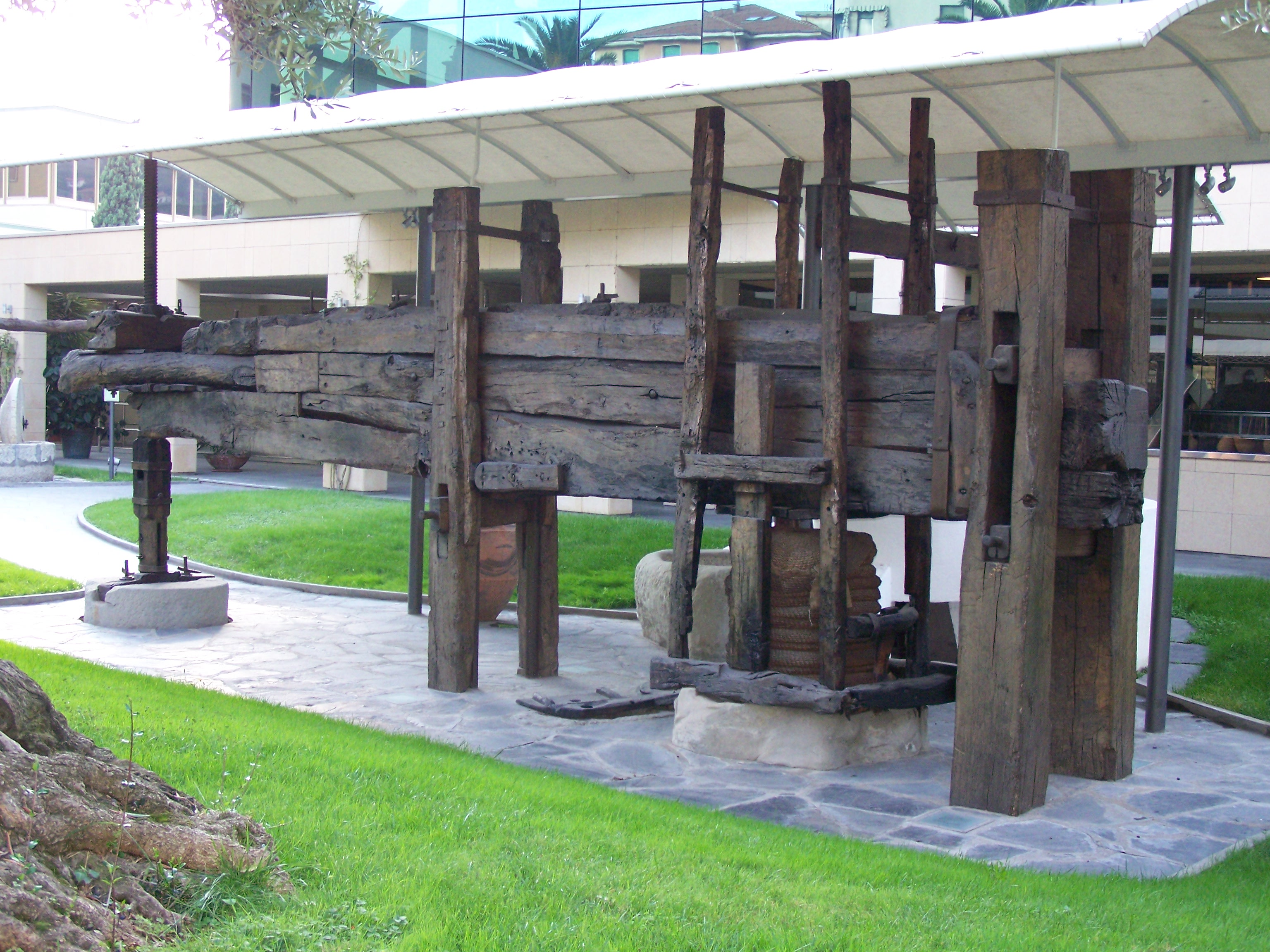
Pressoir « à bascule » ligure du XVIIe siècle au Museo dell'Olivo (Imperia Italie).
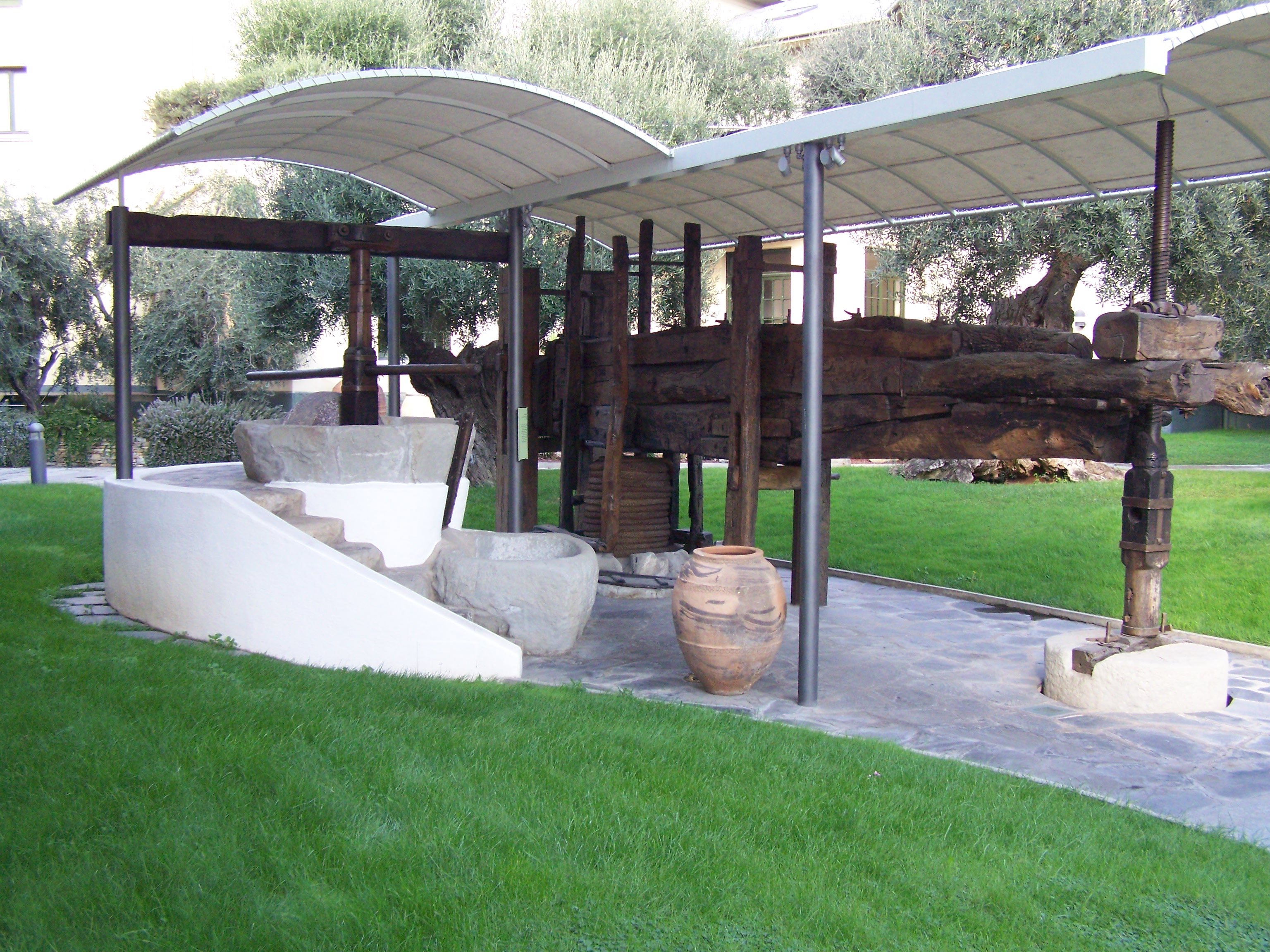
Moulin et pressoir ligures du XVIIe siècle au Museo dell'Olivo.
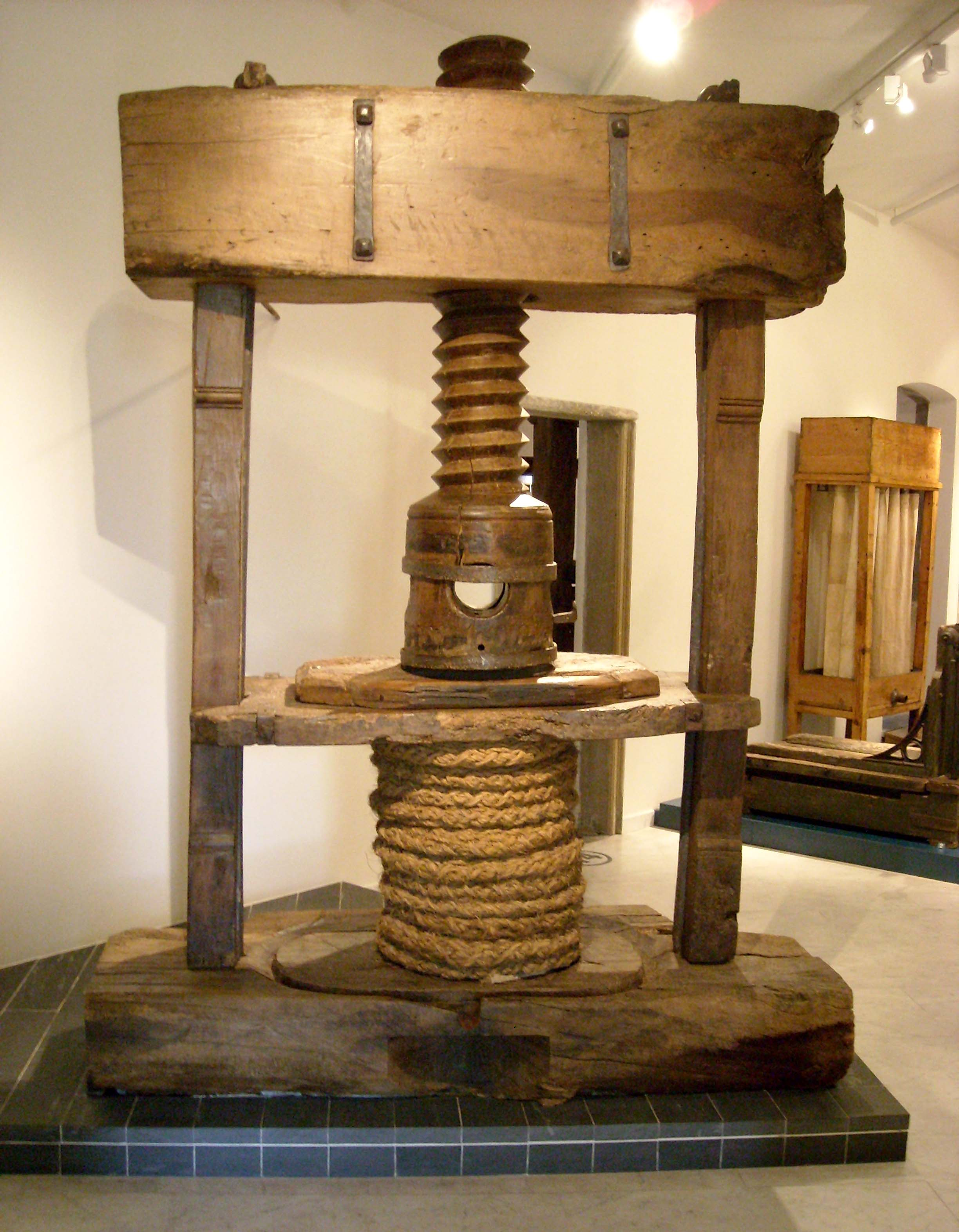
Presse à vis en bois d'olivier au Museo dell'Olivo.
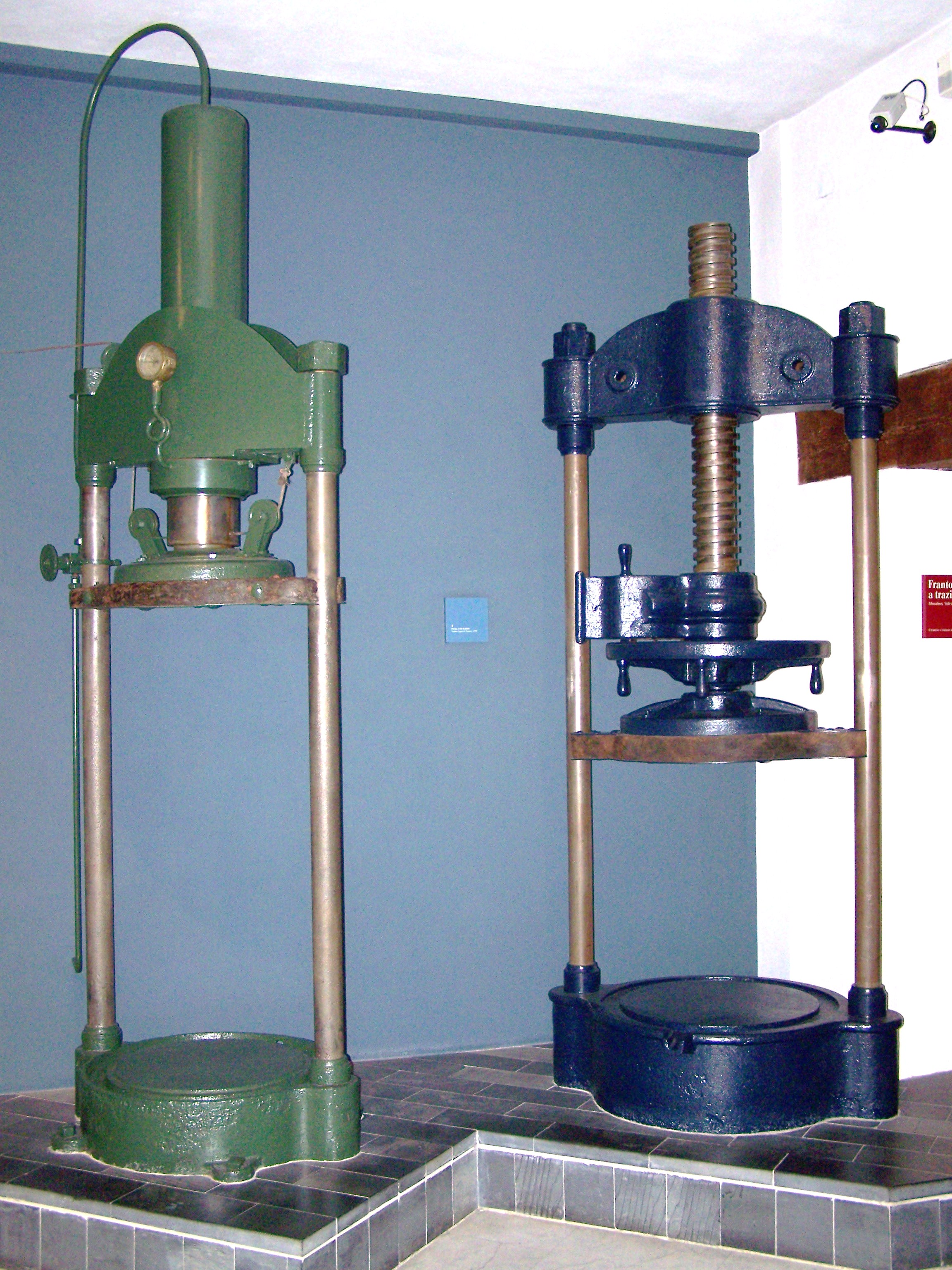
Anciennes presses hydraulique et mécanique au Museo dell'Olivo.
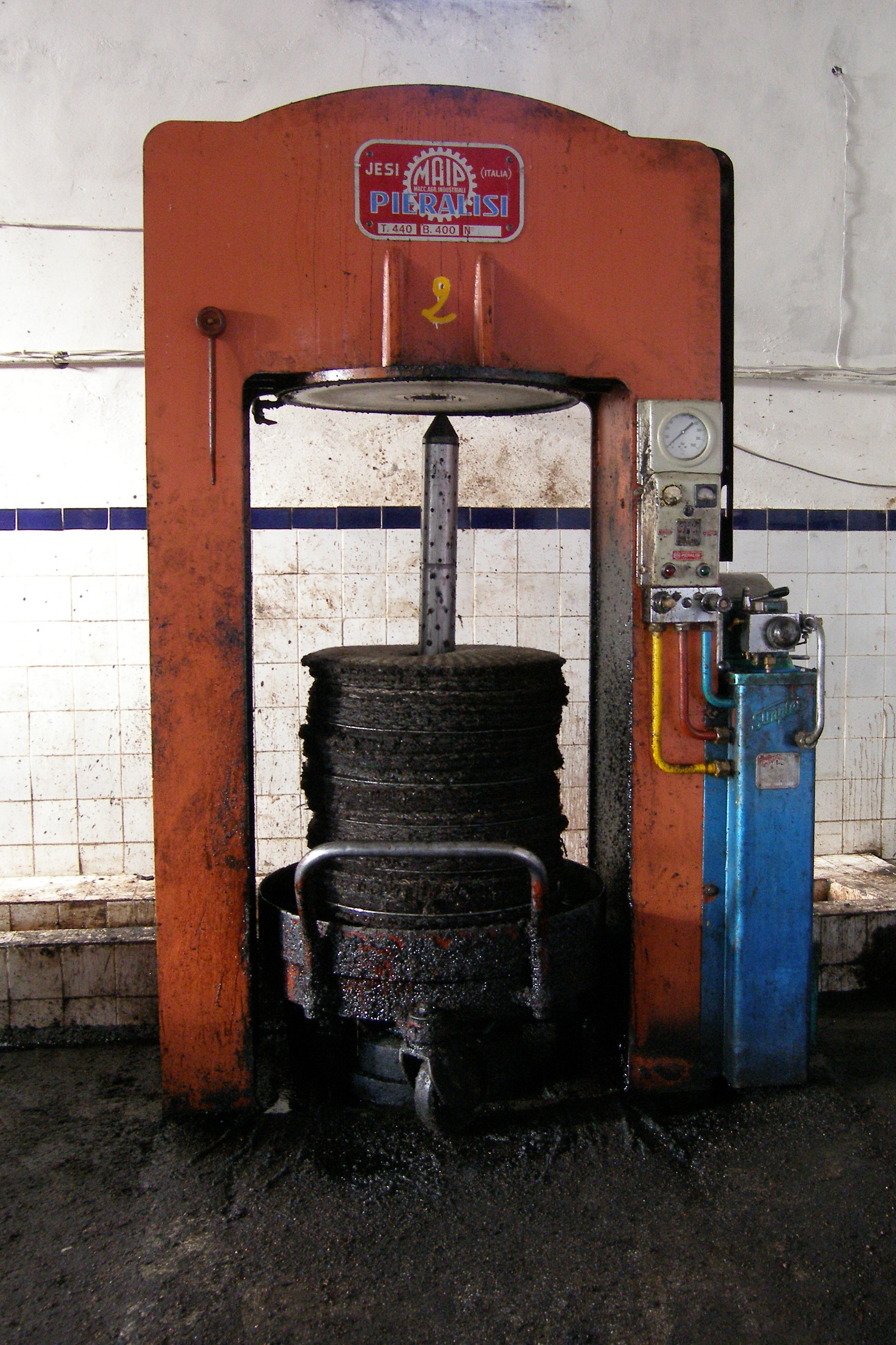
Presse hydraulique moderne (Maroc).
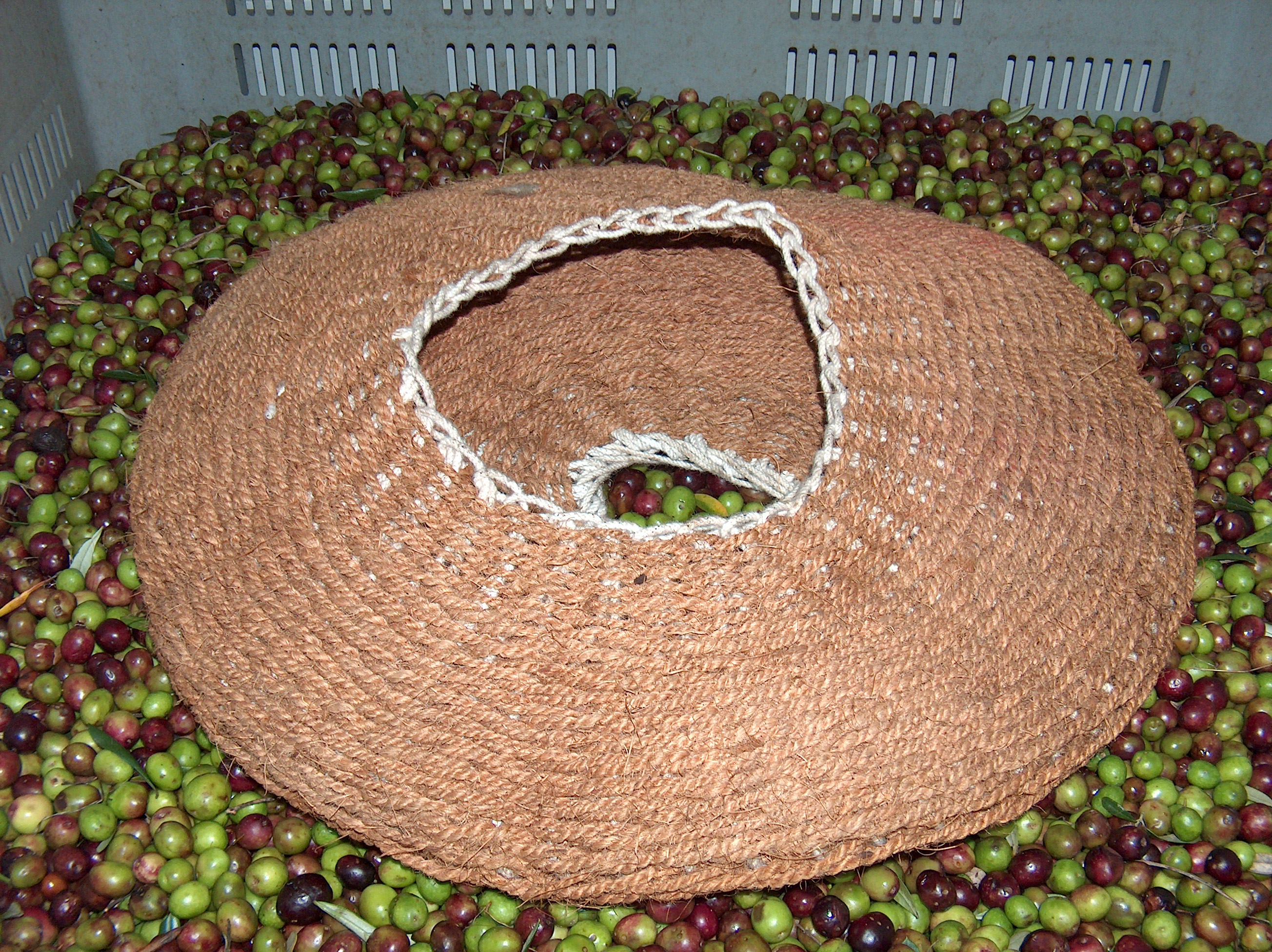
Scourtin traditionnel en fibres de coco (Sardaigne).
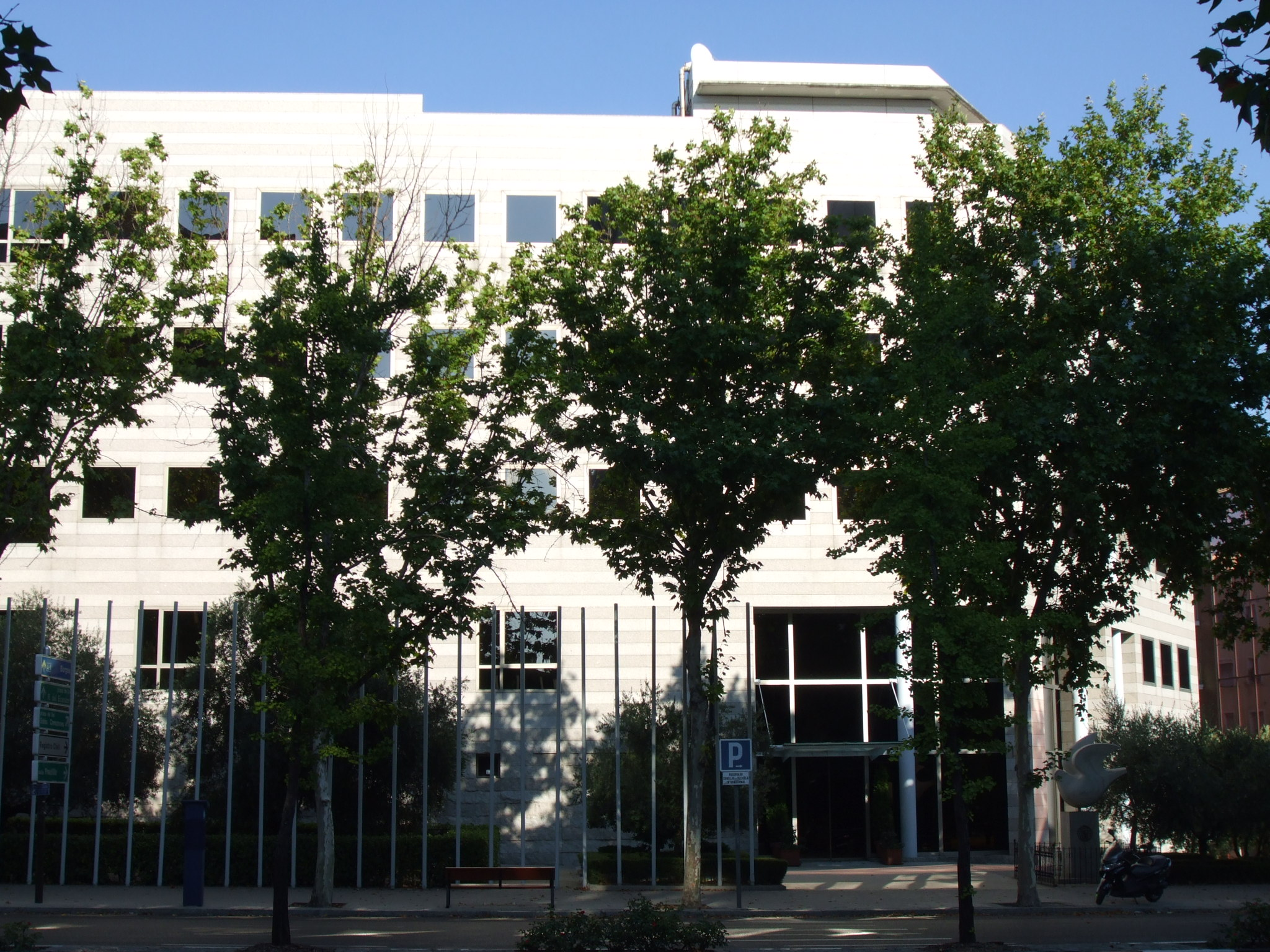
Conseil oléicole international à Madrid (Espagne).
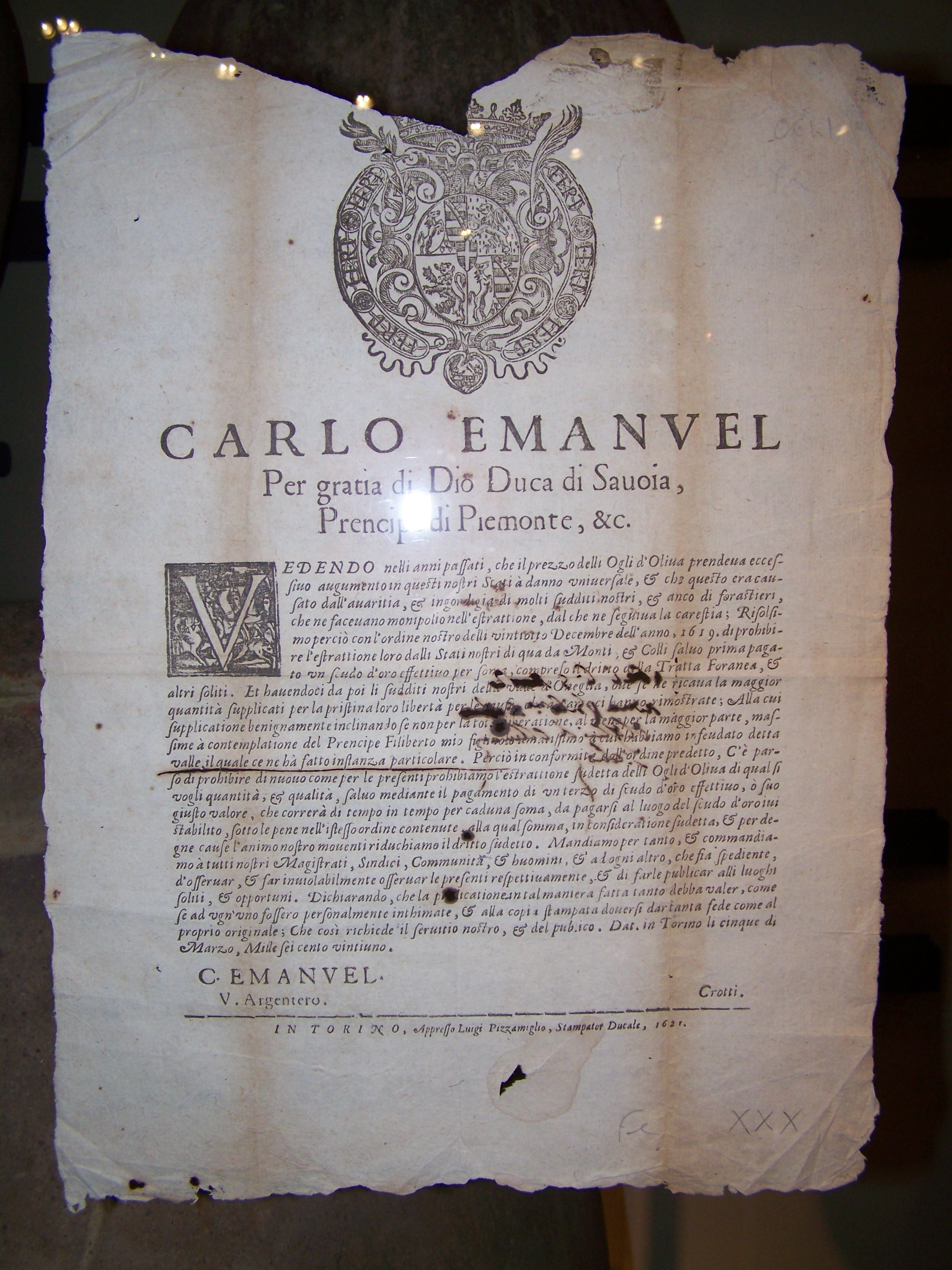
Édit (1621) du duc de Savoie réduisant l'impôt sur l'exportation de l'huile d'olive.